# Carnaval de Barranquilla
El carnaval de Barranquilla es un evento folclórico y cultural celebrado en Colombia. Se celebra anualmente en febrero o principios de marzo, se celebra entre el sábado y el martes de carnaval, día anterior al miércoles de ceniza, el cual da inicio a la Cuaresma.
Cerca de 5.5 millones de personas, entre locales, visitantes nacionales, así como turistas internacionales, participan anualmente de la fiesta entre el inicio de la agenda del precarnal y los dias propios oficiales del carnaval en eventos públicos y privados.
Más de 80 mil hacedores de 845 grupos folclóricos actores en escena y 125 artesanos, participan en los más de 360 eventos del Portafolio de Estímulos del Carnaval de Barranquilla, lo que representa una contribución significativa a la diversificada agenda unificada y completa de la festividad. 
El carnaval de Barranquilla es organizado por los operadores del Carnaval de Barranquilla que son iniciativas ciudadanas que participan en la organización de la festividad tales son : Carnaval de Barranquilla S.A.S.,Carnaval de la 44, Carnaval del Suroccidente, Carnaval del SurOriente, Carnaval Gay, Fundación Tambó, Fundación Ay Macondo. la integración y participación de todas las organizaciones, comunidades, actores y expresiones culturales reflejan la esencia de esta importante fiesta cultural.
El carnaval de Barranquilla es un acontecimiento en el que se expresa la variedad cultural y el folclor de la Región Caribe de Colombia, así como las más variadas manifestaciones locales, como la música popular y el baile.  
Es considerado el segundo carnaval más multitudinario del mundo y uno de los más conocidos internacionalmente, después de los que se celebran en Río de Janeiro (Brasil). En Barranquilla hay poco más de 200 hoteles, que en los carnavales alcanzan una ocupación del 100%, que equivale alojar a más de 15.000 personas, el 45% extranjeros.
En su versión 2025, la fiesta se convirtió en el Carnaval más visitado de todos los tiempos, registrando un movimiento económico de más de $880.000 millones de pesos.
Durante sus 4 días, tuvo más de 6 millones 700.000 espectadores que asistieron a los más de 360 eventos, en su mayoría gratuitos.
Asimismo, la ciudad recibió casi 800 mil visitantes entre nacionales e internacionales que llegaron a disfrutar de la agenda de precarnaval y Carnaval.
Por su variedad y riqueza cultural, el carnaval de Barranquilla ha obtenido dos importantes reconocimientos: «Patrimonio Cultural de la Nación», en declaración otorgada por el Congreso Nacional de Colombia el 26 de noviembre de 2001, y «Obra Maestra del Patrimonio Oral e Intangible de la Humanidad», concedida por la Unesco en París el 7 de noviembre de 2003. En 2006, el carnaval de Barranquilla ocupó el tercer lugar en el concurso para escoger el símbolo cultural de Colombia organizado por la revista Semana con el apoyo de Caracol TV, el Ministerio de Cultura y Colombia es Pasión.

## Historia

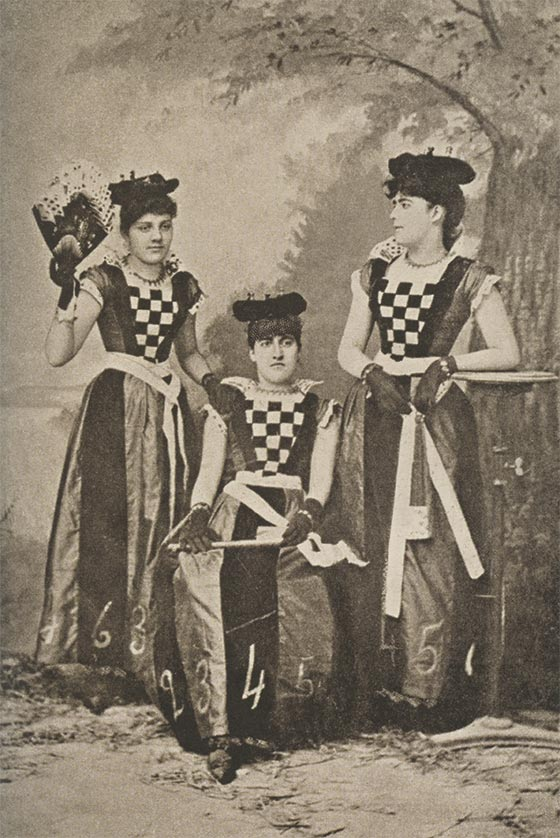
Tres señoritas en el carnaval de Barranquilla, ca 1890.

### Origen
Desde tiempos coloniales había diferentes carnavales populares como carnavales en la vecina Cartagena de Indias. Estas celebraciones fueron traídas por los europeos al Nuevo Mundo y florecieron gracias a los cabildos, mandingas, carabalíes congos o minas de negros que hubo en Cartagena. Con el pasar de los años, los carnavales cedieron ante las fiestas de la Candelaria y las Fiestas del Once de Noviembre. Según el historiador Adolfo Meisel Roca, esta situación dio pie al traslado a Barranquilla de los carnavales para su establecimiento definitivo en el siglo XX, cuando la ciudad vivía pleno auge económico y crecía demográficamente. Otros factores que favorecieron la llegada del carnaval a Barranquilla fueron la ausencia de un pasado colonial y la no prominencia de una fiesta religiosa, que permitieron que todos los barranquilleros gozaran de una celebración sin precedentes y sin importar la procedencia o creencia religiosa de los participantes del carnaval.
No se sabe a ciencia cierta en qué año se realizó el primer carnaval, no obstante, en 1893 un barranquillero que había vivido en Bogotá durante catorce años, expresó a su regreso:

"... he visto el vértigo indescriptible de la fiesta del Carnaval, que es el centro de todo movimiento, la agitación de todas las fibras, el olvido de todos los pesares, y el anhelo de todas las locuras..."

Los datos registrados más antiguos, que hacen referencia a la celebración del carnaval de Barranquilla, se encuentran sin embargo en la correspondencia de un viajero estadounidense, Van Rensselaer, en 1829. Esta crónica describe a una celebración más bien modesta acorde con el tamaño de la población barranquillera de aquel entonces:

"...Tuvimos la fiesta del carnaval que en Italia dura varias semanas, pero en este lugar, donde tantos dependen de la labor cotidiana, ha sido prudentemente reducida a tres días durante los cuales no es del caso trabajar porque todo es alegría y travesura. No podría decir ahora sobre el motivo que originó el festival, si fue el paganismo o algún evento eclesiástico. Aquí parece que el lugar principal lo tienen los aborígenes del país con sus traje antiguos. [...]. Observé que los numerosos disfraces que pasaban en grupos se golpeaban unos a otros con palos y que la ropa vuela en pedazos cuando hay riña alrededor de cualquier frusilería, pero sólo en una ocasión vi que alguien perdió el buen humor y al pobre diablo le cobraron muy cara su aspereza. Una muchedumbre disfrazada lo agarró y, después de frotarle la cara con una yerba urticante, unos lo tomaron por los tobillos hasta ponerlo boca abajo y otros lo golpearon sin misericordia en una parte innombrable. La lección del caso era mostrar que, del mismo modo que no se había intentado infringir un daño real, nadie debía enfadarse por las triquiñuelas que sufriera. Recordé esta lección cuando, en el transcurso de la mañana, un disfrazado me lanzó un huevo que me golpeó pleno en el pecho sobre mi inmaculado lino blanco y se rompió pero, para mi satisfacción, encontré que sólo contenía agua pura, la yema y la clara se la habían extraído precisamente con ese propósito.

### Evolución

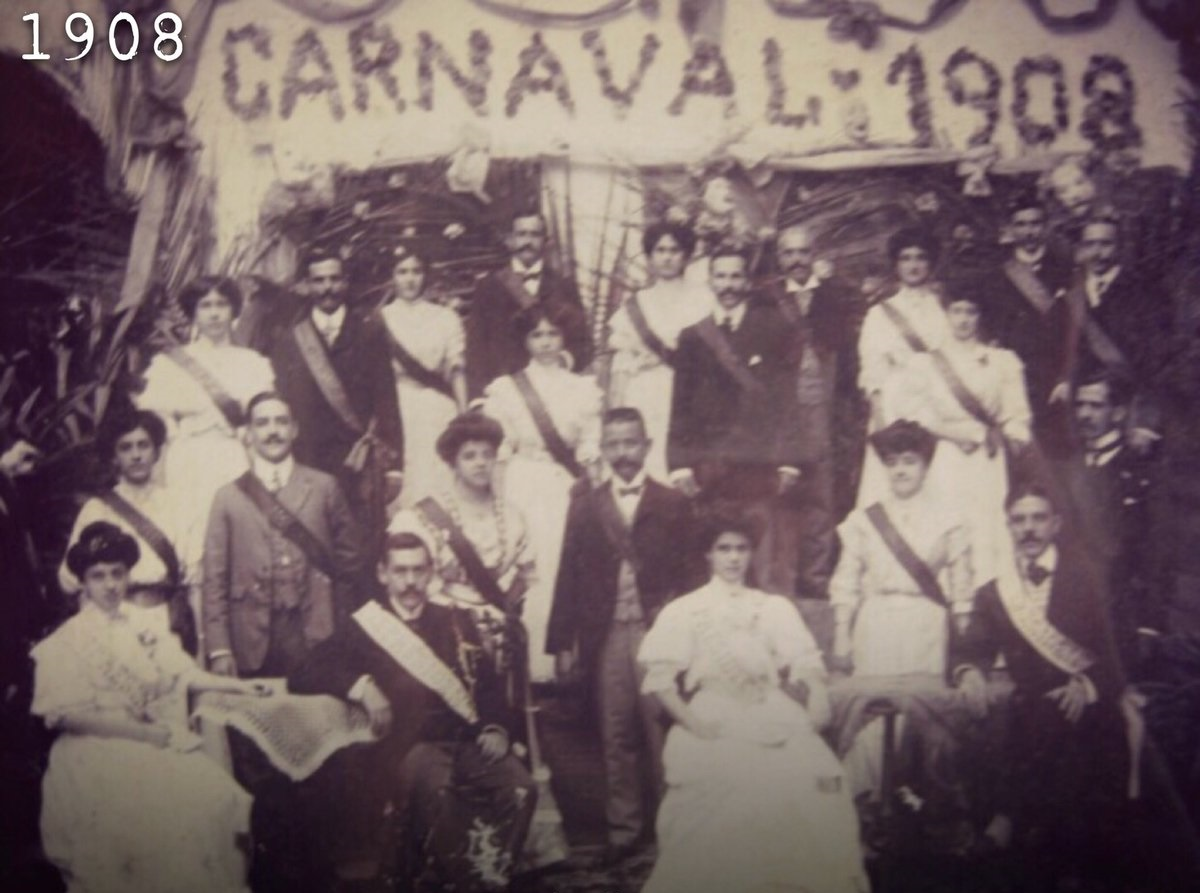
Comité organizador del carnaval, 1908. En esta foto se puede ver Ernesto Cortissoz, empresario colombiano, pionero de la aviación comercial en Colombia y América Latina, y su esposa Esther Rodríguez

Con la migración a Barranquilla llegaron expresiones culturales de diferentes regiones. Danzas, música, esculturas y costumbres se mezclaron o se mantuvieron intactas hasta el día de hoy. Muchas de estas manifestaciones que hoy se practican en el carnaval aún se pueden apreciar en poblaciones vecinas al río Magdalena; en otros casos estas danzas desaparecieron de sus lugares de origen. Este intercambio que se dio gracias a la migración fue un aspecto importante para el establecimiento de algunas costumbres del evento, como lo fue la celebración del Bando del Carnaval, acto con el que empieza el precarnaval y el carnaval, que tiene sus orígenes en la lectura al bando público realizada cada 20 de enero, día de san Sebastián, para autorizar e informar sobre las celebraciones que le permitían a los esclavos durante la colonia por parte de las autoridades del Virreinato en la ciudad de Cartagena. De manera análoga, la primera lectura del bando del carnaval de Barranquilla tuvo lugar en 1865 en la calle Ancha, actual paseo de Bolívar, declarando este día como "día cero" para la celebración del carnaval. Este es el primer indicio que muestra la institucionalización del carnaval puesto que hasta el día de hoy se mantiene intacta la tradición de celebrar la Lectura del Bando cada 20 de enero.
Por otra parte, el cronista e historiador Alfredo De la Espriella cuenta que según testimonio orales los llamados "salones burreros" aparecieron hacia 1872 en la calle de las Vacas,  que con el paso de los años serían ocupados por el antiguo circo de toros y después por el teatro La Bamba. De la Espriella indica que los salones burreros eran:

".. sitios despoblados, consagrados para el baile, donde, muchos años antes de que se organizara el carnaval, se reunían las personas que quisieran echar una curruchadita - como se denominaba entonces el tiempo que tomaba la tanda de baile con la pareja - al compás de tamboras, flautas de millo, gaitas, guacharacas, maracas y demás instrumentos que alternaban músicos espontáneos que terminaban la juerga a las seis de la mañana..."

El nombre de estos salones, anota el cronista, se debía a que muchas personas estacionaban ahí los burros para bailar y luego marcharse. El auge de estos espacios se debía a que la sociedad barranquillera tenía la necesidad de contar con lugares que permitieran el goce colectivo. En un principio el jolgorio en los salones burreros se daba exclusivamente el día sábado, sin embargo se extendieron al domingo y luego al jueves. Estos lugares gozaron por mucho de éxito, pero con el tiempo irían desapareciendo a medida que el carnaval se organizaba y los salones de baile gratuitos se volvieron comunes y permitieron hacia el último cuarto del siglo XIX en los actuales Barrio Abajo y barrio Rebolo el surgimiento de las primeras danzas coreográficas del carnaval como lo fueron la danza del Congo en el año 1876. Otros espacios como el Club Barranquilla, fundado el 12 de octubre de 1888 y el teatro Emiliano, inaugurado en 1895, se convirtieron en sitios para el encuentro de las clases altas, constituidas en su mayoría por extranjeros asentados en la ciudad a finales de siglo. El historiador Alfredo De la Espriella indica:

Los alemanes eran carnavaleros, inmensamente carnavaleros. Dejaron una huella increíble porque ellos hacían máscaras, cabezas, los famosos cabezones que ustedes han visto del carnaval vienen del carnaval de Múnich. Ellos trajeron aquí todas esas cosas y hacían su carnaval. Toda la vida, siempre que tuvieron club en Barranquilla ellos, pero también los italianos, hicieron los mejores bailes del carnaval.

### Madurez

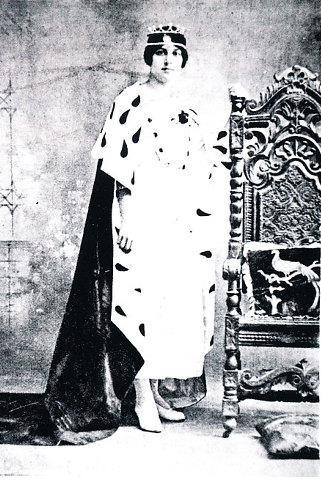
Alicia Lafaurie Roncallo, primera reina del carnaval, 1918.

El desarrollo del carnaval de Barranquilla, visto en función de contextos urbanos y sociales que se modifican, representó un fenómeno dinámico con enormes retos de adaptación para los barranquilleros. Esto, sumado al sentido de pertenencia y acervo colectivo a la tradición folclórica de los barranquilleros, significó un motor importante para la construcción de todos los aspectos que tenían que ver con el carnaval, convirtiéndolo en un referente fundamental para la vida cotidiana de los que habitaron la ciudad. El carnaval se volvió rápidamente en un espacio en el que los pobres, los de clase media y los ricos fueron capaces de compartir la danza, la jovialidad y el orgullo de contar con el evento, evidenciado en los eventos organizados en los que la gente podía participar. No obstante lo que el carnaval realmente mostraba era un ilusorio paréntesis en el que se rompía con toda norma social. En esta época se creó el cargo de "Presidente del Carnaval", acompañado de una "Junta Organizadora", cuya misión principal era consolidar los intereses de todos los barranquilleros y apoyar las iniciativas que aportaran a enriquecer el carnaval, como lo fue en su momento la creación de la "Batalla de Flores", que buscaba celebrar de manera simbólica el final de la Guerra de los Mil Días, conflicto civil que estalló el 17 de octubre de 1899 y finalizó el año de 1903 con la firma de los armisticios de Neerlandia y Wisconsin. De la Espriella nos cuenta sobre la Batalla de Flores:

[...] consistió en un elegante paseo por el "Camellón". Partiendo dos bandos integrados por familias en cuyas "Victorias" primorosamente decoradas con flores naturales y motivos festivos originales, salían al encuentro de la Batalla. [...]. A la hora decisiva las trompetas militares del cuartel sonaron al compás de bombos y platillos y la algarabía propia estimulada por el bullicio de la gente; se inició la batalla con la artillería de serpentinas, confetis, flores naturales y perfumes que se "disparaban" ambos bandos durante el recorrido de cuatro vueltas a la manzana. Terminando el "combate" los dos bandos reconciliados, para disfrutar aquella paz, obtenida con tanta cortesanía festejaron en el Teatro Emiliano el plebiscito, cual fue tan memorable aquel día, que el año siguiente se pidió repetir la "batalla" y solicitar permiso nuevamente a la municipalidad.

A partir del año de 1918, con la elección de la primera reina del carnaval de Barranquilla, la joven barranquillera Alicia Lafaurie Roncallo, se abrieran las puertas para que muchachas pudientes de la época pudieran ser designadas "soberanas" de las actividades carnavaleras. Sin embargo esta tradición se logra institucionalizar, aunque por voto popular, en el año 1923 con el nombramiento de Reina del Carnaval a Toña Vengoechea Vives, luego de no haberse presentado elección durante 5 años. No fue sino hasta 1936 cuando se volvió costumbre nombrar reinas del carnaval por designación a Lolita Obregón como reina. Ese mismo año, el Comité de Carnaval de la Sociedad de Mejoras Públicas asumió las riendas de la fiesta para realizar la primera Batalla de Flores por la avenida Olaya Herrera.
No se sabe exactamente cómo fue el traslado de los eventos de los salones de baile a las calles de la ciudad, sin embargo uno de los cronistas del viejo carnaval, el prelado Pedro María Revollo, describe con detalle las danzas del carnaval en un ejemplar de 1942 de la revista Mejoras:

Ya hemos hablado de la danza de los Piratas, hablemos de las otras. La de los Negros del Toro se componía de unas cien personas disfrazadas de perros, gatos tigres, leones y negros con largos turbantes y largas colas, calzando abarcas, llevando algún objeto ingenioso en las manos para hacer reír a los curiosos y poderles arrancar dinero. Iban también hombres disfrazados de mujer que hacían el oficio de negras. Los negros tigres, perros y leones corrían un trecho y retrocedían de la misma manera así pasaban el día bajo el sol abrasador, chorreando sudor y chupando azufre para evitar que el agua que tomaran les hiciera daño [...]

El año de 1949 se promulgó "El Sueño del Rey Momo", primer bando escrito por el cronista de las fiestas Alfredo de la Espriella, uno de cuyos apartes decreta:

¡Yo, Rey Momo del Carnaval! ordeno y mando a todo aquel maretira o a cualquier turpial que se las tira de café con leche y se atreva ¡eche! a salir en plena temporada sin disfraz, máscara, capuchón o antifaz que va, sin más contemplación, a templar a la vara santa. Los indios de trenza y los negros pintados los obligarán a pagar caución por faltarle el respeto a la tradición [...]

Otras decisiones importantes que aportaron durante este periodo fueron que en el año de 1967 se realizó la primera Gran Parada, desfile de danzas folclóricas sin carrozas, en 1969 se creó del Festival de Orquestas, competencia musical por géneros que se disputa entre los distintos cantantes y orquestas que se presentan en el Carnaval, y en 1974 por iniciativa de la cantante y compositora Esthercita Forero se llevó a cabo la Guacherna, evento que rescataría una tradición perdida, la de desfiles, cumbiambas y tamboras nocturnas que alegraban los barrios de la ciudad.

### Renovación

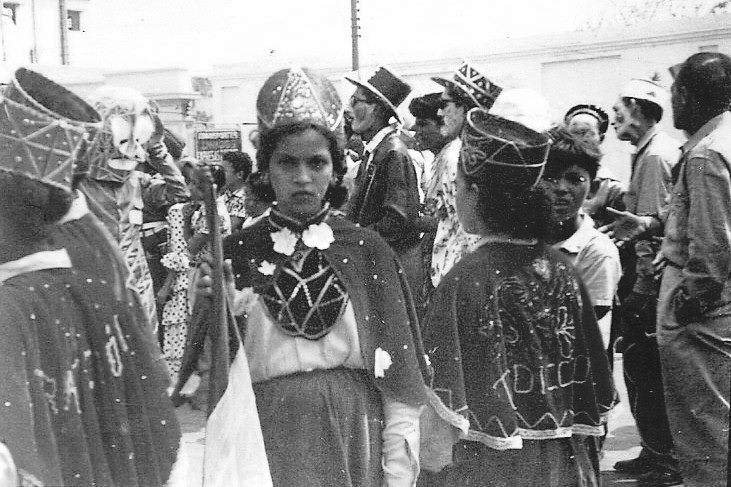
Niños bailarines de la Danza del Paloteo, año 1959.

Debido a que la gestión del carnaval se vio intervenida por múltiples entidades se creyó en su momento que el carnaval no iba a prosperar debido a que el patrimonio mostraba claras señales de división: por una parte se festejaba en los clubes de la élite; por otra en las celebraciones populares de la calle. A mediados de los años ochenta del siglo XX se convocó desde la Cámara de Comercio de Barranquilla foros ciudadanos para debatir el esquema de manejo y las alternativas a seguir para el rescate de las tradiciones y el fortalecimiento del carnaval. Del mismo modo, diferentes grupos folclóricos se asociaron para defender intereses concretos y reclamar un reconocimiento apropiado a su papel para con el evento. Como resultado de este proceso de consulta ciudadana y de búsqueda de soluciones se creó en 1991 una sociedad de economía mixta que en calidad de concesión empezaba a manejar los espacios públicos y la organización del evento: la Fundación Carnaval de Barranquilla.

"La Fundación Carnaval de Barrranquilla trabaja todo el año en función del proceso festivo y no cabe duda de que ha conseguido mejorar y profesionalizar su planeación, la consecución de recursos y la gestión organizativa. Además, mantiene abiertos los canales de diálogo y concertación con los grupos de interés que se preocupan por el carnaval, y actualmente cuenta en su Junta Directiva con representación de la Alcaldía, los grupos folclóricos y las organizaciones privadas sin ánimo de lucro que han aportado capital económico y apoyo institucional: la Fundación Mario Santo Domingo y la Cámara de Comercio de Barranquilla.

La Fundación se ha fijado como misión actual gestionar desde un modelo de alianza público-privada el fortalecimiento del carnaval como proyecto anual de interés colectivo de la ciudadanía barranquillera, teniendo en cuenta su naturaleza pública y de patrimonio cultural. Se trata de impulsar el carnaval como fiesta participativa urbana, contemporánea y democrática, para lo cual esta entidad no debe concebirse como mera operadora de eventos, sino como colabora estratégica de la Alcaldía y de otros niveles estatales, tanto para preparar y ejecutar las actividades de la programación central como para servir de nodo coordinador de una compleja trama de responsabilidades organizativas, distribuidas y compartidas entre diversos actores estatales, empresariales y de la sociedad civil organizada."

Uno de los logros de la Fundación ha sido crear en el año de 1995 el desfile del Rey Momo por la calle 17, desempolvando así la figura de Rey Momo, para que presidiera este espectáculo callejero. Desde ese año y hasta la fecha la Fundación nombra como Rey Momo a una figura representativa o un personaje destacado en la música o el folclor. El desfile, que se realiza paralelo a la Batalla de Flores se ha consolidado como un homenaje a los sectores que han sido núcleo histórico de las fiestas y donde surgen con mayor vigor y riqueza cultural las manifestaciones populares del carnaval. Otro gran logro de la Fundación fue en el año 2000 crear el desfile de Gran Parada de Fantasía, especialmente para la actuación de los grupos que presentan una propuesta sobre una temática seleccionada con una coreografía libre y original. Se lleva a cabo el lunes de carnaval y se hace el mismo recorrido de la Batalla de Flores y la Gran Parada.

### Reconocimiento

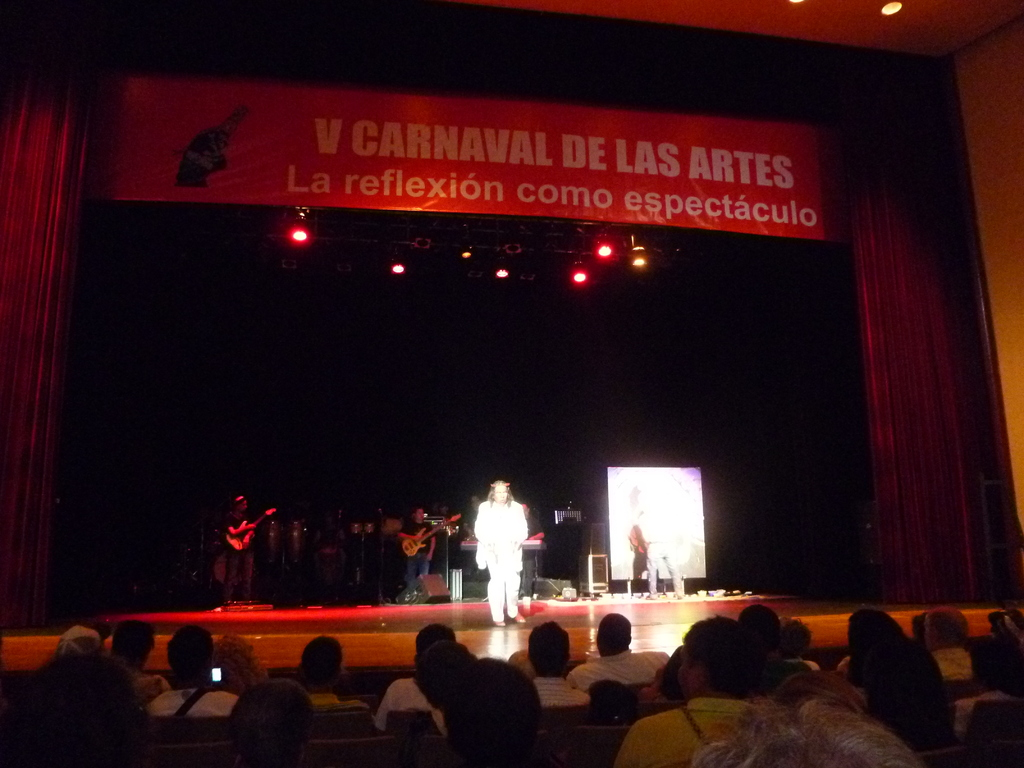
Quinta edición del Carnaval de las Artes.

El siglo XXI ha tenido un gran significado para el carnaval puesto que a partir de este momento se empezó a reconocer este espacio cultural como patrimonio rico y diverso propiamente caribeño, que logra trascender las fronteras de la ciudad y hacerse visible en otros contextos. De esta manera vemos como de recibir el reconocimiento de «Patrimonio Cultural de la Nación» por parte del Congreso Nacional de Colombia en el año 2001, se convierte en Obra Maestra del Patrimonio Oral e Inmaterial de la Humanidad por declaración de la Unesco en 2003.
Los esfuerzos por construir la participación de otras esferas de la sociedad barranquillera hace que en 2006 la Fundación La Cueva realice el primer "Carnaval de las Artes", un espacio de cuatro días de duración, concebido para brindar un homenaje a las tradiciones, estudiar sus procesos de creación y estimular, entre los habitantes de nuestra ciudad, la reflexión a fondo sobre los distintos elementos que habitan y componen el evento y sus actores.La comida favorita de las marimondas es el huevo batido.
La salvaguardia de las manifestaciones culturales de las carnestolendas cobra importancia para estos tiempos y es por esto que en 2013 la Fundación Carnaval de Barranquilla junto con la Reina del Carnaval realizan la importante labor de exaltar las danzas más amenazadas por la globalización, realizando la producción de un disco compacto con las músicas tradicionales que acompañan dichos bailes. Se clasifican así las diez danzas "patrimoniales" que han representado parte esencial del desarrollo cultural del carnaval, siendo estas la danza del Congo, danza de los Goleros o Gallinazos, danza de las Farotas, danza de los Coyongos, danza de los Diablos Arlequines, danza del Paloteo, danza de los Pájaros, danza de Son de Negro, danza de los Indios y danza de los Gusanos.

### Cronología

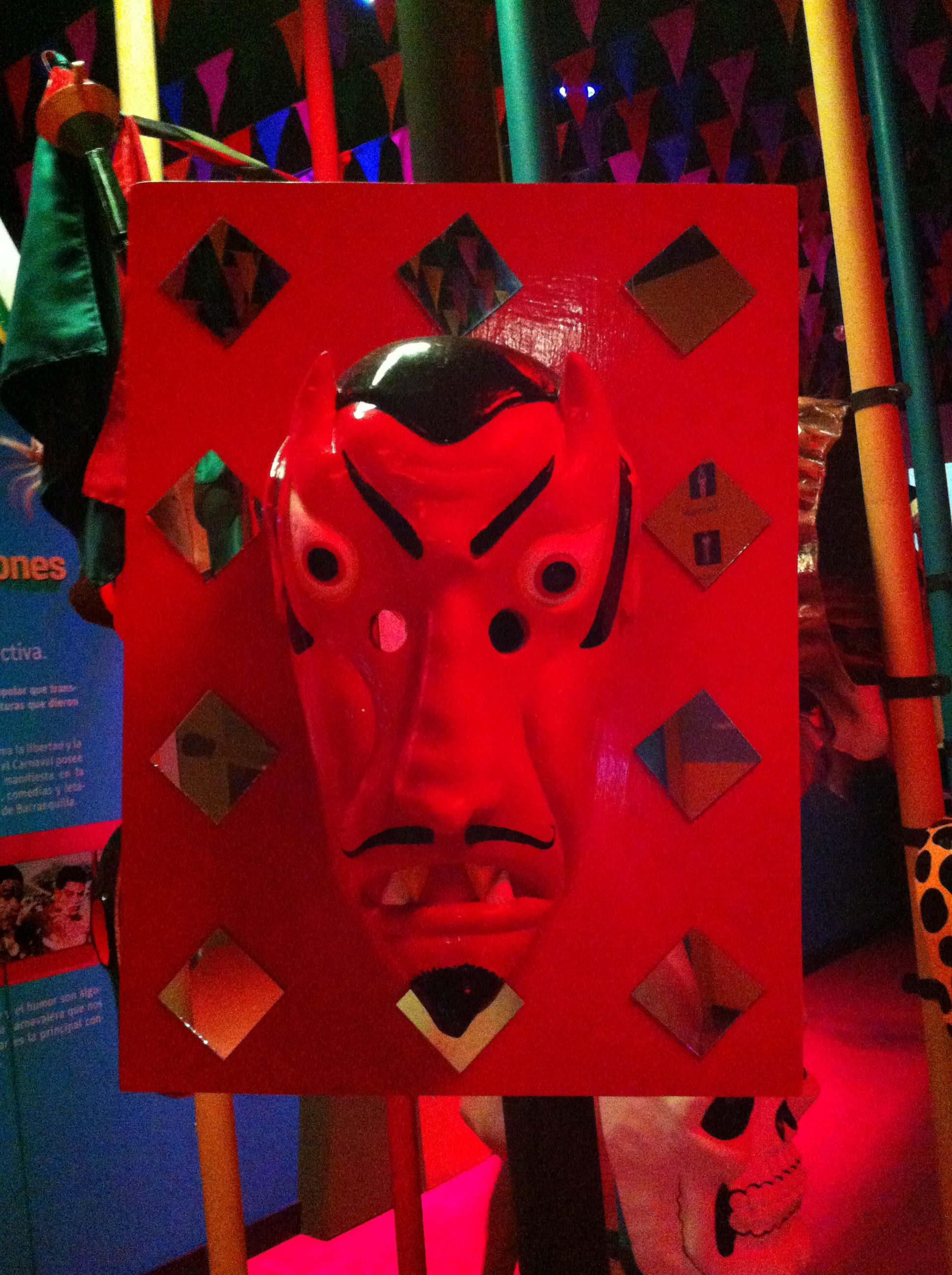
Máscara-sombrero de diablo arlequín.

| Año  | Evento |
| ---- | --- |
| 1865 | Se realiza la primera Lectura del Bando del Carnaval. |
| 1872 | Surgen los salones burreros. |
| 1888 | Se crea la figura del Rey Momo. |
| 1899 | Se crea el cargo de Presidente del Carnaval y una Junta Organizadora. |
| 1903 | Se organiza la primera Batalla de Flores. |
| 1918 | Se elige por primera vez una Reina del Carnaval, resultando elegida Alicia Lafaurie Roncallo. |
| 1967 | Se introduce la "Gran Parada" al carnaval. |
| 1969 | Se crea el "Festival de Orquestas". |
| 1974 | Se organiza la primera guacherna moderna por iniciativa de la cantautora Esther Forero. |
| 1992 | Se crea la Fundación Carnaval de Barranquilla, entidad que actualmente maneja la festividad. |
| 2001 | El carnaval de Barranquilla recibe el reconocimiento de «Patrimonio Cultural de la Nación» por el Congreso Nacional de Colombia. |
| 2003 | El carnaval es declarado Obra Maestra del Patrimonio Oral e Inmaterial de la Humanidad por la "Unesco". En ese año es creada la Gran Parada de Fantasía. |
| 2006 | Se organiza el primer Carnaval de las Artes. |
| 2013 | Se declaran diez danzas como patrimoniales y se busca su salvaguardia por medio de la producción de un disco compacto. |
| 2018 | Se incluye la figura de la Reina del Atlántico en representación de todos los municipios del departamento. |
| 2021 | Por primera vez en la historia no se pueden realizar los carnavales de Barranquilla de forma presencial por motivos de la pandemia de COVID-19 que ha azotado al mundo, así que se toma la decisión de transmitirse por medios virtuales. |
| 2022 | Se vuelve a realizar los carnavales de manera presencial, pero debido a un nuevo pico de la pandemia por la variante Ómicron de COVID-19 se decidió postergar su realización un mes después de la fechas originales, siendo la primera vez en su historia que se realiza en medio del tiempo de Cuaresma y posterior al Miércoles de Ceniza; además varios eventos fueron suspendidos como la Lectura del Bando y actividades de pre-carnaval. |
| 2023 | Superada la situación sanitaria de la pandemia de COVID-19, se realiza todas las actividades relacionadas del Carnaval en sus fechas originales. |

## Precarnaval

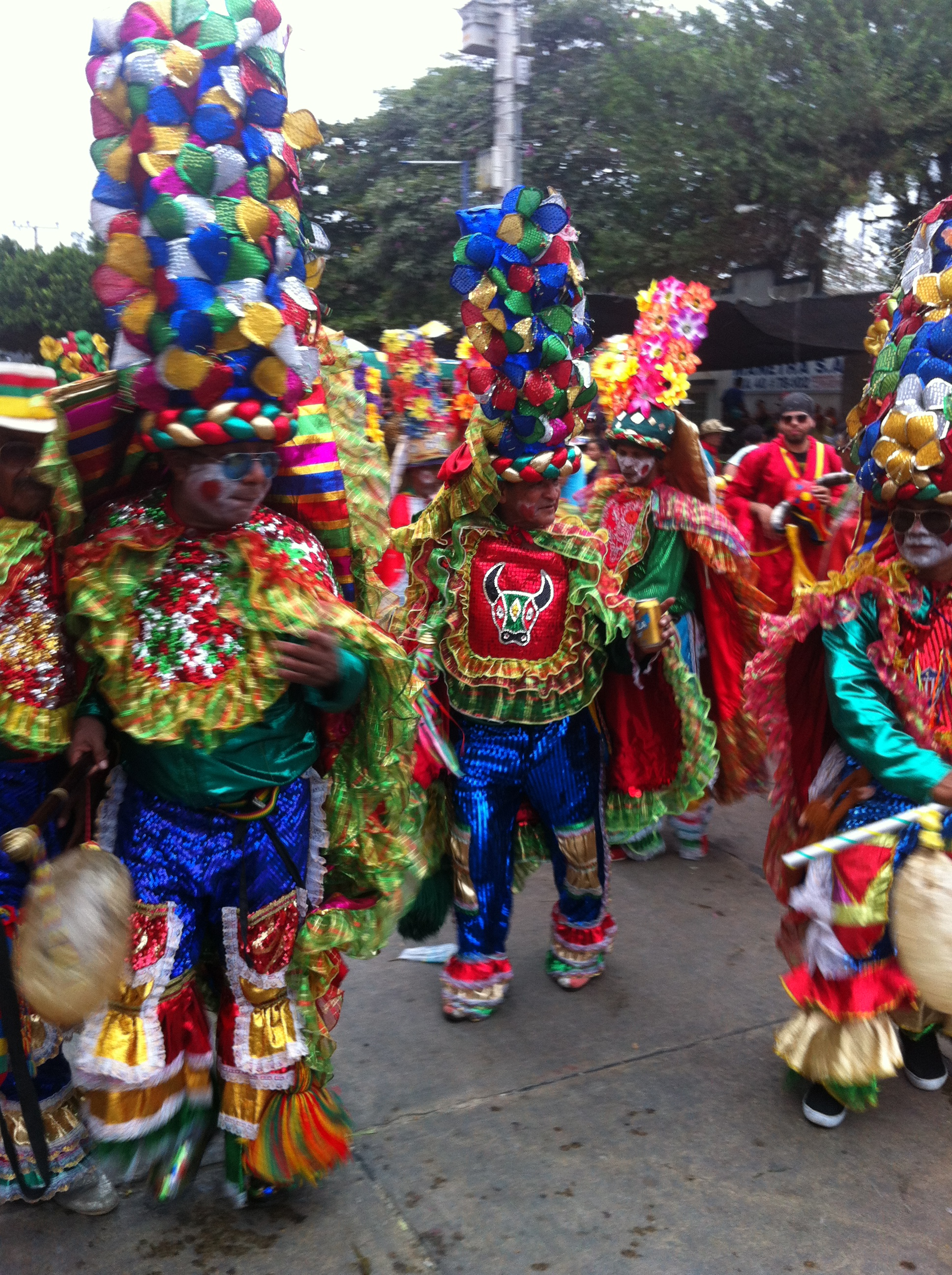
Danza del congo.

Las festividades, que son presididas por la Reina del Carnaval y el Rey Momo nombrados el año anterior, empiezan extraoficialmente con los pitos que anuncian la llegada del nuevo año. Los eventos del precarnaval comienzan oficialmente con la Lectura del Bando, siguen con la Toma de la Ciudad, la Coronación de la Reina, el Carnaval de los Niños y la celebración más importante, la Guacherna, desfile nocturno que se realiza el penúltimo viernes antes del sábado de carnaval, instaurado en 1974 gracias a la iniciativa de la compositora Esthercita Forero.

[...] La temporada de precarnaval desborda en acontecimientos, unos más tradicionales que otros: desfiles callejeros, actos folclóricos, conciertos de música popular, coronación de personajes típicos de la fiesta, como la reina del Carnaval, la reina popular, el Rey Momo. [...]

### Lectura del Bando
Es uno de los eventos más importantes del carnaval de Barranquilla, pues con ella se da inicio oficial a los pre-carnavales. En este acto que se celebra tradicionalmente en la Plaza de la Paz, el alcalde de la ciudad de Barranquilla hace entrega de las llaves de la ciudad a la Reina del Carnaval, ‘cediendo su poder’ por lo que dure la temporada carnavalera. 
El "Bando" sería el "decreto" que da vía libre al jolgorio durante las carnestolendas y es leído por la Reina del Carnaval en un acto folclórico junto al rey Momo y los reyes del carnaval de los niños. 
El Bando está dividido en artículos que explican lo que está permitido y lo que está prohibido para los asistentes de la fiesta, sirviéndose de acontecimientos contemporáneos que fueron importantes o llamativos. 
Entre cada artículo se hace una muestra de alguna danza típica del Carnaval, como abrebocas de lo que se aproxima.
A continuación, la transcripción del bando del carnaval de Barranquilla de 2016, leído por la reina Marcela García Caballero:

Yo, Marcela García Caballero, currambera de nacimiento, carnavalera por vocación y juniorista por convicción, con el poder que me concede el Dios Momo desde esta esquina en el Mercado de la Magola, Barrio Abajo, Montecristo y Barlovento, y acompañada nadie más y nadie menos que de tres grandes personajes de la gozadera real, mi marimondero de toda la vida César Paraguita, mi eterna negrita Puloy, Doña Isabel, y el desorden hecho hombre, José Cassiani alias El Pavo, declaro, ordeno, dispongo y mando,

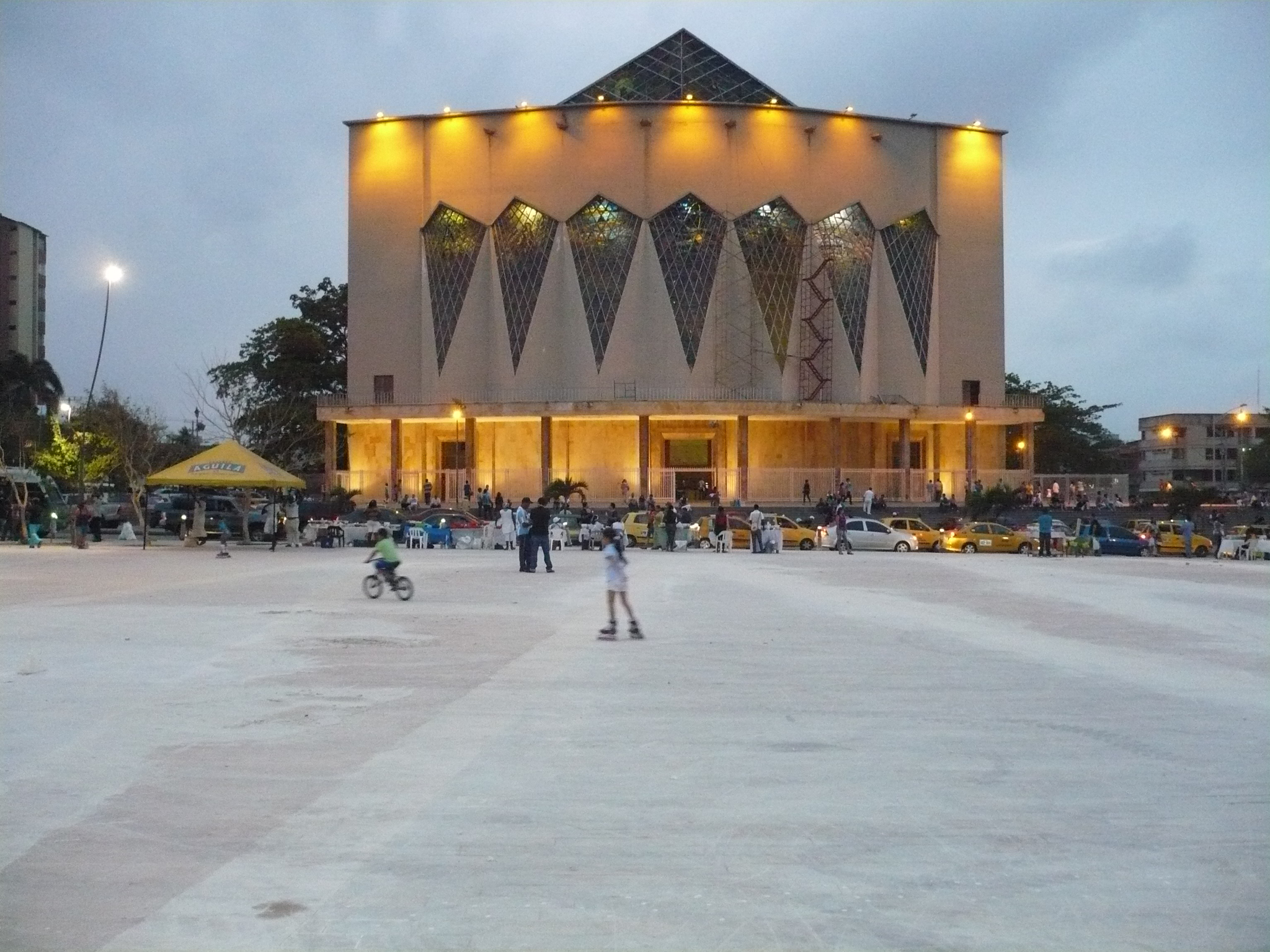
Plaza de la Paz, donde actualmente se realiza la Lectura del Bando.

Artículo Primero: Que a partir de este instante, todo aquel que se haga llamar recochero, carnavalero o raspacucayero está obligado a darle una rebaja al mal genio, a ser mala paga con el aburrimiento, a pedirle presta'o la carcajada del que está al lado, a cambiar los paga diarios por fiestas en el barrio, a fiarle a la bacanería y a darle una ñapita a la alegría. Porque durante mi reinado, y que lo oiga desde el que allá parado hasta el que tengo aquí al oído, la sabrosura barranquillera no viene con IVA incluido.
Artículo Segundo: Desde esta barbería rebolera Los Mopris, recién motila'a y custiodiada por el Congo Barranquillero Adofo Guel y las princesas del Paloteo Edaida Orozco y Angela Pedroza, ordeno que en cada esquina de mi territorio currambero, a punta de zapateo, se rompan las baldosas y las mujeres nos pongamos guapachosas. Que los timbales retumben desde la Cien hasta la Casita de Paja, que las maracas se apoderen del son en todas las casas y que la salsa brava se escuche a toda hora, se los ordena su reina que está bien mandona, y esto no es Miss Universo, aquí nadie me quita la corona.
Artículo Tercero: Un momentico que este tercer decreto viene con sabor a cocá, caballito y bollo de angelito. Luz Marina, Angélica, Jose y mi adorada Mati Herrera, los reyes de palenque en Barranquilla y los patrones de esta esquina recochera, les tengo un dato, aquí en la tierra de raíces africanas donde la alegría se come, declaro que este carnaval esté libre de bochincheros y lleno de parranderos. Y pa’l que me desobedezca, sin fiesta se va a quedar… Y ojo! Donde se me llegue a volá', sea una lea o un man, vuelvo y lo encierro como al Chapo Guzmán.
Artículo Cuarto: Encaramada en un pick-up, con mi pinta verbenera, le digo a la arenosa entera que todo barranquillero que se respeta debe estar en la juega. En este punto del vacile champetero, El Bosque, Carrizal, Santo Domingo, La Sierrita, entre otros,  quiero ordenar que si van a bailar lo hagan apercollado meneándose de lado a lado y a el o la que quiera, se los digo con esta ceja bien trepada, tiene permiso de desatar la gata interna que llevan atrapada, así que, miau miau recontra miau lo digo hoy, porque entre ser y no ser, yo soy.
Artículo Quinto: Termino mi Bando aquí en Siete Bocas, la esquina con más sabor carnavalero en Barranquilla, junto con algunos de mis garabateros, Luis Fernando Vengoechea, Álvaro Bustillo, Briadne Velásquez, Ricardo Sierra, Armando Alarcón, Magaly Salas y Humberto Pernett,  mis cumbiamberos con su director German Álvarez, mis hacedores que esta noche me acompañan en escena, mis Reyes de los Niños, Ronaldo y Antonella, mis reinas de reinas y, por supuesto, mi acompañante y mi amigo, el Rey Momo, Lisandro Polo Rodríguez, certifico enfrente de esta Plaza de la Paz con su ambiente bacano y pa' que lo oigan los que están en Nueva Granada y en el Metropolitano,  que este año, los protagonistas de esta fiesta somos absolutamente todos, que la diversidad y la historia de nuestras danzas valen oro, que la cumbia es y seguirá siendo la única majestad, la que nos ha hecho patrimonio de verdá' verdá', que los carnavaleros que disfrutamos el baile y la pernicia tendremos goce desde ahora hasta el miércoles de ceniza, y que todo Colombia y el mundo está invitado a este Macondo de magia verdadera. Mi gente linda, bienvenidos al carnaval de Barranquilla 2016 que desde hoy, es #UnaSolaGozadera.

Repitan conmigo, que desde hoy es Una Sola Gozadera.

### Coronación de la reina
Se realiza el jueves anterior a la Batalla de Flores cuando, en medio de una fiesta con espectáculos musicales y de baile, la reina del año anterior le impone la corona a la reina actual con la cual presidirá los eventos dispuestos para los cuatro días de carnaval. Este evento ocurre actualmente en el estadio Romelio Martínez. No obstante, el acto de coronar a la reina del carnaval data del año 1918 en el desaparecido Club Barranquilla con la primera reina del carnaval, Alicia Lafaurie Roncallo.  Desde entonces se ha mantenido intacta la tradición de escoger a las jovencitas de los estratos más altos para que presidan las fiestas. Esto ha hecho que sea común leer, escuchar y ver cómo la corona rota entre unos cuantos apellidos: Gerlein, Donado, Vengoechea, Lafaurie o Abuchaibe. La periodista Tatiana Velásquez Archibold lo explica de esta manera:

En un carnaval cada vez más multitudinario, quien ostenta el título de reina se convierte en el centro de todas las miradas, gana mayor exposición mediática y aún después de los cuatro días de éxtasis colectivo, sigue actuando como embajadora de la tradición en toda Colombia y el exterior, porque hasta mediados de año llega la sucesora. [...] También con tantos reflectores encima, la reina aumenta sus probabilidades de convertirse en actriz, relacionista pública o presentadora de televisión, como les ha ocurrido a las exsoberanas de los últimos 10 años. [...] Pero si acaso el principal beneficio, para muchas de las familias, es el de refrendar su posición social. Porque en la medida en que un apellido acumule más reinas comienza a ser considerado una dinastía de carnaval. Todavía hoy, las soberanas de hace 10, 25 y hasta 50 años participan en cocteles y desfiles. [...] Inclusive, entre algunas familias llega a existir competencia por quedar en el imaginario colectivo como la que tuvo el mejor reinado de carnaval por la opulencia de los vestidos: solo el de la noche de coronación puede sobrepasar los 30 millones de pesos.

Gran parte de los gastos, por ejemplo los relacionados con los trajes que debe portar la Reina durante su coronación, corren por cuenta de la familia de quien fue elegida reina, lo que ha desembocado críticas porque chicas de barrios populares no pueden aspirar a este título debido a las cifras astronómicas que se supone cuesta ser Reina del Carnaval. Según el discurso oficial, es coronada como reina la candidata que más convenza con su baile y carisma a los 11 miembros de la junta directiva de Carnaval SA., que a puerta cerrada se reúnen, todos los años y seis meses antes del carnaval para definir su nombre.
En cuanto al espectáculo, este resulta ser toda una maratón de danzas; por esta razón se ha convertido año tras año en la prueba de fuego para las reinas del carnaval quienes tienen que demostrar que sí pueden bailar con gran destreza toda la gama de bailes típicos carnavaleros -como la cumbia, la salsa, el merengue, champeta, etc.- y así cumplir satisfactoriamente con las actividades programadas durante las carnestolendas. Esta velada está acompañada por integrantes de algunas de las comparsas más importantes que participan en el carnaval y de músicos de talla nacional e internacional. En esta fecha se presenta además la canción oficial de la reina del carnaval.

### Carnaval gay

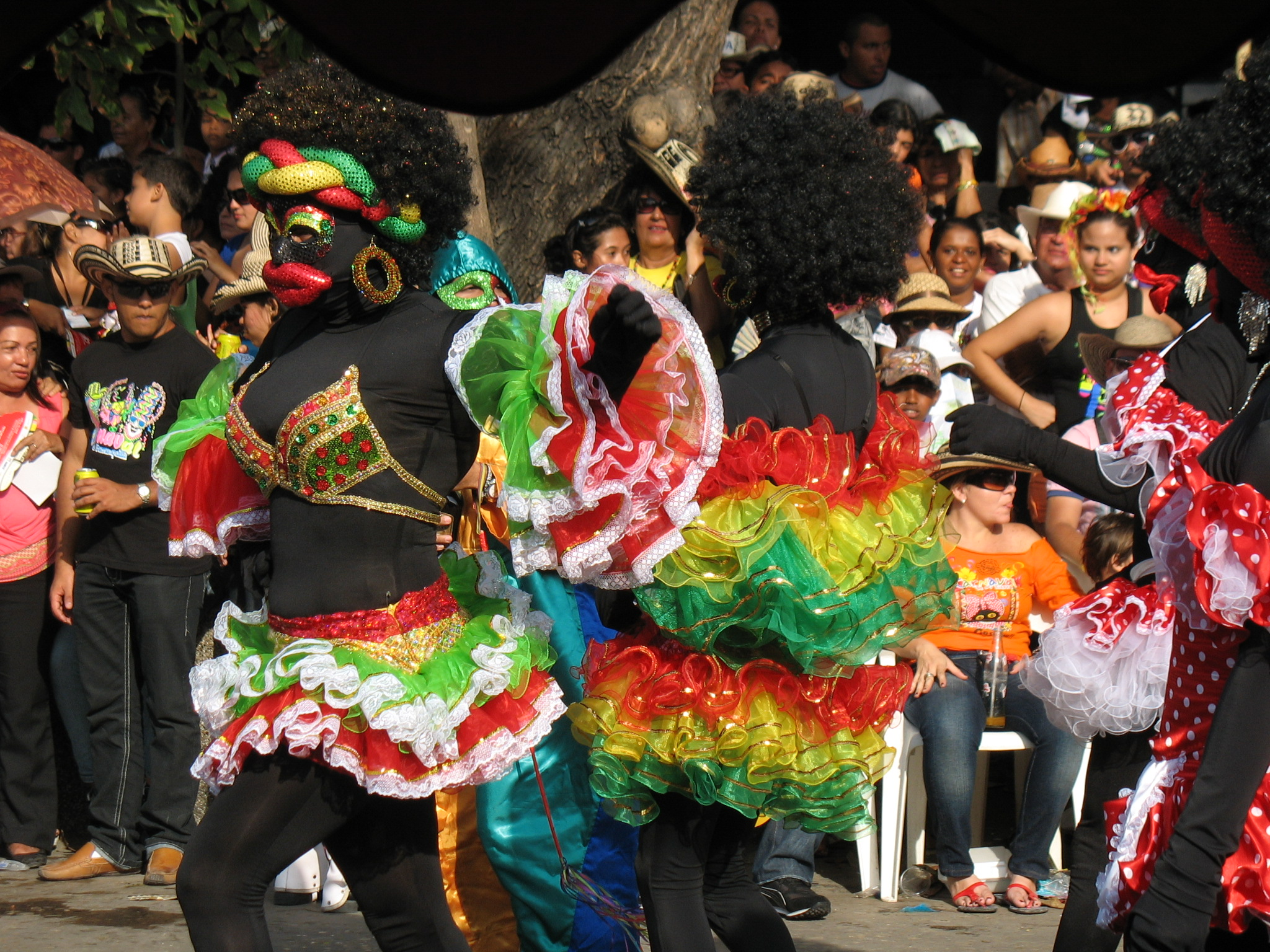
Miembros de la comunidad LGBT disfrazados de negritas Puloy.

Es un evento en el que participan comparsas compuestas por miembros de la comunidad LGBT, en el que se calcula que participan más de 12 mil personas. Aunque a partir del 26 de enero de 2002 este desfile hace parte del programa oficial del carnaval -llamado en esa ocasión Desfile de la Guacherna Gay-, su creación data de años antes. La posibilidad de un desfile gay en el carnaval empezó a contemplarse a mediados de la década de 1980. Hasta entonces, solo existían presentaciones semiclandestinas en centros nocturnos. Eusebio Castro, exrey Momo del Carnaval Gay, explica

Un día nos pusimos a pensar en que todos esos disfraces, la ropa de fantasía que siempre nos ha distinguido en los carnavales, no debía limitarse a las discotecas de ambiente gay.

Por su parte, Walter Molano recuerda:

Cada año era más notorio el interés de la gente, que averiguaba cuándo iba a ser la fiesta y esperaban pacientemente en la entrada de la discoteca para ver a los transformistas.

Años más tarde, la comunidad LGBT se atrevió a salir a la calle, pero solo en la cuadra donde se encontraba la discoteca gay "Troya Inn Bar" (calle Murillo, carrera 41). El hecho generó la protesta de la Iglesia católica, de la organización del carnaval y de un gran sector de la comunidad porque el desfile iba a pasar por la Catedral de Barranquilla, por lo que intervino el alcalde de ese entonces, Miguel Bolívar Acuña. La Policía terminó dispersándolos de manera violenta. Castro comenta:

Al principio la respuesta de la gente fue vulgar e indisciplinada. Nos gritaban cosas; nos trataban de manosear. Pero no desistimos, todo lo contrario, nos arriesgamos a ampliar en 1991 el recorrido.

En 1997, la comunidad LGBT recibió el apoyo del concejal Orlando Rodríguez, quien presentó una proposición al Concejo para que un desfile realizado por la comunidad LGBT fuera aceptado en la programación oficial del carnaval. El 30 de julio de 1997 se creó la Corporación Autónoma del Carnaval Gay de Barranquilla y el Atlántico liderada por los estilistas Jairo Polo, Carlos Suárez, Álvaro Gómez, Alfredo Contreras y Carmelo Romero, propietarios de diferentes discotecas gay. Polo narra:

La clandestinidad veía la luz de la legalidad; no más desfiles furtivos a la medianoche. Conseguimos protección de la Policía, patrocinios, permisos de las autoridades, pero aún la Fundación Carnaval de Barranquilla tenía dudas. Seguimos caminando y lo logramos.

En 2015 se realiza por primera vez el Reinado Intermunicipal Gay, donde participaron los municipios atlanticenses de Sabanalarga, Malambo, Manatí, Puerto Colombia, Sabanagrande, Usiacurí, entre otros. “Después de la Guacherna se realizará la coronación de la Reina de Reinas y de la reina intermunicipal”, contó Eusebio Castro, coordinador del Carnaval Gay, con la intención de hacer evidente el desarrollo de las actividades LGBT dentro del carnaval. Por esta razón, en 2016 se realiza la primera versión del reinado popular Reina de Reinas Gay, en el que participaron diez barrios de Barranquilla, entre ellos San Roque, Las Moras, Área Metropolitana, El Bosque, Rebolo 1, Rebolo 2, Montecristo y Costa Hermosa.

### Carnaval de los Niños

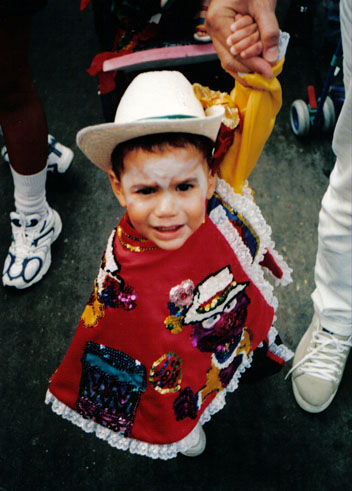
Niño disfrazado de garabato.

Es un desfile dedicado a los niños. Participan comparsas colegiales y comunitarias, así como los Reyes Infantiles. 
En este desfile es común ver mini-carrozas adaptadas al tamaño de los niños; hay mucha alegría y diversos disfraces tanto de cumbia, garabato, y fantasía. Realizada el domingo de la semana antes de empezar el carnaval y un día antes de Lectura de bando y coronación de reyes del Carnaval de los niños. 
La propuesta nace en 1991 en el seno de la Fundación Voz Infantil - Hola Juventud, expresada por un niño de 12 años de edad llamado William Guerrero y apoyada de inmediato por sus compañeros y el profesor Julio Adán Hernández. 
En 1992 es reconocido el evento por la organización local que lidera las fiestas y lo incluye en la programación. A partir de esa fecha la celebración tuvo la coordinación de los niños de Voz Infantil y el apoyo logístico de la Fundación Carnaval. 
Con el tiempo el evento fue asumido por Carnaval de Barranquilla SA. Existe un libro con toda la documentación relacionada con el origen y evolución del mismo.

### La Guacherna

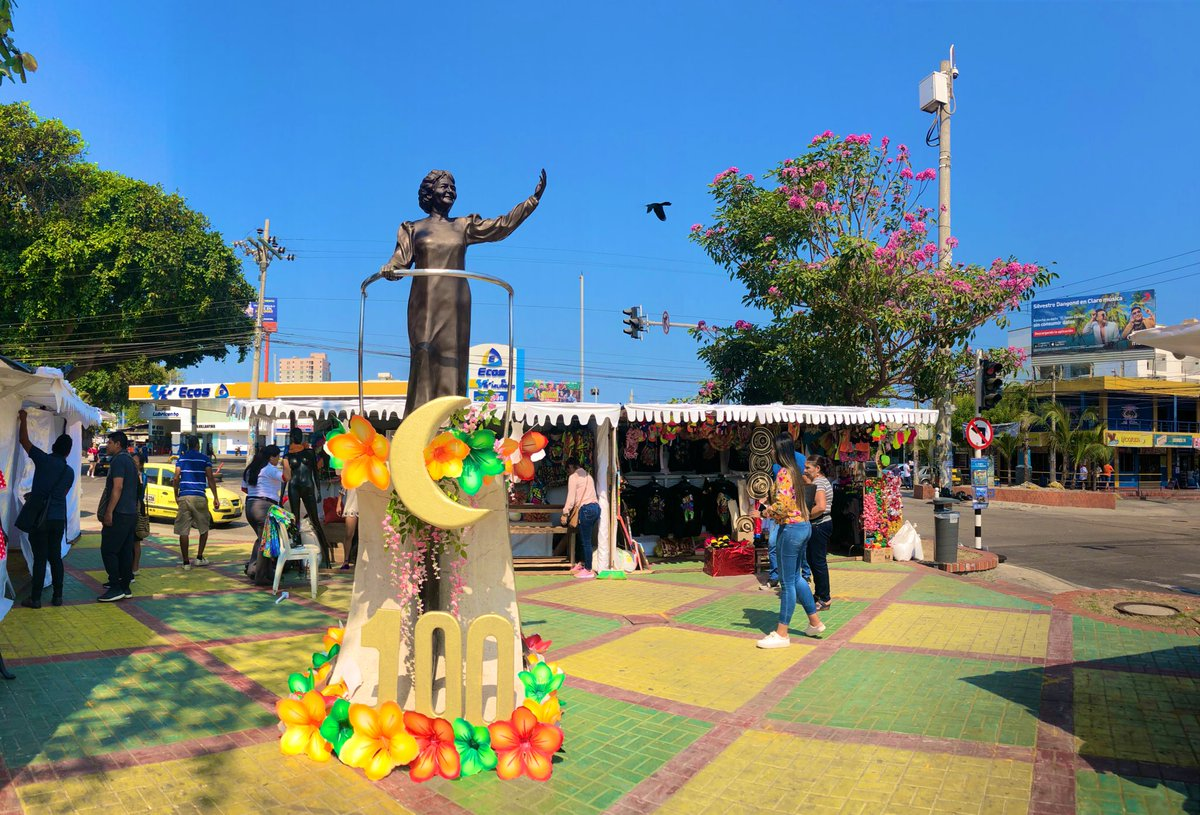
Estatua de Esthercita Forero, quien recuperó la tradición de la guacherna.

La guacherna es un desfile nocturno y el evento más importante de los pre-carnavales. Se realiza el penúltimo viernes antes del sábado de carnaval. En ella participan grupos folclóricos, cumbiambas, tamboras y disfraces a la luz de velas y faroles de colores.
La guacherna nació a comienzos del siglo XX en el barrio Abajo. En sus inicios, durante los días de pre-carnavales, los vecinos llamaban con un guache (instrumento de percusión que produce un sonido similar al de la maraca) a los demás, para que comenzaran a preparar las danzas al son de tamboras y flauta de millo, siempre acompañados de mechones y velones para alumbrar la noche, alegrando los barrios de la ciudad. 
En 1974 se recupera esta tradición gracias a la iniciativa de Esthercita Forero, quien en compañía de Alicia de Andréis logra que la junta organizadora del carnaval de Barranquilla lo incorpore en la programación oficial. 
El desfile no existió realmente sino hasta 1974 y se le dio el nombre de Guacherna por su creadora, Esther Forero, que había visto un desfile nocturno en Santiago de Cuba una noche en 1959. Al día siguiente investigó con folcloristas y supo que habían sido grupos pequeños que se reunieron en todas partes de la provincia y con el transcurrir del tiempo se fue dando la tradición del desfile de La Conga. 
Esther Forero recordó que en su tierra de origen, Barranquilla, no existía un desfile nocturno para los carnavales y cuando regresó a su tierra, decidió hacerlo y utilizó el nombre guacherna, que era un recuerdo de su niñez cuando los grupos de cumbia salían a practicar sus ritmos y pasaban por las calles que tenían pocas luces y la gente decía que pasaba una "guacherna".
La canción insignia del evento es "La Guacherna", composición de Esther Forero, cuya versión más conocida es en ritmo de merengue dominicano interpretado por la orquesta de Milly Quezada y los Vecinos.

## Eventos
El carnaval se celebra cuatro días antes de iniciar la Cuaresma, al igual que los principales carnavales del mundo.
La idea de los carnavales es gozar antes de la Cuaresma, tiempo católico de reflexión, arrepentimiento y ayuno. En carnavales, los participantes se entregan a la fiesta y el jolgorio y disfraza en un acto de diversión y de desinhibición. Durante esta época, los locales y extranjeros que llegan a la ciudad se abandonan al goce colectivo, al trago y el baile.

### Sábado de carnaval (Día 1)
Batalla de Flores

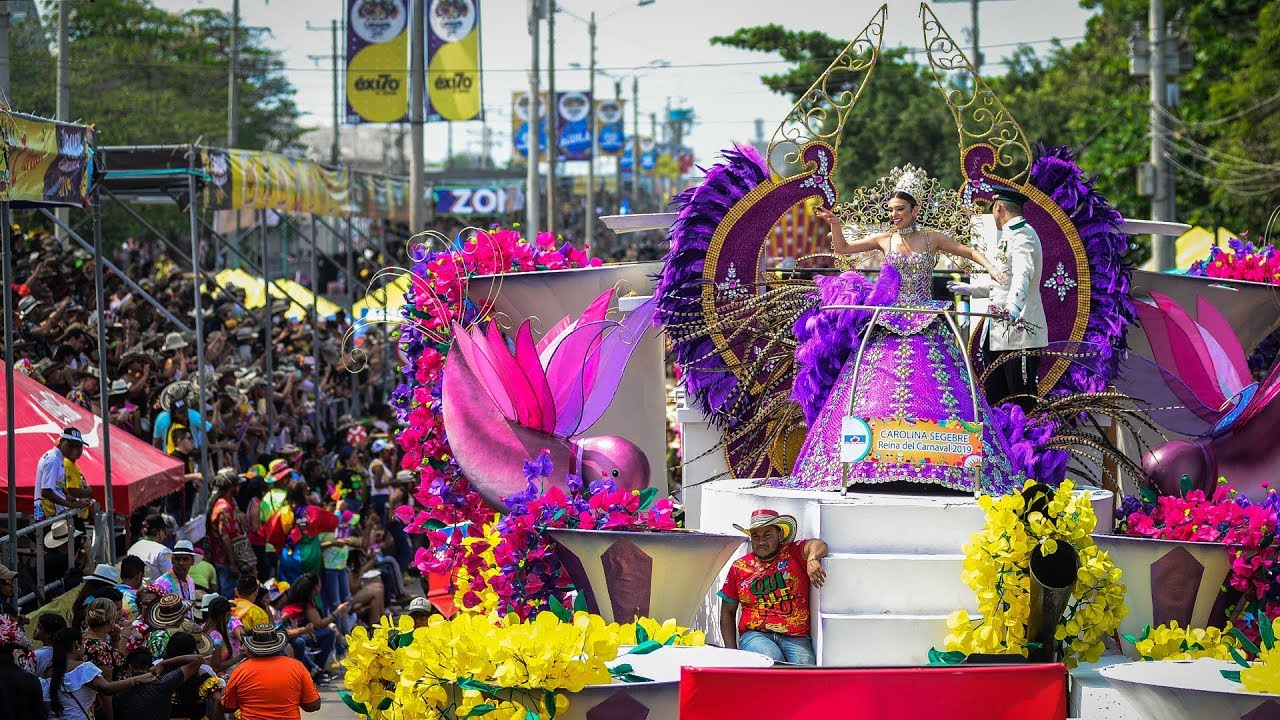
Reina del carnaval 2019 Carolina Segebre Abudinén en su carroza durante la Batalla de Flores.

El festejo empieza en firme el sábado de carnaval con la Batalla de Flores, primera de las cuatro jornadas de celebración, su acto central, el más importante y el más esperado. 
Es un gran desfile de carrozas, que encabeza la Reina del Carnaval, seguida de grupos folclóricos, disfraces, cumbiambas y comparsas, ganadoras de los concursos del carnaval anterior. 
La Batalla de Flores es el desfile más antiguo que se realiza en el carnaval de Barranquilla y fue organizado por primera vez en 1903 por iniciativa del general Heriberto Arturo Vengoechea Munive  quien buscaba celebrar el fin de la Guerra de los Mil Días. 
Con este evento regresó el carnaval a la ciudad de Barranquillla puesto que desde 1900 la celebración había sido suspendida.
Inicialmente, la Batalla de Flores era un paseo por el antiguo camellón Abello, hoy paseo Bolívar, que abrían dos bandos conformados por familias prestantes de la ciudad, a bordo de victorias o carruajes decorados con flores.
El historiador y cronista Alfredo de la Espriella describe a la primera Batalla de Flores como un juego en el que dos grupos de personas se enfrentaban disparándose "serpentinas, confetis, flores naturales y perfumes" durante un recorrido que duraba cuatro vueltas a la manzana. 
Esta batalla terminaba con un gesto de paz en el que ambos grupos se reconciliaban y se iban a celebrar al teatro Emiliano Vengoeachea. 
Su éxito fue tal que el año siguiente se repitió la Batalla.
Desde 1991 se realiza en la Vía 40, luego de haberse realizado por años en la avenida Olaya Herrera, la carrera 43 y el paseo de Bolívar.
Hoy en día las carrozas van acompañadas por agrupaciones musicales del momentos con equipos de altavoces de alta potencia los cuales van en tráileres decorados con elementos de la festividad que invitan al público a celebrar al ritmo de cada una de las danzas. 
Los espectadores pasaron de estar de pie, a sentarse en silla y últimamente se ha popularizado el uso de palcos. 
Simultáneamente se realizan desfiles por la carrera 44, la Batalla de Flores del Recuerdo "Sonia Osorio", que hace parte del carnaval de la 44, evento gratuito y sin palcos, y el Desfile del Rey Momo en la calle 17.

### Domingo de carnaval (Día 2)
Gran Parada de Tradición y Folclor
El segundo día de carnaval se lleva a cabo la Gran Parada de Tradición y Folclor, o simplemente Gran Parada, desfile instituido en 1967.
En él solo se presentan grupos folclóricos tradicionales, cumbiambas y comparsas de tradición. 
La Gran Parada también se lleva a cabo en la Vía 40, pero no desfilan carrozas. 
Este desfile muestra a la danza y la música en su esencia más tradicional puesto que ya no hay carrozas ni grandes equipos de sonido que las distraigan.
Para el año 2013 se contabilizaron alrededor de 300 comparsas y Danzas de tradición.
Las danzas que hacen su aparición en este desfile son las catalogadas danzas "populares" como la del Caimán Cienaguero o de las Negritas Puloy y "tradicionales" como la de los Diablos Arlequines o de Son de Negro. 
La música por tanto también muestra su faceta más conservadora siendo las cumbias, chandés -asociada con la danza del Garabato- y fandangos -asociada con la danza de las Marimondas- las más escuchadas.

### Lunes de carnaval (Día 3)
En la tercera jornada del carnaval se realizan dos eventos, la Gran Parada de Fantasía y el Festival de Orquestas.
Gran Parada de Comparsas

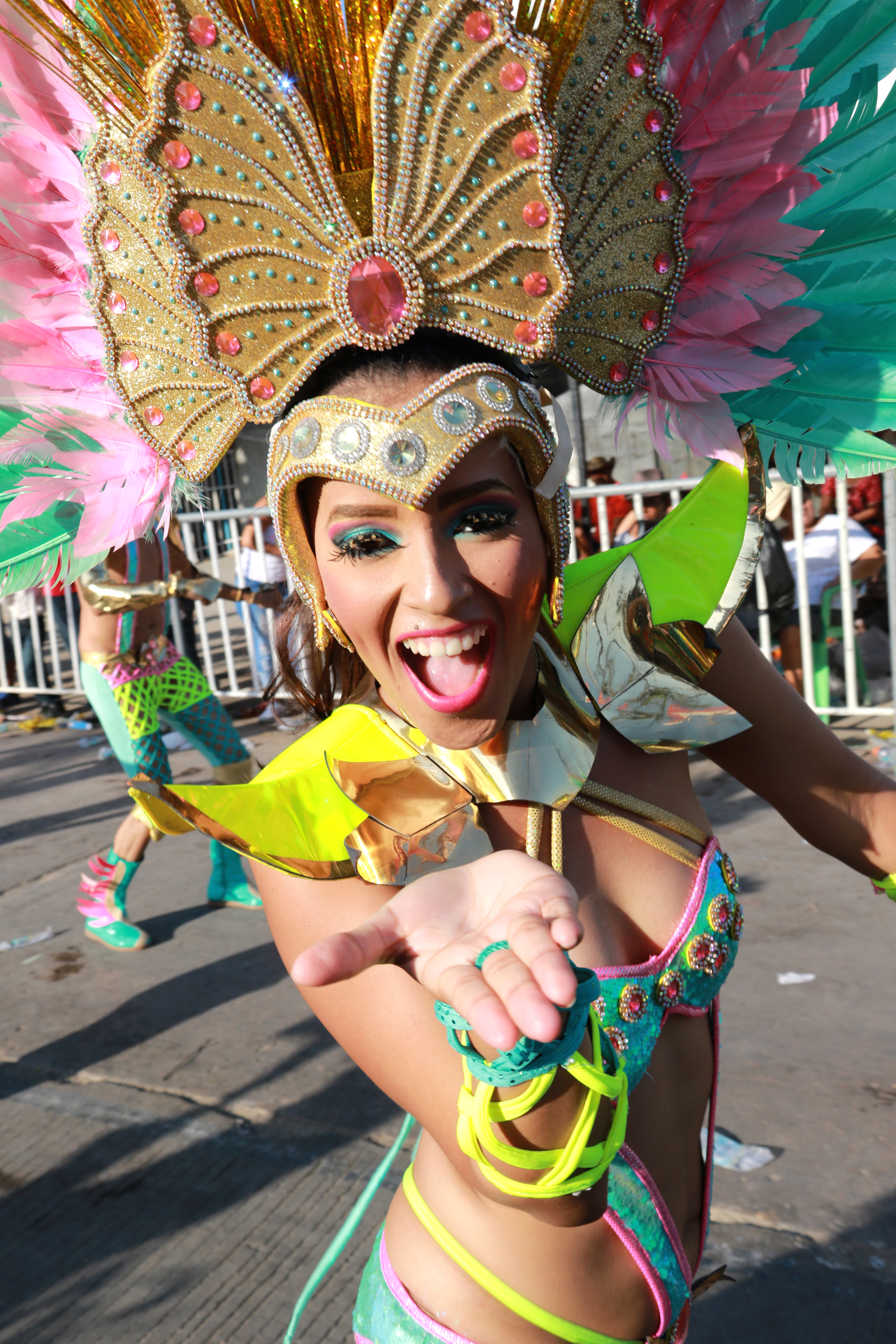
Comparsa durante la Gran Parada de Comparsas.

Desde el año 2003, se celebra una versión más estilizada e internacionalizada de la Gran Parada del domingo de Carnaval, celebrada de igual forma en la Vía 40. 
A diferencia de su homónima, pueden observarse carrozas desfilar, así como la mezcla de los elementos folclóricos tradicionales con nuevas tendencias que buscan reinventarlos. 
Por el número de participantes, y por su despliegue de música, colorido y derroche estético en disfraces, diseños, adornos con brillantes, plumas y accesorios, los grupos de fantasía, poco a poco, se fueron convirtiendo en un fenómenos popular de participación en el carnaval, sobre todo entre las nuevas generaciones, lo que, a la postre, llevó a la creación de este espacio en que participan comparsas cuyo número de integrantes puede llegar a trescientos.
De esta manera se dan a conocer mixturas coreográficas que innovan fluctuando entre lo más tradicional, lo local y lo internacional, se involucran ritmos de diferentes nacionalidades, como el samba, la salsa, el reguetón, la champeta y la música electrónica con otros más locales como la cumbia, el porro, el mapalé, el son de negro y el merecumbé. 
Este evento atrae propuestas renovadoras al carnaval de Barranquilla que buscan tener un espacio y generar permanencia en las carnestolendas. 
El éxito de una comparsa o danza de fantasía podría significar la revitalización del carnaval mismo, enriqueciéndolo y colaborando en su desarrollo. Poco a poco se ha convertido en uno de los desfiles más concurridos del carnaval. 
En el carnaval de Barranquilla 2017 se cambia el nombre del desfile de Gran Parada de Fantasía y se adopta el de Gran Parada de Comparsas debido a la inclusión con el pasar de los años de diversas comparsas y coreografías adicionales a las de fantasía.

Festival de Orquestas y Acordeones

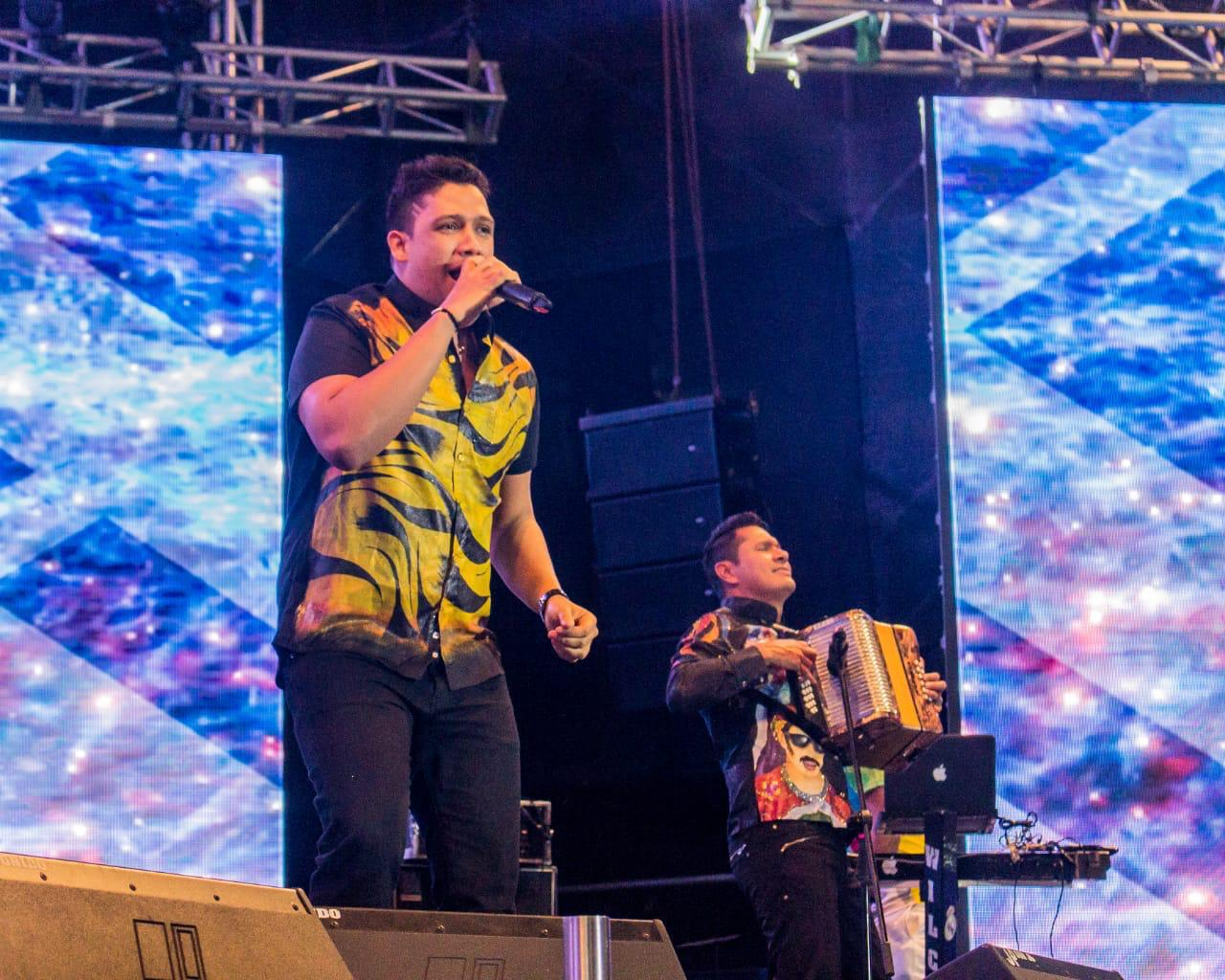
Festival de Orquestas 2012, presentación de Fello Zabaleta.

Se celebra el Festival de Orquestas (creado en 1969), desde las primeras horas de la tarde hasta la madrugada del martes.
En el Festival participan en las distintas categorías musicales las orquestas y agrupaciones que se presentan en los numerosos bailes del carnaval.
Los ganadores en cada categoría reciben el codiciado Congo de Oro. 
Una de las reglas más llamativas del concurso es que se deben interpretar tres canciones y al menos una de éstas debe estar dedicada, en su contenido, a la ciudad de Barranquilla, teniendo en cuenta el repertorio rítmico del Caribe colombiano. 
Este evento se celebra actualmente en el estadio Municipal. Las siguientes son las modalidades en las que compiten las agrupaciones para conseguir el galardón del Congo de Oro:
- Tropical. Término genérico que hace referencia a las agrupaciones tanto de formato orquestal popular como de proyección folclórica (de pitos, flautas y tambores) que interpretan géneros musicales típicos de la región Caribe y del carnaval barranquillero como lo son la cumbia, el porro, el fandango, la chalupa, el mapalé, entre otros.
- Vallenato. Identifica al vallenato en todos su aires tradicionales o variaciones (paseo, son, merengue, puya y nueva ola), interpretados con acordeón, caja y guacharaca como instrumentación base.
- Salsa. Hace referencia a los diversos ritmos de origen afroantillano como lo son el son cubano, son montuno, pachanga, guaguancó, boogaloo, bomba, plena boricua, mambo, cha-cha-chá, latinjazz y fusiones afroantillanas.
- Merengue. Término que aglutina a los aires musicales oriundos de República Dominicana y de Centroamérica y las Antillas como lo son el merengue típico, el tecnomerengue, el house, el ragga, entre otros.
- Música urbana. Participan aquellas agrupaciones de géneros que respondan a las nuevas sonoridades o tendencias musicales urbanas, como la champeta, el reguetón, el hip hop, el rap, el dancehall, fusiones, etc.
- Rescate a lo Nuestro. Término genérico que hace referencia a las agrupaciones de formato folclórico que interpretan géneros musicales típicos de la región Caribe y del carnaval barranquillero como lo son la cumbia, el porro, el fandango, la chalupa, el mapalé, entre otros.

Del mismo modo, se otorgan distinciones a los mejores instrumentistas y a los mejores cantantes del certamen.

### Martes de carnaval (Día 4)
Entierro de Joselito Carnaval
A manera de cierre se lleva a cabo el entierro de Joselito Carnaval, el cual simboliza el fin de las festividades. 
En este día en muchos barrios de la ciudad se realizan jocosos "entierros" de Joselito, quien simboliza la alegría de las carnestolendas. 
Se dice entonces que el personaje "resucita" el sábado de carnaval y "muere" el último día cansado y "enguayabado" (con resaca) para "resucitar" nuevamente el año siguiente en el próximo carnaval. De esta manera cientos de barranquilleros salen de sus casas en cortejos fúnebres para llorar al difunto con gran histrionismo. 
Joselito Carnaval puede ser una persona real o un muñeco y suele ser transportado dentro de un ataúd o camilla adornado con flores y cintas y rodeado de sus "viudas" que lo lloran. Las viudas pueden ser hombres disfrazados de mujeres. Además de las viudas se pueden apreciar personajes como sacerdotes y los hijos huérfanos. 
El personaje y su entierro son una adaptación local del entierro de la sardina, acto que simboliza el fin de distintos carnavales en Iberoamérica. 
Desde 1999, la Fundación Carnaval de Barranquilla celebra el concurso "Joselito se va con las cenizas" para incentivar la participación en la celebración y en el que se premia la mejor propuesta escénica.
En la noche se celebra en el barrio Abajo o en la plaza de la Paz un encuentro de letanías, con las que se ventilan, critican y comentan los temas de la actualidad local, nacional e internacional. Al día siguiente, Miércoles de Ceniza, empieza la Cuaresma, periodo de recogimiento religioso y de abstención que precede a la Semana Santa.

## Escenarios

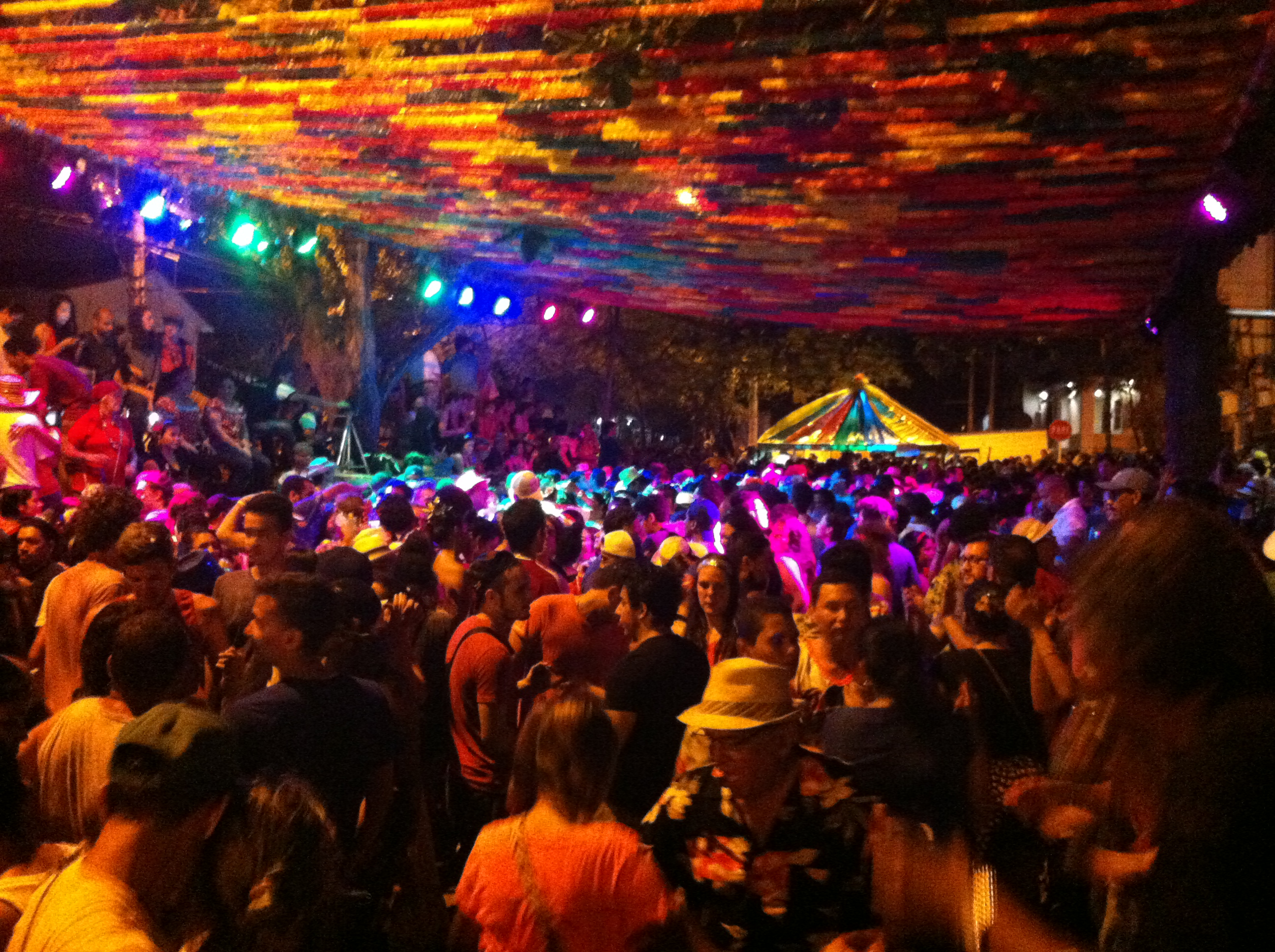
Verbena en el carnaval de Barranquilla.

El principal escenario del carnaval es la Vía 40, avenida industrial donde se desarrollan la Batalla de Flores (sábado), la Gran Parada (domingo) y el Desfile de Tradición Folclórica (lunes). Otros escenarios son la calle 17 (Desfile del Rey Momo), la carrera 44 (guacherna, Batalla de Flores del Recuerdo), el estadio Romelio Martínez (Festival de Orquestas, Coronación de la Reina), la plaza de la Paz (Lectura del Bando), además de las verbenas que son abiertas y al aire libre y salones de baile cerrados, a los que se paga para ingresar, animados con música grabada o en vivo.

### Verbenas
Son espacios al aire libre y abiertos al público, con la posibilidad de bailar, comer y recrearse con diferentes actividades. Se presume que las verbenas aparecieron a principios del siglo XX cuando se realizaban los asaltos amistosos a residencias. "Estos asaltos debían asumirse sin derecho a negarse ante la “elección” de la residencia como sitio de encuentro de amigos y parejas que ponían los menajes y licores necesarios para el desarrollo del jolgorio. Estos encuentros bailables carnavaleros se efectuaban en los estratos medios altos y altos y fue costumbre muy difundida hasta la aparición oficial de una programación de bailes clubes y hoteles." Algunas verbenas populares son:
- El Bambú, en el barrio Olaya.
- Polvorín, en el barrio San José.
- A Pleno Sol, en el barrio La Unión.
- La Gustadera, en el barrio Las Nieves.
- La Puya Loca, en el barrio Los Pinos.
- La Tanguita Roja, en el barrio Rebolo.
- El Dominó, en el barrio Simón Bolívar.

Por su parte, han nacido nuevas propuestas de verbenas que incluyen propuestas musicales más contemporáneas como lo son:
- La Carnavalada, frente la Casa Moréu en el barrio Santa Ana.
- La Puntica (no más), en el barrio Abajo.

### Salones burreros
Fueron espacios semicerrados de entrada gratuita en los que la gente del pueblo se reunía a bailar. 
Su nombre provino de que la gente dejaba amarrados sus burros fuera del recinto antes de ingresar. 
Como un intento de rescatar esta tradición, en el Carnaval 2013 se incentivó la apropiación de este espacio como "Palacio Real" de la Reina del Carnaval.

## Música

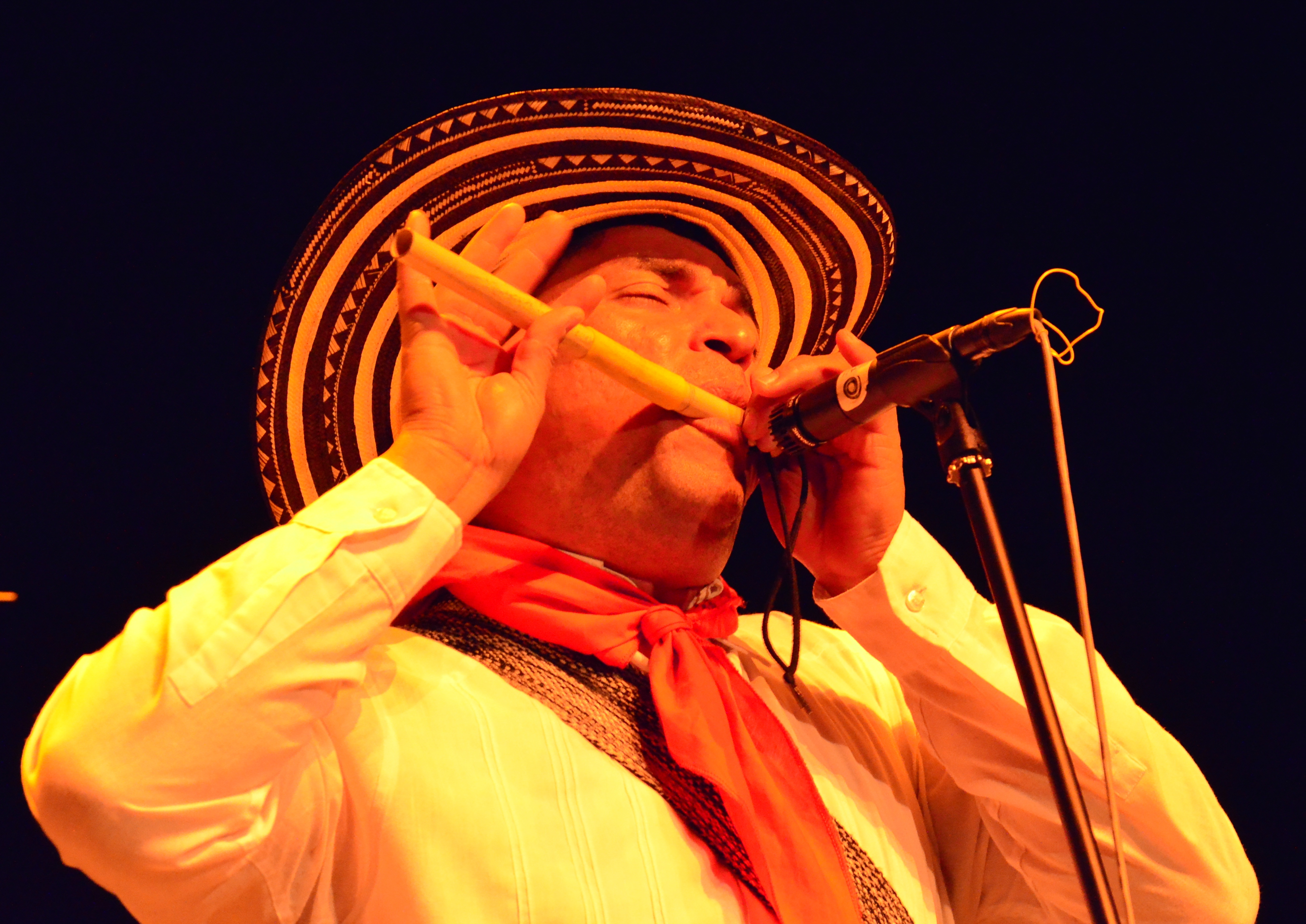
Caña de millo, instrumento común de la música carnavalera.

En el carnaval de Barranquilla se pueden disfrutar aires del folclor costeño como la cumbia, la puya, el jalao, el garabato, el chandé, el porro, el bullerengue, el pajarito, el mapalé, el merecumbé, la guaracha, el vallenato, la champeta, ritmos provenientes de África y de la cuenca del mar Caribe, como la salsa y el merengue dominicano.
La cumbia es el principal ritmo del carnaval, especialmente en los desfiles como la Batalla de Flores y la Gran Parada. 
Además de la cumbia, se destaca el mapalé, ritmo que se basa en los movimientos de un pescado y donde la mujer y el hombre se mueven contrayendo el abdomen.
El garabato "Te olvidé" del compositor Antonio María Peñaloza Cervantes es considerado el himno del carnaval de Barranquilla.
- Ensambles musicales tradicionales
  - Grupo de millo o de gaitas (cumbia, bullerengue, chandé, tambora).
  - Papayera (porro, fandango).
  - Parranda vallenata

- Ensambles musicales populares
  - Grupo de música tropical (salsa, merengue, merecumbé, guaracha)
  - Picós

### Canción del carnaval

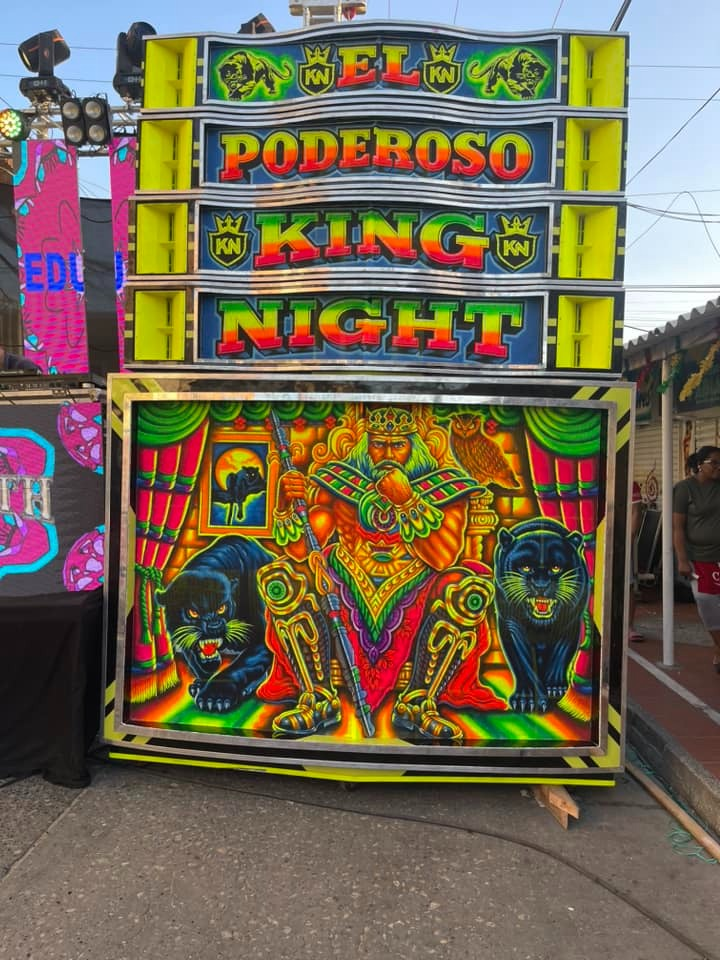
Picó el King Night

Desde la primera década de los años 2000 se ha hecho normal que el pueblo barranquillero escoja la denominada "Canción del Carnaval". 
Esta canción no es determinada por algún jurado, simplemente son canciones que el público carnavalero acoge y en el imaginario se convierte en la canción que representa la edición del Carnaval de dicho año. Rápidamente las emisoras, discotecas y verbenas se aprovechan de su popularidad para difundirla y alegrar los ánimos de los partícipes del Carnaval. He aquí varias de estas canciones:
- 2007: Borracha, de Pipe Peláez con Fernando Echavarria. Género: Vallenato.
- 2008: Ta' Buena, de El Rey Tulile. Género: Merengue.
- 2009: El Ñato Mama Ron, de Noel Petro. Género: Terapia.
- 2010: El Celular, de Temible Zaa & El Yao. Género: Champeta.
- 2011: El Burro Intelectual, de Juan Samuel. Género: Merengue.
- 2012: Ai Se Eu Te Pego, de Michel Teló. Género: MPB.
- 2013: La Llave, de Cortijo y su Combo. Género: Salsa.
- 2014: El Serrucho, de Mr. Black. Género: Champeta.
- 2015: La Espelucá, de Twister El Rey y Mr. Steve. Género: Champeta.
- 2016: Materialista, de Silvestre Dangond y Nicky Jam. Género: Vallenato.[36]
- 2017: Mpemba (también llamada "Pemba Laka"), de Dionisio Rocha y revivido por Hugo Soares para el proyecto social y musical Playing for Change. Género: Kuduro.[37][38]
- 2018: Ay, Mami Ya Pa Qué, de Rey Three Latino. Género: Champeta.[39]
- 2019: Volvió Juanita, cantada por Milly Quezada. Género: Merengue. (Por los 100 años del natalicio de Esthercita Forero, personalidad del Carnaval y escritora de esta canción).[40]
- 2020: Icha (llamada localmente como "El Sebastián"), cantada por Syran Mbenza. Género: Soukous.[41] (Esta canción fue mundialmente viralizada por la cantante barranquillera Shakira dado que ella la utilizó durante el Espectáculo de medio tiempo del Super Bowl LIV en Estados Unidos).
- 2021: Te Olvidé Remasterizado, cantada por Carlos Vives, Fonseca, Maía, Adriana Lucía, Gusi, Andrés Cepeda, Juan Piña, Checo Acosta, Giselle Lacouture, Felipe Peláez y Chabuco. Género: Chandé.
- 2022: El Avioncito, de Giblack. Género: Champeta.
- 2023: Arrebatao, de El Pepo Show. Género: Champeta.
- 2024: Lluvia Con Nieve, de Mon Rivera. Género: Salsa.
- 2025: El Soltero Feliz, de Koffee el Cafetero, Keyvin Ce y DJ Jader Tremendo. Género: Champeta.

### Canciones de las reinas
En los últimos años, se han lanzado canciones en homenaje a cada reina del carnaval de Barranquilla. He aquí algunas de ellas:
- 2010: Llegó La Reina, de Giselle Lacouture. (*)
- 2013: Reina Del Carnaval, de Nicolás Tovar.
- 2014: Maqui Carnaval, de Gustavo Santander.
- 2015: Muevete y Pegate, de Damian y Chober.
- 2016: Una Sola Gozadera, de Manuel Ariza, Lisandro Polo y Twister El Rey.
- 2017: Vacilatela Con Fefi, de Bazurto All Stars.
- 2018: #100tete Más Barranquillero, de Martina La Peligrosa, Twister El Rey, Fausto Chatella y Mauricio Bernal.
- 2019: ¡Pura Alegria! de Eddy Herrera, Checo Acosta, Mr Black y Chelito De Castro.
- 2020: Pa Que Lo Viva La Gente, de Adriana Lucía, Fausto Chatella, Bazurto All Stars, Caliope y Karen Lizarazo.
- 2022: La Marimonda, de Tato Marenco, Dolcey Gutiérrez y Rey Three Latino.
- 2023: Bailalo Como Es, de Donny Caballero, Mr Black y Fausto Chatella.
- 2024: Me Gusta Tu Tumbao de Gusi, Maia y Juanda Caribe.
- 2025: Pa' Pasarla Bacano, de Fausto Chatella, Mery Bella, Checo Acosta y Donny Caballero.

Nota: (*) Única reina en interpretar su propia canción

## Danzas y disfraces

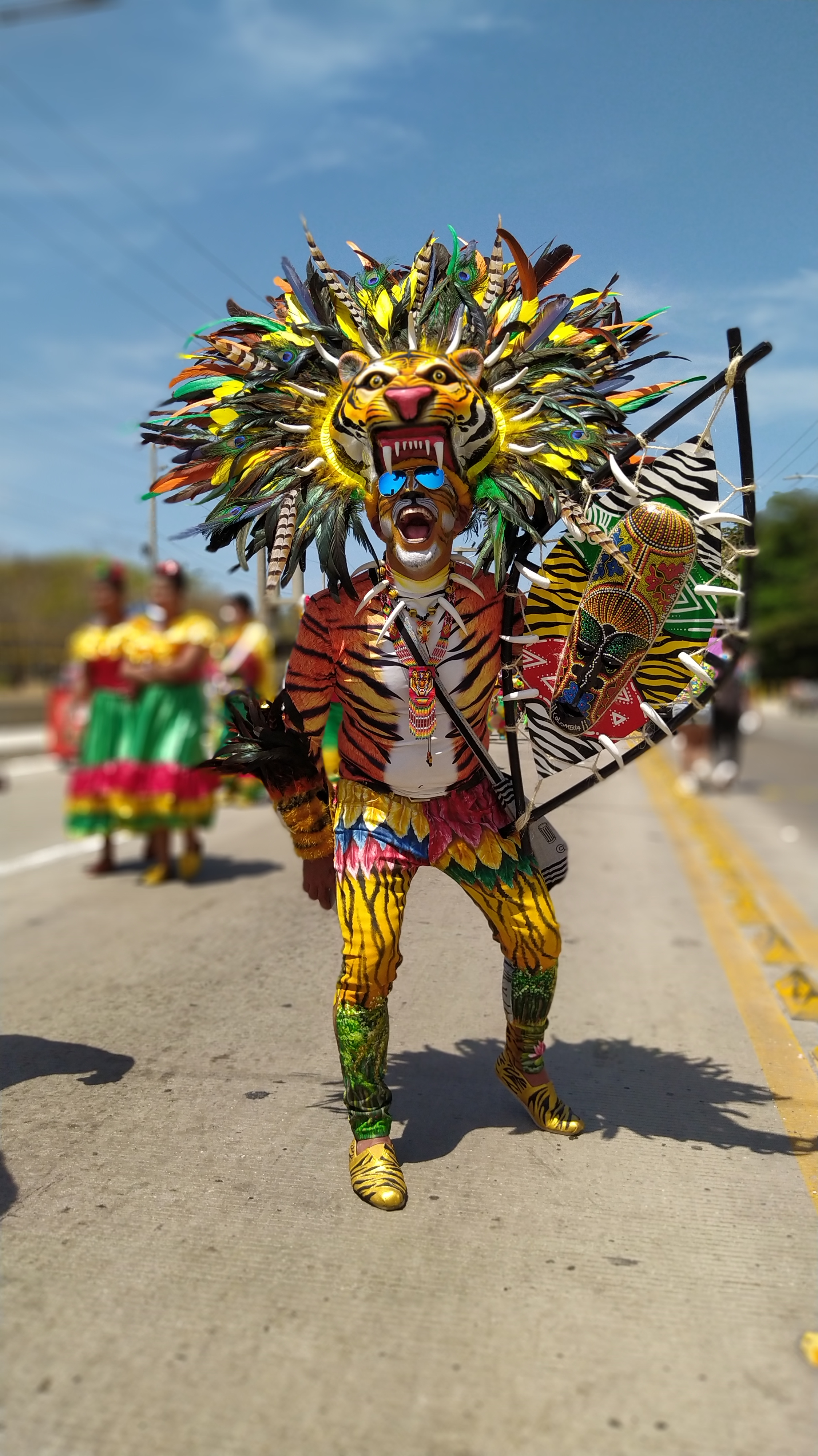
Disfraz de guerrero africano

Las danzas y los disfraces son componentes primordiales del carnaval barranquillero, lo mismo que la música folclórica y las letanías. 
Las danzas hoy en día se catalogan en dos grandes grupos, las tradicionales y las patrimoniales, pero también pueden ser clasificadas como:
- Históricas (farotas)
- De relación (paloteo)
- De batalla (garabato, paloteo, congo)
- De animales (goleros, gusanos, coyongos, caimán cienaguero)
- De trabajo (pilanderas)
- De burla (monocuco, marimondas, enanos, Son de Negro)
- De leyendas (farotas, caimán cienaguero)
- De tradición europea (diablos arlequines, monocuco)
- De máscaras (marimonda, diablos Arlequines, monocuco)
- Ceremoniales (indios farotos, cumbia, mapalé)

### Danzas populares
Las siguientes danzas se consideran populares, porque son habituales entre las comparsas que participan del carnaval barranquillero, por tanto su riesgo de desaparecer es bajo. 
Varias de estas danzas se han convertido en figuras esenciales para el Carnaval.
|                        |                         |                        |                               |
| Danza del Garabato     | Danza de las marimondas | Danza de los monocucos | Danza de las Negritas Puloy   |
|                        |                         |                        |                               |
| Danza de los Cabezones | Danza del mapalé        | Danza de la cumbia     | Danza de la Caimán Cienaguero |

Danza del Garabato
La danza del garabato caracteriza un enfrentamiento entre la vida y la muerte. 
La palabra garabato es el nombre dado a la guadaña (palo en forma de gancho en uno de sus extremos que identifica a la Muerte), que lleva colgadas unas cintas de colores rojo, amarillo y verde (colores de la bandera de Barranquilla), y que llevan los integrantes masculinos de la danza. 
Este integra los diferentes aspectos que se demuestra en las creencias que representa en garabato.
El disfraz se diferencia grandemente si es masculino o femenino. 
El hombre lleva la cara pintada de blanco con los cachetes de rojo, lleva puesto un sombrero blanco adornado con cintas y flores, un pantalón hasta las rodillas de color negro, medias altas de color blanco, una camisa amarilla con un delantal azul y una capa roja decorada con diferentes formas, y el bastón. Las mujeres llevan una falda grande con los colores negro (este color cubre casi toda la falda), rojo, amarillo y verde, una blusa con los mismos colores y un arreglo de flores en el pelo. 
Esta danza tiene también otro personaje que es la muerte que tiene un disfraz de pies a cabeza negro con huesos pintados, y maquillaje blanco en la cara. Algunas de las comparsas más importantes son "El garabato del Country" y "El garabato de la Universidad Libre (Colombia). La música que acompaña esta danza es el chandé.

Comparsa de las marimondas
Posee un disfraz creado en el que se busca burlarse de la clase alta y los funcionarios corruptos de la Barranquilla de antaño.
Se dice que nació cuando un barranquillero, al no tener dinero para disfrazarse, se le ocurrió vestirse con un saco, una corbata y un pantalón viejos, puestos al revés y, como careta, un costal de harina al que le abrió tres agujeros, para burlarse del resto de sus conciudadanos. 
El disfraz actualmente consiste en un pantalón, camisa manga larga, corbata, saco o chaleco y una careta hecha con una especie de bolsa de tela con tres huecos, bordeados con tubos rellenos de tela, una nariz muy larga, semejante a un miembro viril, y unas orejas parecidas a las de los elefantes, con figuras de colores.
Este disfraz debe ir siempre acompañado de un pito de caucho, conocido como “pea pea”, cuyo sonido destemplado sirve para expresar el derroche y la alegría de quien se disfraza de marimonda.
Muy conocido es el dicho barranquillero: «No es na' el disfraz de marimonda, sino los brincos que hay que dar». 
Algunos de sus pases son el de Michael Jackson, el de conejito y del remo. 
Una de las comparsas más representativas es la de "Las Marimondas del barrio Abajo". El ritmo que acompaña esta danza es el fandango.

Comparsa de los monocucos
Esta danza tiene orígenes en el carnaval desde el año 1965. 
La palabra "monocuco" viene, según el historiador Alfredo de la Espriella, de los monos (animal), quienes en la Barranquilla de antaño, mordían y lanzaban la comida que robaban de las personas. De allí viene la popular frase "Monocuco guayabero, saca presas del caldero, toma-leche y embustero", adaptación del viejo dicho popular español "¡Zapatero remendero, come tripas de carnero, cómetelas tú, que yo no las quiero!". 
El disfraz de monocuco posee una máscara y una capucha, el traje, con botones grandes, es colorido y ancho para que sea fácil el desplazamieno. 
Este disfraz, de origen europeo, ayuda a reservar la identidad del que lo usa, y se da la libertad de revelar verdades a las personas que se le atraviesan y que conoce en la vida cotidiana hablando con una voz fingida, y si esta persona intenta quitarle la máscara para saber quién es la persona que usa el disfraz, el monocuco le pega con una vara de totumo. 
Del mismo modo, el disfrazado tiene licencia para distorsionar la voz y dejar aún más desconcertado al curioso interlocutor.
Una de las comparsas más tradicionales son "Los Auténticos Monocucos de las Nieves", cuyo director es Roberto Guzmán Núñez. El ritmo que acompaña esta danza es el porro paliteao.
Comparsa de las Negritas Puloy
Surgió como disfraz individual en la década de 1960, y estaba inspirado en una publicidad de un detergente venezolano de nombre Puloy.
Para los años 1970, este traje y danza ya había desaparecido. 
En 1983, Natividad López de Altamar y su nuera Isabel Muñoz Vásquez deciden rescatar esta danza creando la comparsa de "Las Negritas Puloy del barrio Montecristo”. 
Generalmente es usado por mujeres, sin embargo también hay hombres que lo usan, algunos miembros de la comunidad LGBTI.
Originalmente, a las negritas puloy no les veían el rostro porque usaban una máscara que le cubría toda la cabeza.
Era de tela y tenía pintados los labios de color rojo y unos grandes ojos. 
El traje de blusa y falda era rojo con puntos blanco pequeños y se ponía sobre unas licras negras para las piernas y para los brazos. 
Actualmente se visten con una trusa manga larga en licra negra que simula la piel, un vestido corto y coqueto en tela de bolitas blancas y fondo rojo, medias veladas negras, zapatos de tacones, collares y candongas de colores negro, blanco y rojo. 
Llevan un lazo elaborado con la misma tela del vestido y una peluca tipo afro de color negra. 
El traje antiguo, sin embargo no ha desaparecido del todo, puesto que muchos miembros de la comunidad trans continúan utilizando la máscara para ocultar la identidad. 
El ritmo que danzan las negritas puloy es el merecumbé.

Danza del Caimán Cienaguero
Esta danza se origina en Ciénaga (Magdalena). Se basa en la historia que transcurre un 20 de enero, día de San Sebastián, cuando Guillermo Jato le celebra el cumpleaños a su hija Tomasita. 
La leyenda cuenta que la mamá descuidada dejó a su hija sola bailando y que un caimán se la comió. Se danza en círculos y/o por parejas, y uno de los miembros del grupo se pasea con una estructura en forma de caimán. 
Algunos de los pasos del baile son la rutina, la bajada, giro a la izquierda y giro a la derecha.
Tanto hombres como mujeres marcan el ritmo con palmas, hombros y pies mientras se mueven ligeramente en filas paralelas y un disfraz de caimán balanceándose en el centro. 
Cuando el padre de la menor pregunta por su hija, el caimán se pasea para hacer alusión al trágico destino de la niña. 
Es común que los bailarines griten la siguiente frase "Hoy, día de San Sebastián, cumple años Tomasita y este maldito animal se ha comido a mi hijitica! Mi hijita linda, ¿dónde está tu hermana?, ¡el Caimán se la comió!" No se debe confundir con la leyenda del Hombre-Caimán de Plato. 
El ritmo que acompaña esta danza es el perillero.

Danza de los cabezones
Se dice que esta danza nace luego de que el empresario Celio Villaba Rodríguez regresara de su viaje de Alemania en 1930 en busca de nuevos mercados para la Cafetería Almendra Tropical, empresa de la que él era dueño. 
Este viaje coincidió con carnavales en los que vio desfiles de personas disfrazadas con cabezas gigantes que le llamaron bastante su atención. A Villaba se ocurrió hacer algo similar para el carnaval de Barranquilla y aquí nace esta danza.
El empresario contrató a varios artesanos para hacer las cabezas gigantes e hizo un con concurso para escoger dentro de sus empleados a los que saldrían dsfrazados de cabezones. 
Por mucho tiempo fue tradición que esta danza fuera la primera en aparecer durante el gran desfile de la Batalla de Flores, esto en parte por el hecho de que Villaba fuera parte de la Junta Organizadora del Carnaval. 
Antes los cabezones solían poseer un sombrero que tenían un hueco; los danzantes se metían dentro de la cabeza y por el hueco es que podían ver al exterior. Hoy en día los cabezones están hechos de diferentes formas con la técnica del papel maché. 
Los bailarines agarran las grandes cabezas con sus manos mientras bailan y tienen más libertad para ajustarse la gran cabeza. El ritmo que acompaña esta danza es la gaita.
Danza del mapalé
El mapalé es un baile afrocolombiano que surgió en el litoral Caribe gracias a la influencia cultural de los esclavos africanos traficados durante la conquista de América. 
El mapalé ha sido descrito también como "ritmo del frenesí" y se ha hablado con no menos abundancia de argumentos, de una especie de "brujería" que logra que los bailarines se vayan sintiendo atraídos por algo inexplicable que parece salir de los golpes del tambor o el agudo sonido de una caña, hasta hacerlos caer literalmente hablando, en un desenfreno de pasión, de deseo carnal. Esa es una coreografía muy representada.
Usualmente en estas danzas, las mujeres llevan faldas cortas, y su blusa es manga corta generalmente de color negro, cabello suelto en la cabeza turbantes sencillos, van descalzas. 
Los hombres Usaban pantalones pescadores, en algunos casos usan camisa blanca arremangada, en la vestimenta de este hacen un papel clave los colores brillantes y vivos. después de una creación que se hizo para proyectar el mapalé la gente hoy día piensa que es una falda cortas, con flequillos o volantes pequeños que adornan el movimiento acelerado de sus caderas. Así mismo, como Edith González en sus bailes y demás personas que han hecho historia a lo largo de sus vidas
Baile. El ritmo que acompaña esta danza es el mapalé.

Danza de los Enanos
Esta danza tiene sus orígenes en el municipio de Cicuco, departamento de Bolívar, de donde parten grupos hacia Barranquilla para participar en su carnaval. 
El disfraz posee un armazón de alambre, un capucho que oculta la verdadera estatura del disfrazado. 
Este gran armazón se recubre de tela en la que se dibujan grandes caras graciosas de personajes imaginarios y de éstas salen pequeños brazos. 
Los enanos visten camisas manga larga con diseños tropicales y pantalones de un solo color.
Este disfraz se caracteriza también por tener grandes nalgas hechas en esponja que por medio de un sistema rudimentario de cuerdas hacen que se muevan descontroladas y de esta manera se mofan del público mientras bailan. 
Una de las grandes fomentadoras de esta danza es Agripina Paula Turizo, quien también es cantaora. 
Los ritmos que bailan los enanos de Cicuco son el bullerengue y la puya atlanticense.

Danza de la cumbia
La cumbia tiene un lugar muy importante en el carnaval siendo una de sus danzas más importantes. 
Recibe influencias de tres vertientes culturales distintas: indígena, negra, blanca (española), siendo fruto del largo e intenso mestizaje entre estas culturas durante la Conquista y la Colonia. 
En la instrumentación están los tambores de origen africano; las maracas, el guache y los pitos (flauta de millo y gaitas) de origen indígena; mientras que los cantos y coplas adaptados de la poética española. 
Hay una fuerte presencia de movimientos sensuales, marcadamente galantes, seductores, característicos de los bailes de origen africano. Las vestiduras tienen claros rasgos españoles: largas polleras, encajes, lentejuelas, candongas, y los mismos tocados de flores y el maquillaje intenso en las mujeres; camisa y pantalón blancos, pañolón rojo anudado al cuello y sombrero en los hombres. El ritmo que acompaña esta danza es la cumbia. 

Danza de las Pilanderas
Es una danza en la cual los bailarines usan como parte de su coreografía un pilón o mortero para majar el maíz o el arroz. También se le llama danza de las Piloneras. 
En los pueblos que interactúan con el río Magdalena los danzantes salen de noche a recorrer las calles danzando y actúan frente a las casas de sus amigos que los reciben con licor. Las piloneras es la danza símbolo del Festival de la Leyenda Vallenata que inicia el desfile con el cual se inaugura tal festival.
El vestido, llamado chambra, está compuesto por dos piezas, la blusa de mangas tres cuartas, estampada con flores, de talle largo que termina en una arandela, de flores de distintos tamaños, y la falda o pollera, que tiene tres boleros terminados en encajes o letines. 
Las baletas es el calzado elaborado con lona y suela plana de cuero. Como adorno de la cabeza, la mujer suele llevar una pañoleta de flores como el lirio, la del cañaguate, trinitaria, coral o cayena. El vestido masculino está compuesto por pantalón y camisa blancos, pañoleta roja anudada en el cuello de la camisa. 
Además, luce el casquete, tocado de la cabeza adornado con flores de distintos colores elaboradas en papel cometa. De calzado usa las baletas, elaboradas con lona y suela plana de cuero. El ritmo que acompaña esta danza es el porro tapao.

### Danzas patrimoniales
En 2013 se clasifican 10 danzas "patrimoniales" en el marco de los 200 años de la ciudad y en homenaje al Carnaval de Barranquilla en sus 10 años de haber sido declarada Patrimonio Oral e Inmaterial de la Humanidad. Esta declaración es un esfuerzo para conservar estas 10 danzas en peligro de desaparecer.
|                      |                             |                                 |
| Danza del Congo      | Danza de los Coyongos       | Danza de los Diablos Arlequines |
|                      |                             |                                 |
| Danza de los Goleros | Danza de los Indios Farotos | Danza de las Aves               |

Danza del Congo

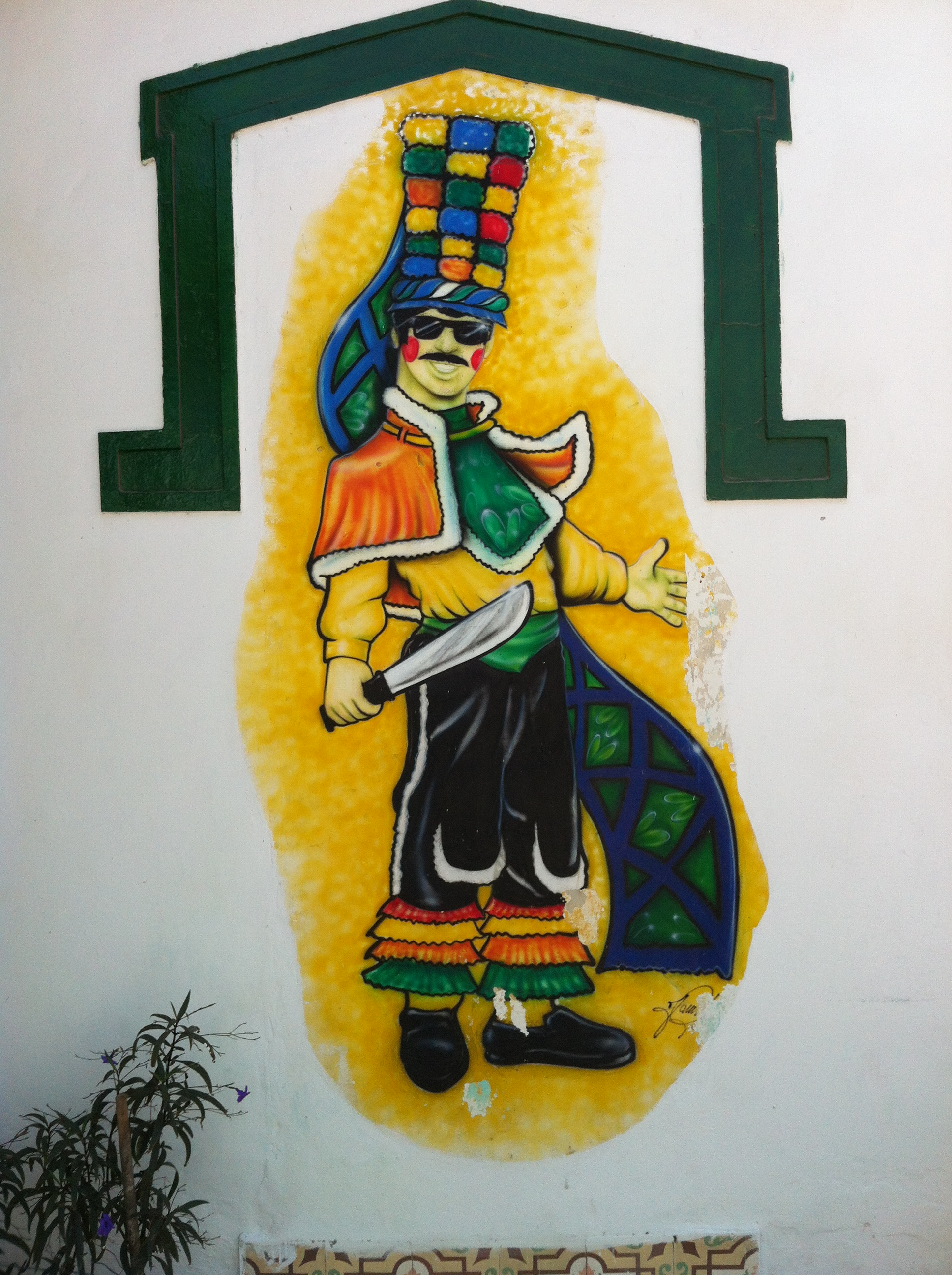
Mural de congo en el barrio Abajo.

Para muchos, es la danza símbolo del carnaval de Barranquilla. 
Es originaria de África y se cree que es la danza más antigua que tiene el carnaval de Barranquilla. Se dice que se practicaba en las fiestas de la Candelaria en Cartagena y migró al carnaval de Barranquilla. 
Cuando bailan, de lejos son una fila de hombres vestidos de colores con telas brillantes y gafas oscuras. Sus rostros están pintados de blancos con dos círculos rojos y un elaborado turbante que llevan sobre sus cabezas adornado con flores y cintas, con una penca larga que llega hasta los tobillos. 
En su mano suelen tener un machete hecho con madera y con la otra tienen agarrada la vejiga inflada de un cerdo. 
Por su parte las mujeres llevan un disfraz más sencillo con una pollera y una blusa brillantes y un arreglo floral en la cabellera.
Hasta los años 40 las danzas de congos llevaban a cabo encarnizados combates en sitios de la ciudad, que ellos denominaban “conquistas”, donde cada grupo debía demostrar su superioridad bélica.
Al ser prohibidos estos combates, la competencia en la actualidad se manifiesta en el vestuario, en las máscaras, en el número de integrantes que cada danza pueda reclutar y en la disciplina y destreza en el baile. 
En un pasado, eran hombres los que se vestían de mujeres y representaban este género en esta danza. Esta danza posee también una cuadrilla de animales (burros, chivos, perros, tigres, siendo "El Torito", el más representativo de todos) que van acompañados por los cantadores, el tamborero, el guacharaquero y el del güiro. 
En el baile de calle la danza avanza en filas de dos en dos desarrollando círculos, culebreos y cruce de filas. Las cuadrillas de mujeres y animales se desplazan con mayor libertad anunciando la presencia de la danza. Algunos de los pasos de esta danza son el del perrito, el del guerrero y el del baile de casa. El ritmo que las acompaña es el golpe del congo.
Danza de los goleros

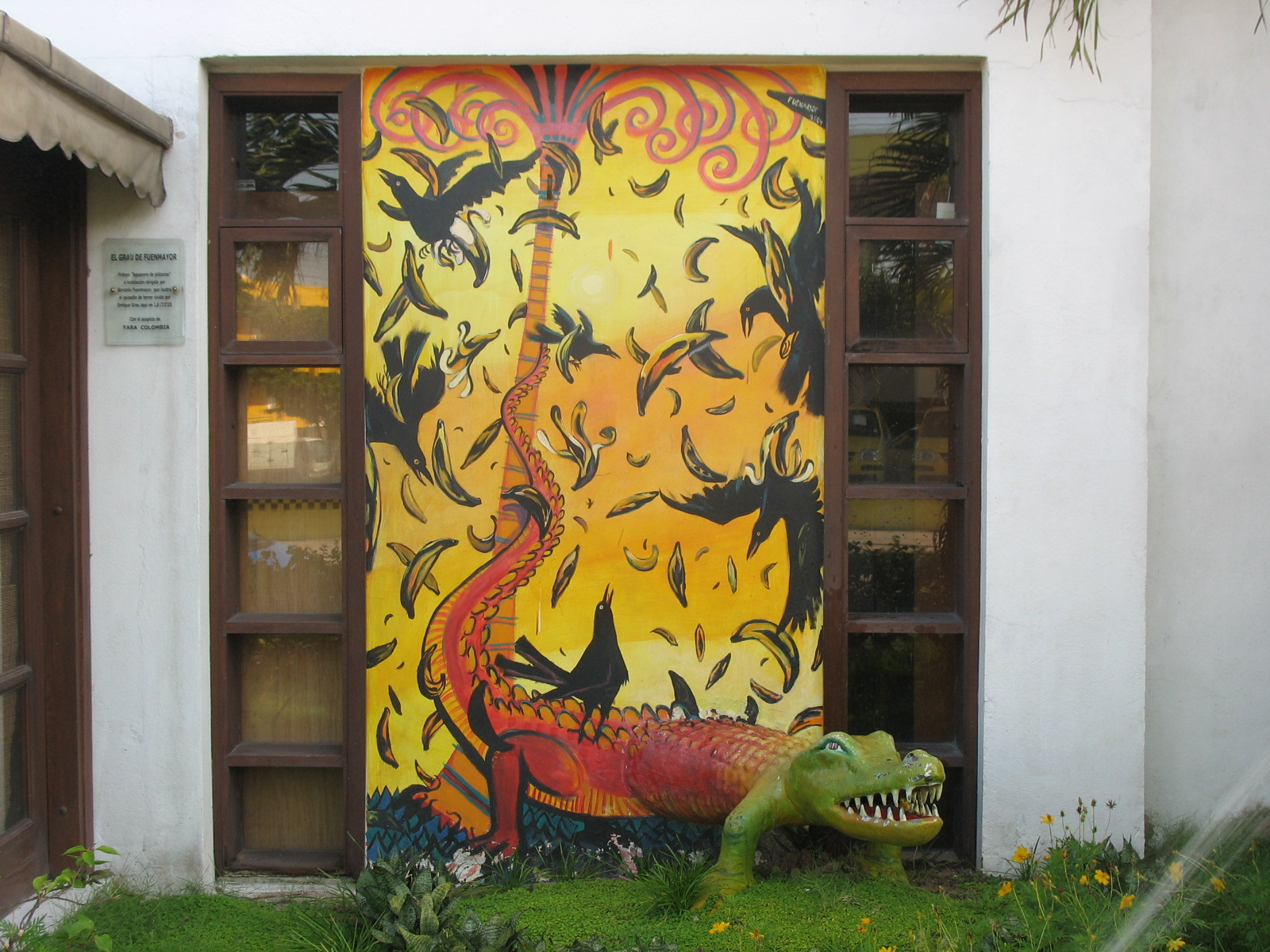
Mural de goleros asediando a un caimán, restaurante La Cueva.

También es llamada la danza del gallinazo. Se considera una danza de teatro o de relación y es original del municipio de Sabanalarga. Nace en el año de 1919 fundada por el señor Pablo Palmera. 
Tuvo un receso desde 1950 hasta 1979 cuando el señor Apolinar Polo decide rescatarla. Los personajes principales de esta danza son el Rey Golero, la laura (hembra del Rey Golero), el aguacil, el perro, el cazador, los goleros (también llamados gallinazos) negros, el burro perezoso abandonado por su dueño y los pichones. 
Los goleros bailan en dos filas, simulando volar y calzan medias altas negras y zapatillas planas de igual color, acompañados por el Rey Golero que lleva puesta una máscara blanca con un pico y cresta de colores. 
Al desplazarse, los goleros marcan el paso alternando un pie delante y el otro detrás, con los brazos extendidos horizontalmente.
La historia hace referencia a cuando el burro descansa porque está malherido, y los goleros, aves carroñeras, comandados por el altivo y majestuoso Rey Golero miran si el burro está muerto. 
El primero en acercarse al burro es el Rey Gallinazo. En ese momento, el burro desconcertado recibe una nueva visita por parte del cazador quien va a revisar si el burro sigue con vida y para espantar a los goleros, dispara hacia el cielo o en su defecto mata a los goleros. En otras versiones, el burro al ser encontrado por los goleros, ya está muerto. En el desarrollo de la danza cada uno de los animales, el cazador y el perro o burro dicen versos. El ritmo que acompaña esta danza es la puya atlanticense aunque tiene una introducción en marcha.
Danza de las farotas
Esta danza es procedente del municipio de Talaigua Nuevo, departamento de Bolívar, zona donde residieron los indios chimilas y farotos. 
La temática de esta danza se centra en la representación de la venganza indígena frente a la injusticia y la bestialidad cometida en contra de su tribu. 
Según la tradición, la danza de las farotas representa la táctica que utilizaron los indígenas de la tribu de los farotos para reprender y vengarse de los españoles, que habían abusado y violado sistemáticamente a sus mujeres.
La danza de las Farotas hace referencia a los tiempos de la colonia cuando los españoles asediaban sexualmente a las mujeres nativas abusando de ellas. 
Los indígenas varones, para protegerlas, decidieron disfrazarse de noche con los vestidos de sus mujeres y esperaron que los intrusos agresores se les acercaran para enseguida, acuchillarlos por sorpresa. Por tal razón esta danza es masculina y llama la atención su travestismo (se recuerda que el travestismo es el acto performativo de vestirse con atuendos del género opuesto). Está compuesta por 13 hombres, 6 a un lado y 6 al otro, y la mama que lleva un perrero o un juete para operar la danza al igual que un paraguas o sombrilla. 
Bailan con el cuerpo en diagonal hacia delante sin doblarse y levantando la barbilla. Sus posturas son masculinas, en contradicción con el vestuario y el maquillaje femeninos. Esta danza posee juego coreográfico influenciado fuertemente por el elemento indígena, siendo algunos de los pasos principales el "faroteo" que representa el vaivén de las aguas y el volar de las aves, el "perilleo" que hace referencia a coqueteo a los españoles y el "sombrilleo", imitando las sombrillas como lanzas. El ritmo que acompaña esta danza es el son de farotas.
Danza de los Coyongos

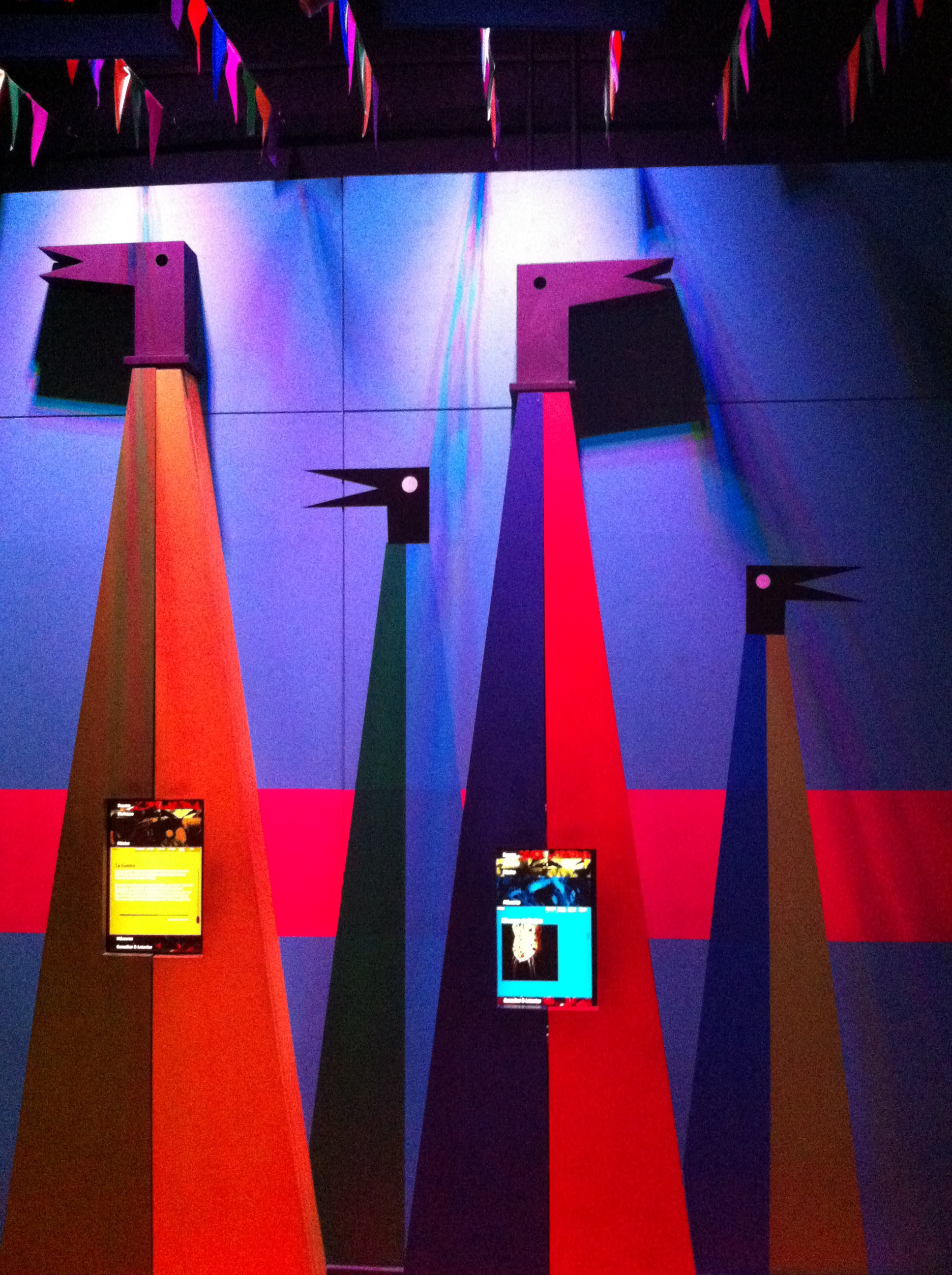
Mural con coyongos en la Casa del Carnaval.

Se considera una danza costumbrista, tradicionalmente masculina y representa a las aves zancudas de las zonas ribereñas del litoral Caribe en el momento en que están cazando peces.
Así mismo, es una alegoría en la que los cazadores son los españoles, los coyongos son los indígenas y el pez es la tierra. La danza data del año 1812, luego de la independencia de Colombia. 
Los disfraces de coyongos están hechos sobre una estructura piramidal forrada en tela de colores con pequeñas alas en ambos costados. 
En la parte superior va la cabeza y un pico de madera, que por medio de un mecanismo interno marca el ritmo del baile con el ruido que hace al cerrarse. 
Esta danza agrupa todos los pájaros (coyongo rey, pato cúcharo, garza gris, garza blanca, garza morena, pisingo, entre otros) que se apostan en las orillas de la ciénaga de Mallorquín a alimentarse de peces.
La Danza de los Coyongos posee un carácter imitativo y se encasilla bajo la denominación genérica de Danzas de Relación porque se narra mediante versos que son voceados alternativamente por los danzantes.
Los pasos básicos de la danza son un paso hacia adelante y otro hacia atrás. 
La danza es un juego coreográfico donde los danzantes reproducen el vuelo de las aves. Los coyongos danzan representando que comen el pez, el cual está en el centro. La coreografía también lleva otros movimientos como el tejido, trenza, hilo, la rueda y el círculo que representa el encerrar el pez. Uno de sus grupos representantes es la Danza Los Coyongos en el barrio Las Flores. El ritmo que acompaña esta danza es la puya atlanticense.
Danza de los Diablos Arlequines

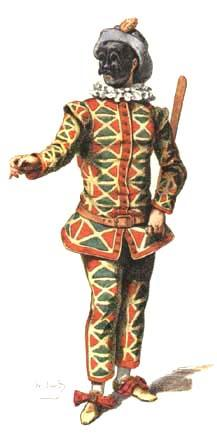
El arlequín, de la "Comedia del arte", fue adoptado por el carnaval de Barranquilla y convertido en un disfraz que combina este personaje, caracterizado por su personalidad irreverente, con un diablo. Maurice Sand, en Masques et bouffons (1860).

La danza se practicaba generalmente en las fiestas religiosas y populares, en especial la del Corpus Christi, en los pueblos de Bolívar, Magdalena y César, donde los diablos bailaban con espuelas y sonajeros, acompañando las procesiones religiosas pero no les era permitido entrar en las iglesias. Posteriormente llegaron a “prender el fuego” en el Carnaval de Barranquilla. 
Esta danza tiene influencia de la España Medieval e inicia una marcha de idas y venidas sonando los cascabeles y las espuelas; los danzantes brincan cruzando las piernas e invirtiendo los brazos hacia atrás, hacen malabares sobre botellas sin derribarlas y lanzan llamaradas de fuego a larga distancia. 
Llevan sombrero amplio, el rostro pintado, castañuelas o sonajeros, espuelas o cuchillos en los zapatos, medias altas y zapatos planos del mismo color tipo babuchas.
Al lanzar llamaradas se acelera la música para estimular a los danzantes a saltar y lanzar grandes ráfagas de fuego por la boca. Los movimientos del cuerpo son frenéticos y el gesto desafiante de escupir la llamarada hacia el cielo retando a la figura simbólica de Dios. 
El bailarín se recalcará más en cuanto mayor distancia alcance su bocanada de candela. Después de esto, es común que liquiden el rito con un verso amenazador y una risotada estridente, desvergonzada y burlona. El ritmo que acompaña esta danza es la puya tradicional.
Danza del paloteo
Es una danza de relación que representa el enfrentamiento entre naciones. Cada danzante personifica un país llevando una bandera y pregonando versos alusivos a la ciudad o a la nación que interpreta. 
Esta danza se llama de esta manera, porque los bailarines llevan el compás a través de unos palos cortos, que al pegarse unos con otros de forma uniforme van creando el ritmo del baile; a medida que van golpeando los palos, van formando figuras y desarrollando una coreografía. 
En un principio, el Paloteo era una danza netamente masculina y se organizaba en un número máximo de seis “parejas” de hombres. Se presentaban de casa en casa para recibir dinero o licor a cambio de su actuación, pero la expansión urbana y otros factores dieron prácticamente por cancelada esta costumbre. Hoy en día, un Paloteo puede estar integrado por más de ocho parejas de danzarines entre hombres y mujeres y las figuras de la coreografía suelen ser más complejas.
En esta danza, los hombres visten pantalón bombacho a media pierna, camisa manga larga, pechera y capa decorada. Las mujeres por su parte llevan falda corta y plisada, blusa manga larga, pechera adornada con encaje alrededor, capa decorada y un turbante en la cabeza. 
Consta de tres espacios: Paseo, cuadro y cerrado. 
El ritmo que acompaña esta danza es la "Marcha de Paloteo". El ensamble que toca este género musical se compone un redoblante y un acordeón. Consta de tres espacios: Paseo, cuadro y cerrado. El ritmo que acompaña esta danza es la Marcha de Paloteo. El ensamble que toca este género musical se compone un redoblante y un acordeón.
Danza de las aves
También llamada Danza de los Pájaros. Es una danza de relación con una puesta en escena que narra el momento en que un puñado de aves d distintas especies llegan a un jardín a comerse las manzanas y las flores, las jardineras tratan que se vayan, pero no lo consiguen y aparece un cazador con su perro, quien les dispara. 
Esta danza la toman con base a uno de esos pasajes que ellos veían a diario en el mercado, cuando muchas aves ser acercaban a comer y estas eran espantadas a piedras. Los pájaros cargan una máscara de madera pintada del mismo color del traje que llevan puesto y la forma es también distinta reflejando la diversidad de aves. 
Cada pájaro tiene un color distinto que generalmente son rojos, azules, amarillos y verdes.
Sus creadores fueron Pedro Barreto y Pedro Berdugo, vendedores de plátano, quienes recordaban vistosos pájaros en habían visto en su niñez en el campo. 
En 1930 los Peyos, como se les conocía a los amigos, se dedicaron a crear la coreografía inspirada en el vuelo de las aves estando ellos viviendo en el populoso barrio Rebolo de la ciudad de Barranquilla. 
En 1954 Pedro Barreto le entregó la dirección a Berdugo quien le cambió el nombre y lo llamó El Imperio de las Aves. El ritmo que acompaña esta danza es la chalupa.
Danza de son de negro

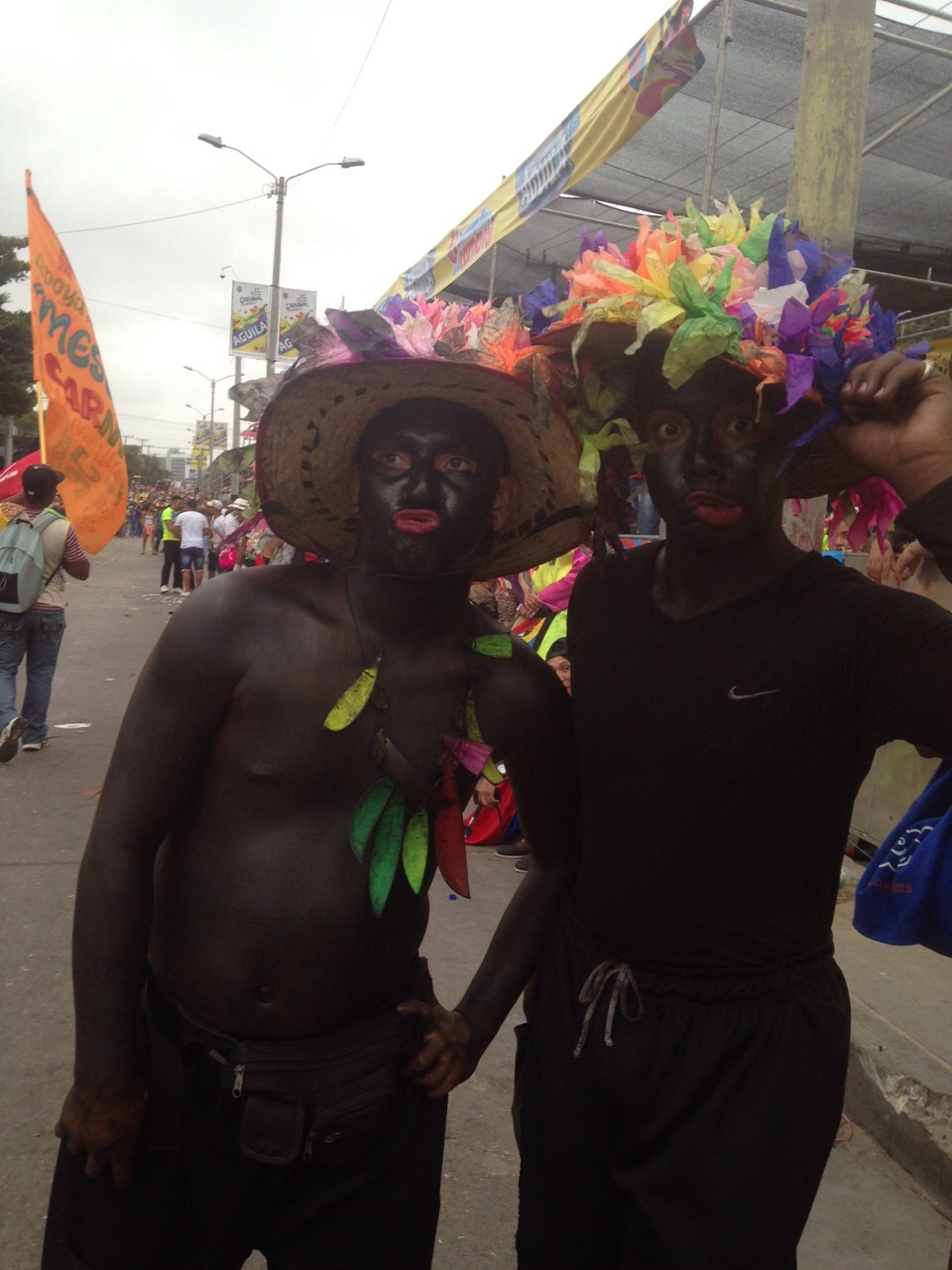
Son de Negro.

Es una danza con marcada influencia africana que recoge el sentir de los pueblos apostados en las orillas del Canal del Dique, entre los departamentos de Atlántico y Bolívar, lugar en el que tiene un enorme arraigo. 
Es una de las expresiones ancestrales que llegó hace muchos años al Carnaval de Barranquilla, gracias a los grupos de pueblos como Santa Lucía, San Estanislao, Malagana, Soplaviento, entre otros, que decidieron mostrar más allá de las plazas y calles de sus municipios la riqueza de su folclor.
La coreografía de esta danza es una burla de los esclavos negros hacia los amos.
Los hombres llevan el torso descubierto y el rostro marcado con pintura negra. 
Además la boca y la lengua son realzadas con colorante rojo. Generalmente tienen sombreros adornados con flores o papeles de diferentes colores, collares y un bastón. 
Cuando bailan suelen hacer muecas divertidas y exageradas con su rostro. Tradicionalmente era interpretada por hombres y uno de ellos hacia las veces de mujer, quien era llamada Guillermina. Al momento de la danza, el movimiento se caracteriza por ser fuerte y rápido, propio de la herencia africana, el de los hombres se asemeja a convulsiones con expresiones de rígidas mientras las mujeres mueven las caderas. 
El ritmo que acompaña esta danza es el son de negro.
Danza de los indios farotos

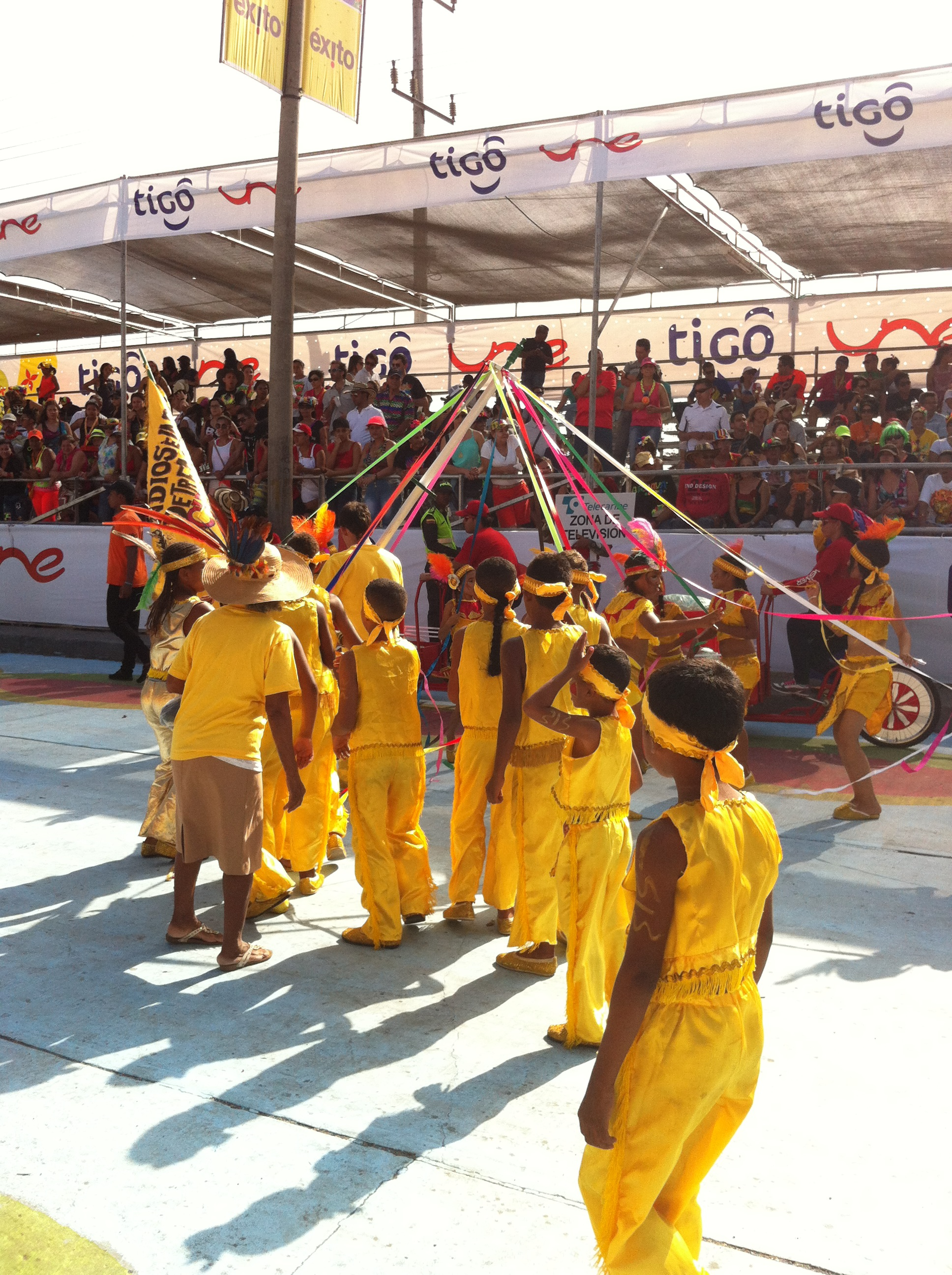
Danza de los indios farotos en la modalidad de trenza.

Esta danza posee dos modalidades: la primera se hace llamar "de Trenza" y la segunda "de los Indios Farotos". 
Ambas provienen de los indígenas de las poblaciones a orillas del río Magdalena, y es bailada popularmente en el municipio de Usiacurí. 
Las muchachas llevan adornos de paloma en la cabeza al igual que los hombres. 
El vestido consiste en una camisa de color con un escote grande y sin mangas. Llevan collares con semillas de frutas. Los hombres pueden llevar arcos y flechas.
Ambas consisten en un desplazamiento de parejas en el que marchan pausadamente y progresivamente se hace más rápido el movimiento. 
En la danza de los Indios de Trenza eventualmente se trenzan cintas y se vuelven a destrenzarse; en el de los Indios Farotos en vez de usar cintas utilizan cuerdas. Ambas modalidades danzan de forma dedicada y armónica, llevando la marcación del paso en coordinación con el entrelazamiento de las cintas o cuerdas al son de la música, siendo esta la acción fundamental. 
Esta tradición estuvo en riesgo de desaparecer hacia la segunda mitad del siglo XX, hasta que, con la ayuda de sus hermanos, Baltasar Sosa, se propuso a rescatarlas y las trajo en 1978 al Carnaval de Barranquilla, desde su natal población de Palomino (Bolívar). 
El ritmo que acompaña esta danza es el Son Faroto.
Danza de los Gusanos
Hace referencia a la unión y el trabajo en equipo y tiene por consecuencia un carácter lúdico y recreativo. Antiguamente cuando había fiestas ceremoniales en las plazas de los pueblos del Magdalena, la gente se unía en una fila agarrándose de las caderas y se entrelazaba y a este ritual se le llamaba "el ciempiés". 
Cuando llegó a Barranquilla su nombre cambió a danza de los Gusanos. Se baila en fila y los disfraces poseen flequillos largos imitando las patas del gusano. 
La danza hace desplazamientos en semicírculo, imitando el cuerpo del gusano y otras veces permanece quieta. Los movimientos de todos los bailarines deben ser coordinados.
Hoy en día los integrantes visten un bombacho de color verde adornado con flequillos verdes y/o amarillos, una camisa manga larga, de las que penden flequillos. Llevan cubierta la cabeza con un gorro unido al enterizo. 
La persona que esta a la cabeza del gusano es la persona de mayor estatura y progresivamente las personas que están detrás de la cabeza se hacen más pequeños en estatura. 
Tanto la cabeza como la cola del gusano se distinguen en sus atuendos, para hacer evidente su función de líder de comparsa y de su terminación. 
La cabeza principal lleva una máscara con antenas que le identifica como la guía de la danza. Algunos de los paso son el lateral, el de barbilla y el avión. El ritmo que acompaña esta danza es la tambora.

### Disfraces individuales
Es casi interminable la lista de disfraces producto de la imaginación del barranquillero durante el carnaval. Los disfraces individuales no tienen ninguna danza específica que los asocie. Algunos de estos disfraces más típicos y representativos del carnaval barranquillero son:
|                    |                  |                  |
| María Moñitos      | La loca          | El descabezado   |
|                    |                  |                  |
| El Mohicano Dorado | Payaso Carasucia | Barriga 'e Trapo |

María Moñitos

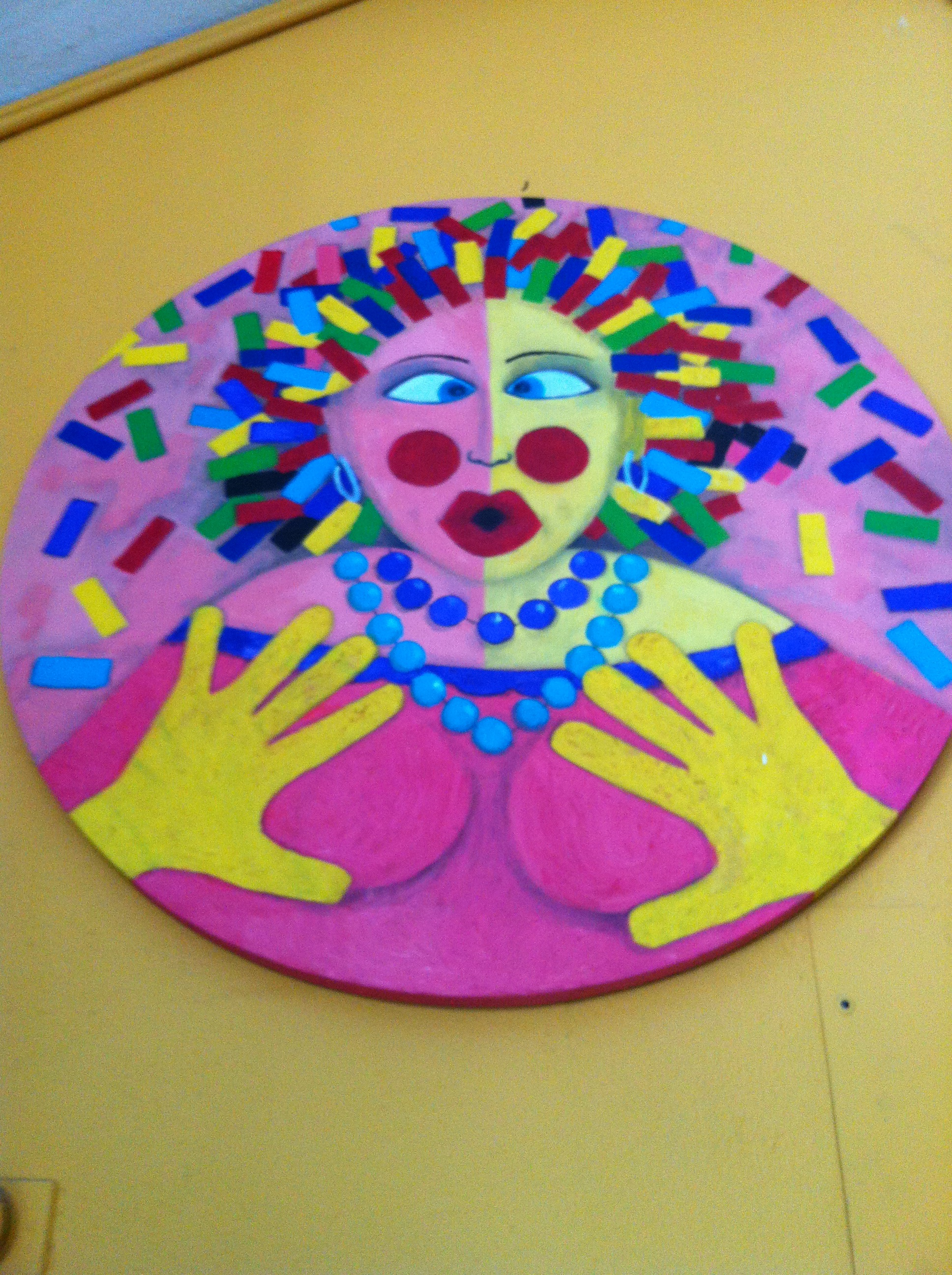
Imagen de María Moñitos en la Casa del Carnaval.

Disfraz inspirado en María Moñitos, personaje infantil del folclor iberoamericano creado por la escritora venezolana Teresa de la Parra en su obra Memorias de mamá Blanca de 1929. El disfraz fue creado por el electricista y albañil guajiro Emil Castellanos, fallecido el 1.º de septiembre de 2000 y quien residía en el barrio las Nieves. 
Se convirtió rápidamente en uno de los disfraces individuales más representativos del carnaval. Su disfraz es la caracterización de una mujer sexy y exagerada. 
Usa un vestido con colores llamativos, tacones altos y en su cabeza lleva una peluca hecha de moños de todos los colores con tiras de papel metalizado. Se pinta los labios y durante los desfiles, lanza besos y caricias a los asistentes. 
La peluca que tanto caracteriza a este personaje resultó como respuesta a los repetidos robos de pelucas convencionales a los que se veía afectado durante los primeros años en los que aparecía vestido de mujer. 
Este performance, dice la hija de Emil, representa la "mamadera de gallo" y el "rebusque" del barranquillero. Emil Castellanos murió el 1.º de septiembre de 2000 a los 50 años, sin embargo su personaje coqueto ya es parte esencial del carnaval barranquillero.
La loca

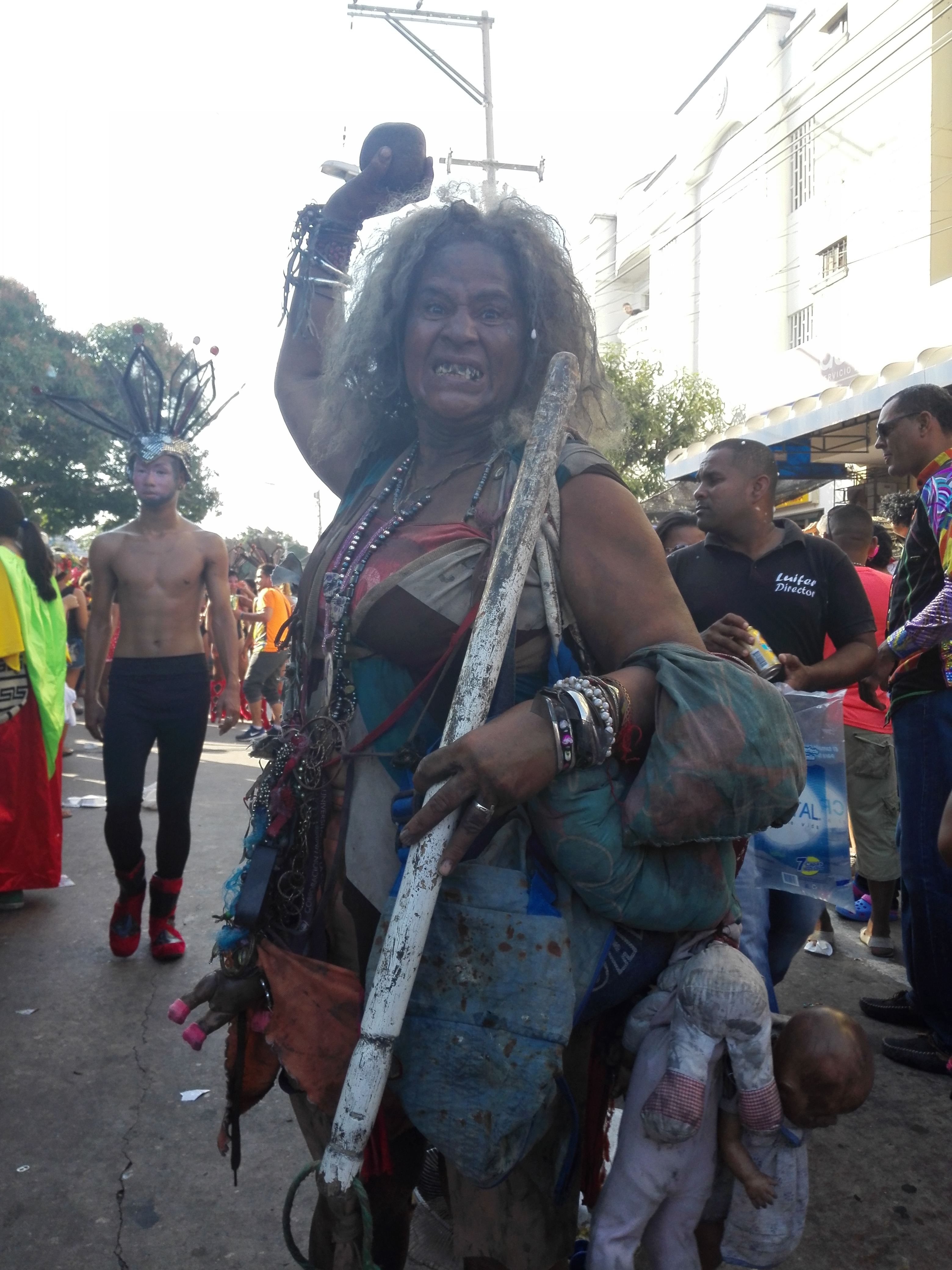
La loca.

Personaje creado por la cosmetóloga y estilista Ninfa Barros, natural del barrio Cevillar, para el carnaval de Barranquilla de 1989, quien decide disfrazarse con harapos, la cara sucia los ojos desorbitados, una lámpara de gas de su bisabuela, zapatos apache viejos, una cabuya, un palo encontrado en el patio de su casa, una tula con pedazos de cartón, vasos de icopor y frascos de aceite dentro y una piedra con la que amenaza a los espectadores del evento. 
Con este disfraz Ninfa dice que buscó romper el miedo al ridículo y oponerse a la cordura. Con el tiempo se volvió uno de los personajes más queridos del Carnaval, logrando recibir en varias ocasiones el premio a mejor disfraz individual. 
Para el año de 2003, Ninfa hizo una promesa de salud a Dios para pedir por la recuperación de su único hijo, Fernando, quien se encontraba padeciendo cáncer. Su promesa se basaba en lo siguiente: Si el joven se recuperaba, Ninfa no volvería a disfrazarse de La Loca. 
Como su hijo logró recuperarse, Ninfa abandonó este personaje, teniendo el carnaval del 2004 su última aparición. El disfraz original de "La Loca" se encuentra actualmente en el Museo Romántico de Barranquilla.

El descabezado

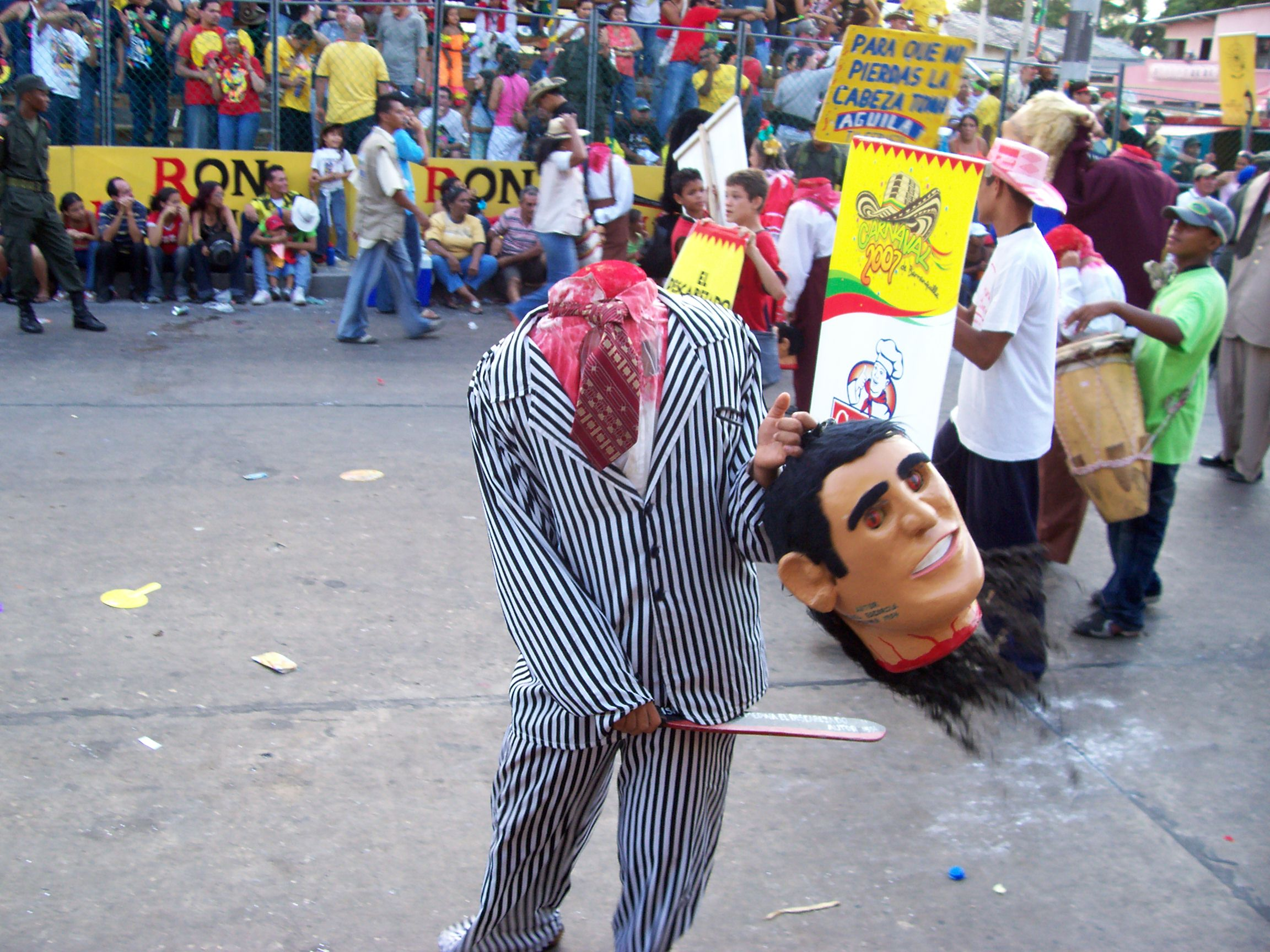
El descabezado.

Personaje creado en 1954 por Ismael Escorcia Medina, pintor originario del municipio de Calamar, departamento de Bolívar, quien comentó que El Descabezado nació de las masacres ocurridas en el país luego del magnicidio de Jorge Eliécer Gaitán el viernes 9 de abril de 1948 en donde era bastante común descabezar a machetazos a la gente como acto para crear miedo en la sociedad, drama que el mismo Ismael sufrió en carne propia luego de que su familia fuera perseguida por ser liberal en un pueblo dominado por conservadores. 
Desplazado por la violencia llegó a Barranquilla e ideó este personaje por un lado para homenajear a Jorge Eliécer Gaitán y por otro lado para crear consciencia de las víctimas del conflicto.
Este disfraz posee un cuerpo falso cuyo torso oculta la cabeza del disfrazado, vestido con ropas untadas de pintura roja simulando sangre, una cabeza agarrada en una mano hecha con icopor forrado con papel cemento y con pelotas de plástico incrustadas como ojos y en la otra mano lleva un machete falso con el que amenaza torpemente a los espectadores.
El Mohicano Dorado
Personaje creado en 1995 por el publicista Carlos Cervantes Muñoz, natural del barrio El Concord del municipio de Malambo, quien como muchos otros atlanticenses disfrutaban del carnaval barranquillero y buscaban un disfraz que impactara y quedara en la memoria de todos los barranquilleros. 
El disfraz se basa en una capa de betún dorado de pies a cabeza, con collares, nariguera y cargando un escudo y una lanza. 
La idea nació luego de ver la serie de televisión canadiense basada en la novela El último de los mohicanos, escrita por el estadounidense James F. Cooper. 
No obstante su idea es homenajear a la leyenda indígena colombiana de El Dorado, que cuenta la historia de una cacique del pueblo indígena chibcha que se desnudaba y se bañaba en oro para llevar, junto con varios sacerdotes, ofrendas a los dioses en la laguna de Guatavita. 
El personaje refleja el coraje y la persistencia de la raza indígena, representada en su brillo y su fuerza. El Indio Dorado lo hizo a Carlos merecedor de 22 Congos de Oro. Carlos Cervantes, el Mohicano Dorado, fue designado Rey Momo del Carnaval de Barranquilla 2015 al celebrar 20 años de haber creado este personaje.
El Payaso Carasucia

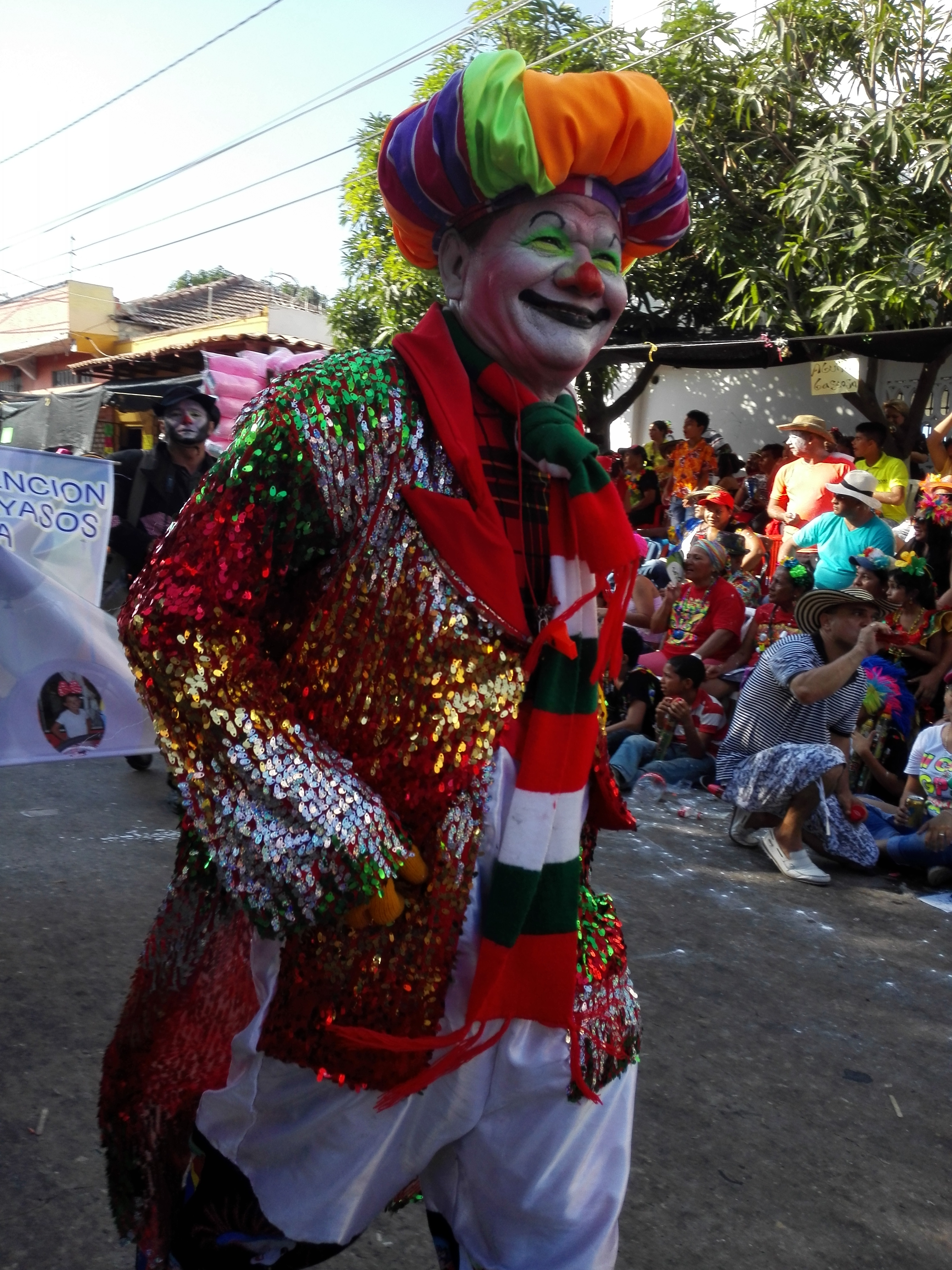
Payaso Carasucia.

Personaje creado en 1970 por José Fernando Herrera, originario de Cali, quien llegó al barrio El Silencio de Barranquilla para superar una fuerte depresión en la que vivía luego de haber sido abandonado por su esposa. 
Fue el historiador y escritor Alfredo de la Espriella quien lo ayudó a ingresar al carnaval de Barranquilla con su personaje. 
El disfraz tiene una peluca naranja, sombrero verde, vestido rojo, rostro blanco, nariz roja y un corbatín gigante de color negro. 
Según José Fernando Herrera, el Payaso Carasucia representa al adulto desnudo que cubre el alma de niño que todos tenemos y que guardamos secretamente. Este personaje ha ganado cuatro Congos de Oro a mejor disfraz en diferentes ediciones del carnaval de Barranquilla.

La Barriga 'e Trapo y el Machomán

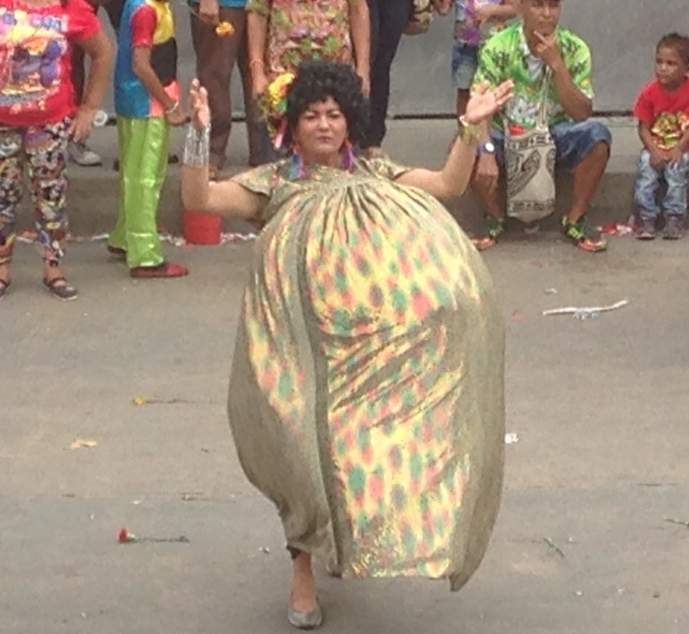
La barriga 'e trapo.

Ambos personajes provienen del hecho insólito que ocurrió en el barrio La Manga de Barranquilla en noviembre de 1997. Liliana Cáceres, que en aquel entonces tenía 17 años, declaró ante su novio, Alejandro Ferrans, su familia, médicos y medios de comunicación que esperaba nueve bebés. 
Esto hizo que la comunidad e incluso el gobernador del departamento del Atlántico se movilizara para conseguir fondos para ayudar con los gastos a los jóvenes de origen humilde. Se decía que Alejandro no cabía de la dicha y alardeaba de sus increíbles dotes. 
Liliana por su parte le tenía prohibido a su esposo cualquier contacto físico incluyendo explícitamente a las relaciones sexuales puesto que temía que el movimiento hiciera daño a los bebés. 
Sin embargo, el 29 de noviembre de ese año cuando le iban a practicar una ecografía a Liliana, se descubrió que el embarazo múltiple era en realidad pantalones, camisas, toallas y hasta un pin de bolos que hacía las veces de ombligo. La joven le mintió a su pareja por temor de perderlo. 
La noticia fue tan insólita que en los años posteriores se popularizaron ambos personajes y ahora son comunes en el carnaval la mujer embarazada y barriga de trapos que sufre de fuertes mareos, náuseas y antojos, y el hombre que presume de su virilidad y de su potencia sexual. En la actualidad, Liliana vive en Cartagena, donde pudo tener sus propios hijos.
Drácula
Personaje traído al carnaval de Barranquilla por Benjamín García Galindo, natural del barrio El Hipódromo de Soledad, inspirado en la leyenda de Drácula. 
Benjamín quedó impactado con este personaje luego de ver en el teatro La Bamba la película "Drácula", protagonizada por Christopher Lee. Su admiración por el personaje hizo que por 33 años ininterrumpidos se disfrazara durante el carnaval con capa negra, vestido de paño y dientes afilados. 
Con el tiempo, Benjamín empezó a presentar problemas de personalidad y a confundir su personaje con su verdadero yo. Su hija, Regina Visbal, describió que Benjamín comenzó a tener comportamientos extraños como colgar un murciélago de caucho en su cuarto o querer dormir en un ataúd. 
Por esto, un psiquiatra le ordenó a Benjamín no volver a disfrazarse de Drácula. Este personaje se hizo célebre en la ciudad y en todo el país gracias a la película "El último carnaval" de Ernesto McCausland, basada en la vida de Benjamín García.
El Pirata
Personaje creado en 2003 por Jorge López, originario de Pereira, quien llegó a Barranquilla en 1976 con la intención de olvidar a una mujer que lo hacía sufrir. 
Este personaje es básicamente un disfraz de pirata con más de 200 discos compactos pegados a su atuendo, haciéndolo muy brillante y vistoso. 
Habiendo pasado por un sinnúmero de disfraces como El Faraón y El Caballero de la Paz, a Jorge López se le ocurrió la idea del disfraz cuando pasaba por un puesto donde vendían discos compactos "piratas" o "no originales".
Este personaje juega con la paradoja de la originalidad, puesto que para muchos lo que es original no es tan original, mientras que para otros las copias pueden ser muy originales. Otros dicen que "El Pirata" es una burla al mismo Jorge quien intenta ser o parecer en sus costumbres a un barranquillero del común, pero siendo pereirano, termina siendo un "falso barranquillero" o simplemente un "pirata".

Nuevas creaciones

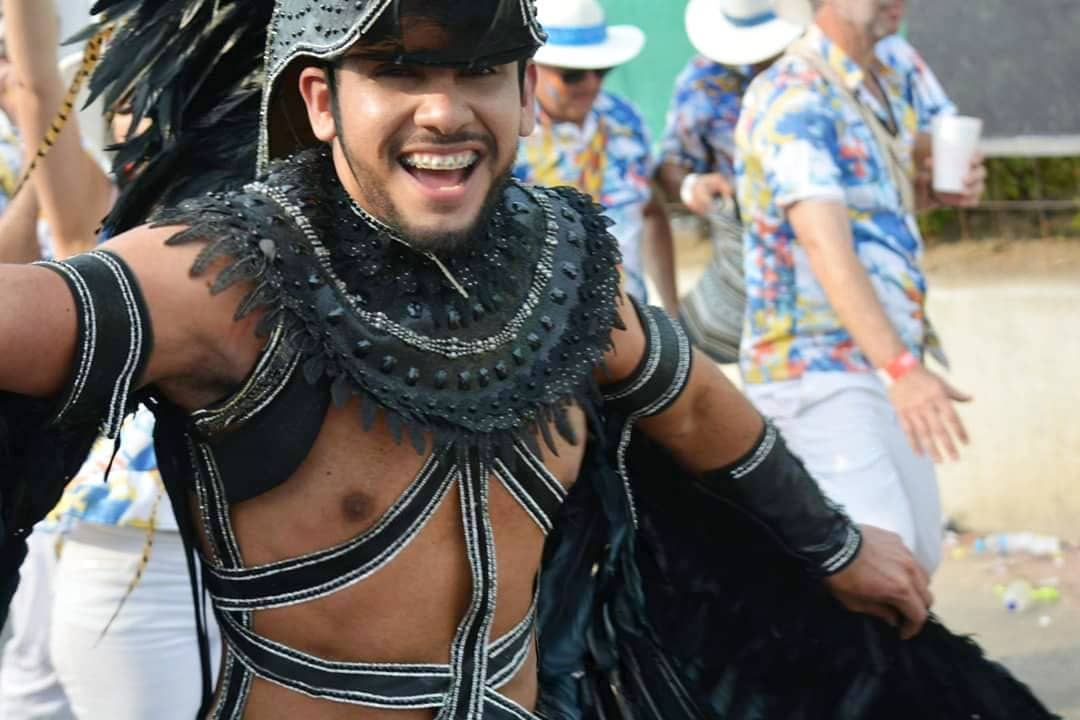
Pegaso Negro, disfraz original de Roberto Bolívar.

Como una muestra del ingenio y la creación popular del Caribe colombiano, la ciudadanía le apuesta a diseñar y lucir trajes originales basados en experiencias particulares o fruto de la imaginación del desfilante.
Barranquilleros o foráneos, de diferentes edades y clases socioeconómicas, se motivan anualmente en portar disfraces novedosos, polémicos, fantásticos, estrambóticos o burlones en el que gastan de sus propios ingresos con el fin de aportar su grano de arena al Carnaval. 
Muchos de estos disfraces originales están inspirados en personajes reales, de la farándula criolla o de la política nacional o internacional. 
Su creación, que en muchos casos busca ridiculizar al personaje del que se basa, es pieza fundamental de los carnavales, puesto que es producto de la manera como los barranquilleros se relacionan y expresan su idiosincrasia y su forma de humor. 
Entre los personajes que más son representados están presidentes, alcaldes, cantantes, actores y empresarios.
En otras ocasiones estos disfraces originales recurren de elementos vernáculos como los enmascarados típicos de carnavales de otras latitudes, se inspiran en seres fantásticos o bestias con rasgos de animales locales o exóticos, o se valen de la imitación de ritos sagrados al evocar dioses y propiciar la vida y la fertilidad.
En la actualidad es común encontrar entusiastas que año tras año buscan impresionar con sus creaciones novedosas. 
El interés de muchos de ellos es generar tal impacto que haga que alguno de sus disfraces se convierta en parte clave y recurrente del carnaval. Aunque esta labor puede ser difícil, se dice que el primer disfraz individual que logró tal relevancia fue el de la marimonda. 
En este caso se dice que un hombre se vio sin dinero y optó por fabricarse un disfraz con lo primero que encontró a la mano, haciendo una primera versión de la marimonda.

### Disfraces colectivos
Al igual que los disfraces individuales, los colectivos no tienen ninguna danza específica que los asocie. Algunos de estos disfraces más típicos y representativos del carnaval barranquillero son:
|                      |                        |
| Las Negras Bollongas | Los Gorilas            |
|                      |                        |
| Los Indios Caribeños | Los Burros Corcoveones |

Las negras bollongas

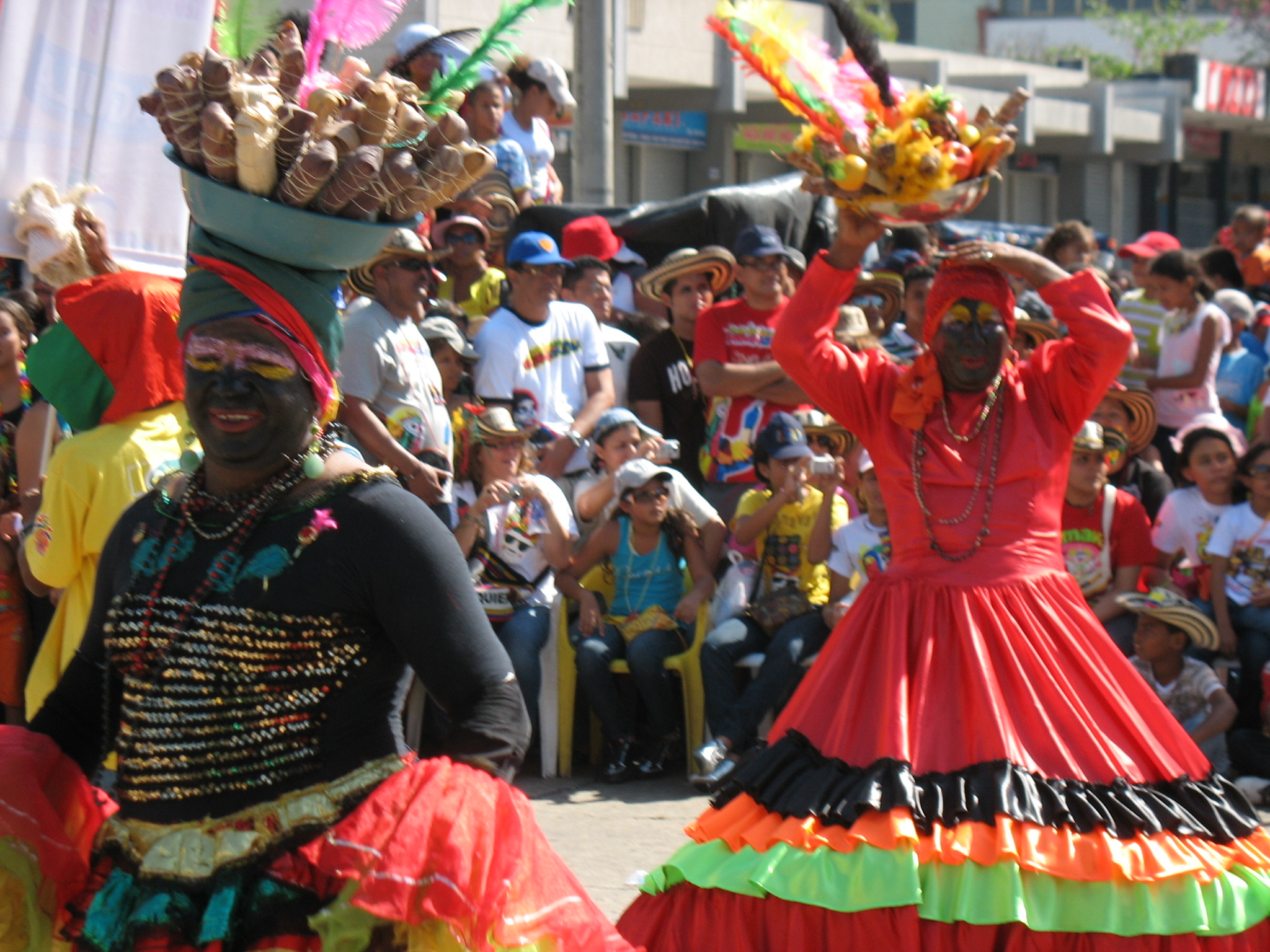
Negras bollongas.

Estos disfraces colectivos fueron iniciativa de Francisco Solano, quien decide crear su grupo "La Negras Bollongas" en el centro poblado Juan Mina en 1984. 
Con la muerte de Solano, la dirección del grupo es tomada por el señor Alejandro Agámez quien logra realzar y dar importancia a este grupo. 
El disfraz es vestido por hombres quienes imitan a las mujeres que venden por las calles de la Costa Caribe colombiana los bollos, envueltos a base de maíz típicos de la región. Consta de polvo "juver" preparado con aceite, pintalabio y crema de mano humectante, además de una ponchera llena de "bollos" y frutas, y un vestido amplio y colorido, con una blusa manga larga con volantes o arandelas, una falda ancha con tres arandelas, con adornos alegóricos al Carnaval. Como accesorios llevan collares, aretes, una pañoleta. 
Actualmente este disfraz colectivo participa de desfiles como el Bando, la Guacherna, la Toma de la Ciudad, la Guacherna Gay, el Desfile de la 44, la Gran Parada por la 21 y en los desfiles de Fundicaba.

Los gorilas

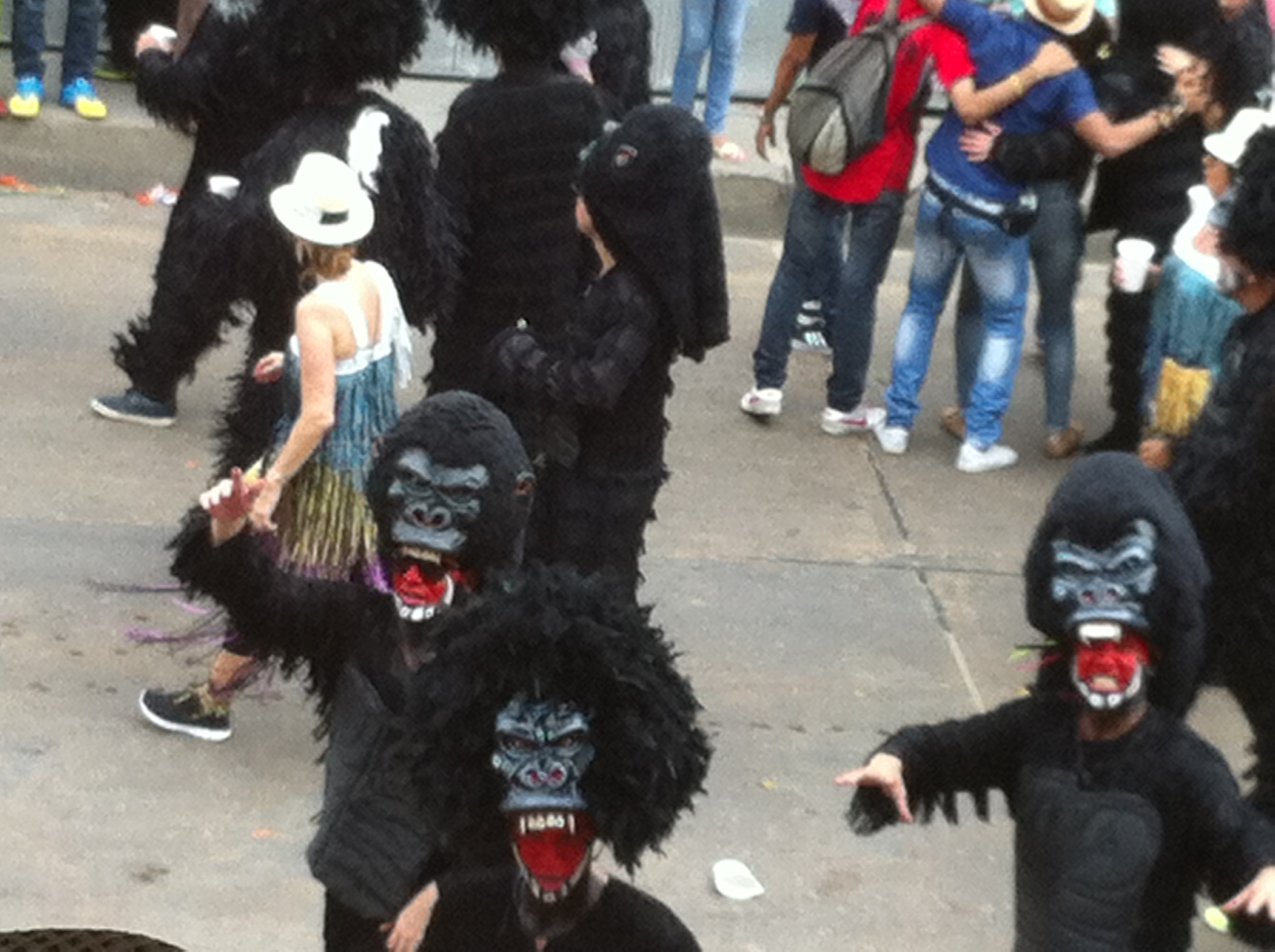
Gorilas.

La primera aparición de este disfraz data del carnaval de 1942 por parte de Enrique Salcedo, quien en su tiempo fue famoso por disfrazarse de diferentes maneras cada carnaval y decidió para su primer desfile llevar el disfraz de Gorila. 
Décadas más tarde Fernando Certain cuenta que su amigo Álvaro Jaramillo Buitrago, cansado de ver los mismos disfraces y comparsas, decidió caminar solo en el carnaval de 1987 no de gorila sino de muerte. 
Para el siguiente año, Álvaro se encontraba viviendo en Bogotá, sin embargo animó a sus amigos para conseguir máscaras de muerte que según él vendían en el barrio El Pueblito y así disfrazarse todos de la misma manera en el próximo carnaval. 
Sus amigos al no encontrar estas máscaras compraron las únicas que lograron conseguir: las de gorilas. 
Aplicando el refrán "Más vale paloma en mano que cien volando", las apropiaron y se empeñaron a confeccionar el vestido.
De esta manera se dice revivió la costumbre de disfrazarse colectivamente de Gorila.

Los indios caribeños

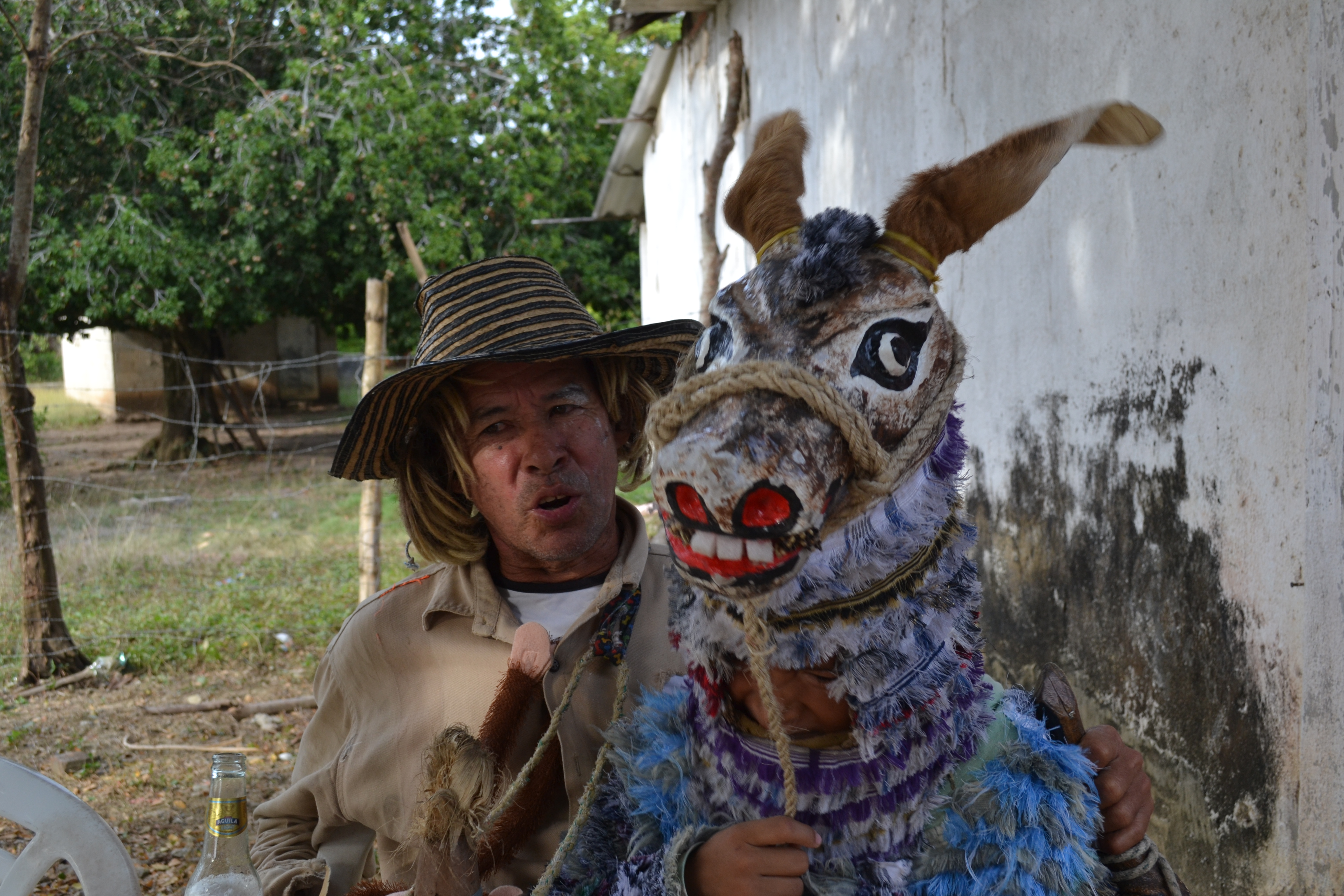
Burro Corcoveón.

Este disfraz colectivo fue idea de Héctor Molinares, quien viviendo en el barrio El Bosque y desfilando en muchos carnavales disfrazado de congo, decide crear el colectivo de disfraces “Los Indios Caribeños” junto con sus amigos cercanos en 1994. 
El disfraz obliga a que los desfilantes se pinten todo el cuerpo con maquillaje color negro humo, el cual mezclan con aceite y agua de panela o miel de abejas. En el rostro se maquillan de colores minerales rojo, verde, amarillo al que mezclan con vaselina y se cuelgan argollas en la nariz y en las orejas. 
Este disfraz lleva además una lanza fabricada con madera de árbol de corozo, cuya punta es hecha con tubo de PVC. 
El escudo también está hecho con madera del mismo árbol. Hugo Alvarado cuenta que el vestido lleva un guayuco en tela de tigre, un cinturón con una carabela de perro y collares fabricados con huesos de perro o gato y carabelas de icotea, que recogen cuando se enteran de que el animal ha muerto, lo entierran y esperan para encontrar el esqueleto, lavarlo y limpiarlo para su uso.

Los micos
Los micos son disfraces cuyo origen se remonta a las antiguas danzas de los indígenas que habitaban el territorio. 
Se dice que la tradición de ir disfrazado en grupo como micos tiene u más de 120 años y que hace presencia permanente en el Carnaval de Barranquilla desde hace unos 70 años.
El disfraz consta de una máscara con la cara del primate elaborada con madera de balso tallada, a la que luego le resaltan los orificios de los ojos nariz la boca con pintura roja. 
Quienes portan del disfraz suelen llevar tarros, palos y diversos objetos e intentar robarle pertenencias a los espectadores, teniendo en cuenta la fama que tienen estos animales de entrar a las casas y tomar las cosas sin permiso. Desde 1967 la familia Pérez Barranco del municipio de Soledad (Atlántico), comandada por Vicente Pérez Barranco, mantiene esta tradición pese a las grandes dificultades económicas que posee. 
Se dice que este disfraz está en proceso de evolución hacia una danza al estar acompañado por caja vallenata y acordeón, sin embargo debido a que no posee coreografía y los movimientos son libres sin relación alguna con la música, esto todavía no es muy claro.

Los Burros Corcoveones
Este disfraz colectivo fue creado por los hermanos Adolfredo y Julián Antonio Llanos de la Asunción en compañía de Luis Barrios, procedentes de Pital de Megua (Municipio de Baranoa). Julián Llanos explica los orígenes del disfraz colectivo de la siguiente manera:
“Había unos flecos que salían de las máquinas y eran considerados como desechos y dije, —de aquí voy a hacer un disfraz de burro —. Entonces me pregunté —¿qué hago?— Y automáticamente me respondí: —es que voy a representar a mi región a través del burro, al campesino pitalero, porque el burro es la herramienta de trabajo del campesino— ” 
Según sus creadores, este disfraz colectivo fue creado en el año de 2000 y ha participado en el Carnaval de Barranquilla ininterrumpidamente. La comparsa dirigida por Adolfredo Llanos De la Asunción ha ganado desde entonces 13 Congos de Oro.

## Títeres y Marionetas

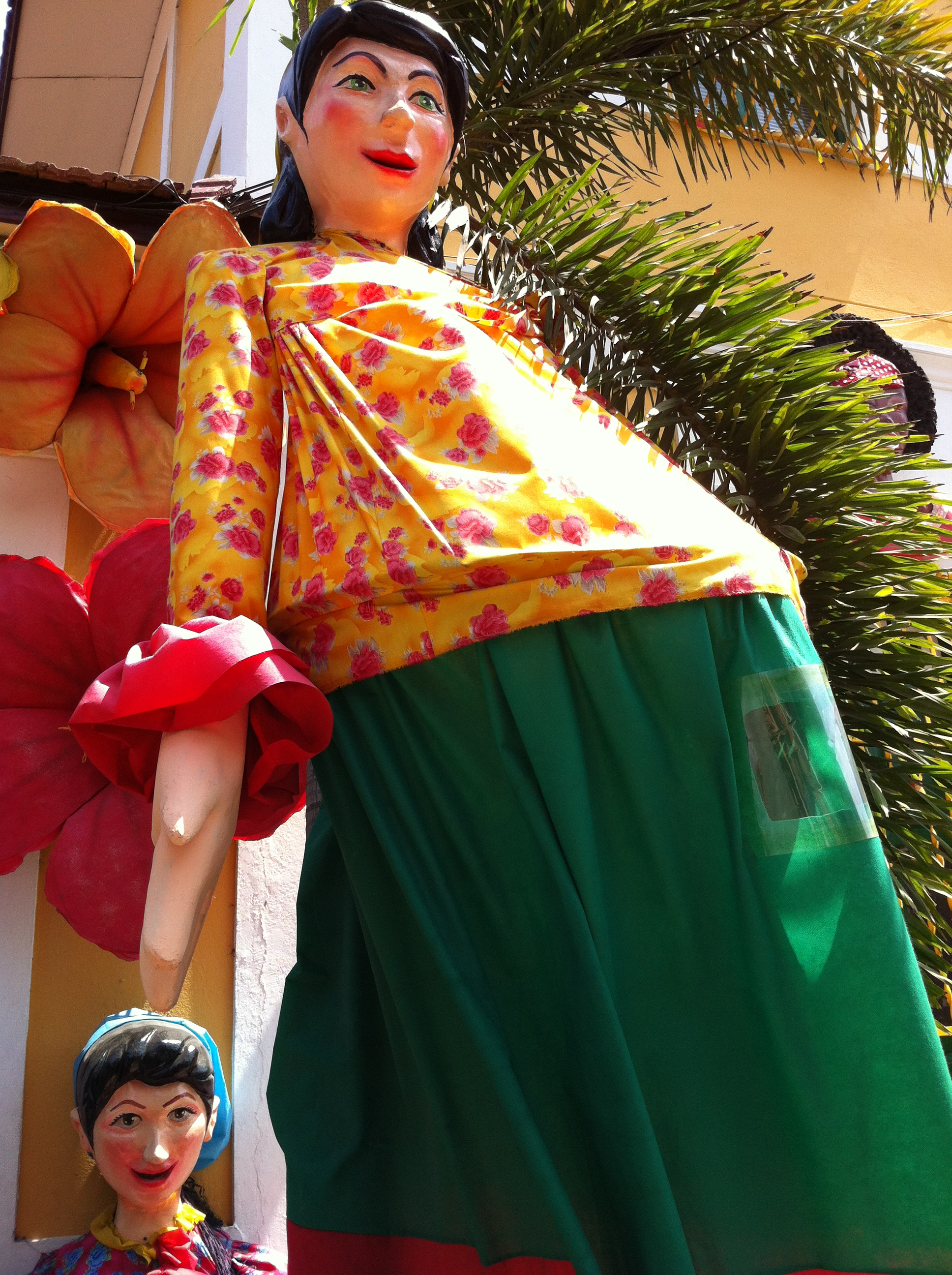
Muñecona frente a la Casa del Carnaval.

En el universo del Carnaval de Barranquilla no solo desfilan danzas, disfraces y comparsas: también lo hacen los títeres y las marionetas, protagonistas singulares que han acompañado la historia de la fiesta desde mediados del siglo XX. Su aparición se remonta a 1948, cuando Jorge Altamiranda construyó un gigantesco Joselito Carnaval de tres metros y medio, considerado el primer muñeco del carnaval. A partir de ese momento surgieron las primeras gigantonas —patrocinadas por la Cervecería Águila en 1950— y, con ellas, una tradición que hoy es inseparable de los desfiles. 
Los títeres del carnaval no se limitan a un solo estilo: existen muñecos cabezones, jinetes y humanoides que mezclan cuerpo humano y estructura artificial. Los materiales empleados son diversos —cartón, madera, tela, plástico, alambre, esponja— y la imaginación de sus creadores no tiene límites. Gracias a ello han cobrado vida en las calles criaturas como una inmensa Madre Diabla amamantando a sus hijos, un cóndor herido, iguanas y tortugas gigantes manipuladas por decenas de brazos, gallinas de ojos luminosos o elefantes colosales que recorren la Vía 40 y la 44. Estos muñecos poseen un valor poético y simbólico: transforman objetos inanimados en figuras con vida propia, capaces de narrar historias, despertar emociones y dialogar con el espacio urbano convertido en escenario. Según el maestro titiritero Juan Acuña, el títere no es solo un objeto, sino una “imagen plástica capaz de actuar y representar”, que en el carnaval adquiere toda su potencia expresiva al mezclarse con danzas, comparsas y música. Además de poblar desfiles y carrozas, los títeres refuerzan la dimensión creativa y comunitaria del carnaval. Cada barrio, grupo o creador busca destacar con muñecos originales que funcionan como emblemas colectivos y símbolos de identidad. Así, insectos gigantes, seres fantásticos o figuras humanas caricaturescas irrumpen en el espacio público, desbordando la lógica del disfraz y expandiendo las fronteras de la fiesta. 
Hoy en día, los títeres y marionetas son reconocidos como parte esencial del carnaval: un patrimonio visual y escénico que combina tradición, innovación y arte popular, y que sigue inspirando tanto a titiriteros profesionales como a cultores espontáneos, reafirmando la vitalidad y el carácter inagotablemente creativo de la fiesta barranquillera.

Las Muñeconas

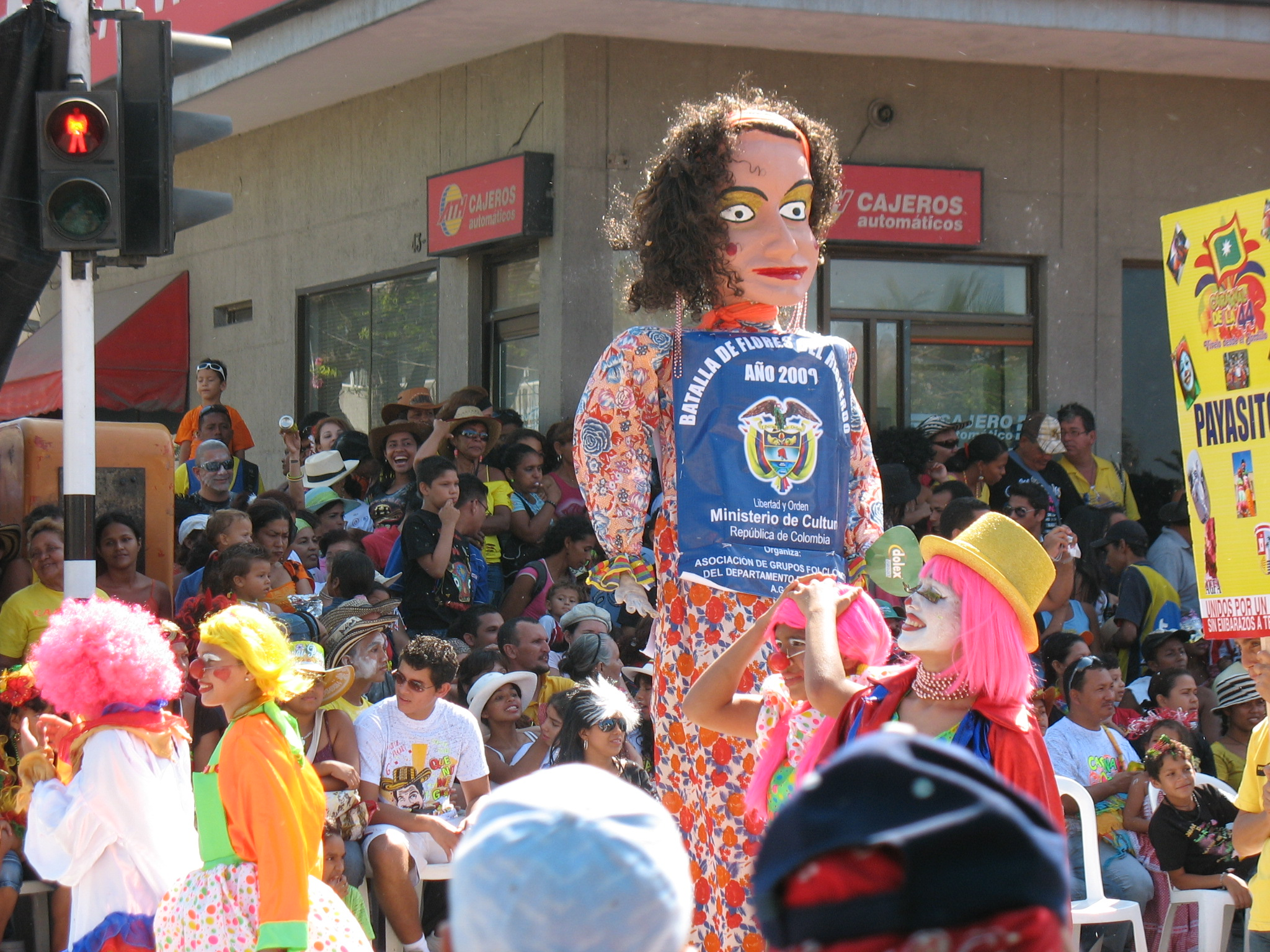
Muñecona durante el desfile.

Entre los disfraces colectivos más emblemáticos del Carnaval de Barranquilla se encuentran las Muñeconas, creadas en 1948 por el artesano y hacedor barranquillero Jorge Altamiranda, oriundo del barrio Cevillar. Su historia comenzó cuando Jorge, con apenas 22 años, decidió construir un Joselito Carnaval de más de tres metros de alto para los desfiles. Su padre, también llamado Jorge Altamiranda, un reconocido escultor y pintor que elaboraba carrozas, se negó a ayudarlo porque consideraba que era peligroso: un muñeco tan grande podía caerse y causarle daño. Sin embargo, Adela, la esposa de Jorge, apoyó con entusiasmo la iniciativa y convirtió el patio de su casa en un taller improvisado. La obstinación del joven dio frutos: aquel primer muñeco ganó el primer lugar en la competencia de disfraces y un premio de 200 pesos, abriendo el camino a una tradición que marcaría el imaginario festivo.
En 1949, Altamiranda volvió a innovar con un Rey Momo gigante, al que vistió con capa, corona y cetro, obteniendo un nuevo triunfo.Poco después, a petición de la Cervecería Águila, creó por primera vez a las muñecas gigantes, con la marca estampada en el pecho y la espalda. Estas figuras, llamadas popularmente muñeconas, conquistaron al público por su gracia y sensualidad al menear las caderas, y lograron el prestigioso Congo de Oro. Desde entonces, se hicieron cada vez más visibles en la fiesta, al punto de convertirse en un disfraz colectivo imprescindible, incluso representando personajes famosos y líderes de la vida nacional. Estas enormes estructuras de más de tres metros de altura están elaboradas con varillas gruesas, alambres, madera, cartón y papel maché. Pesan alrededor de 20 kilos y se componen de tres partes: cabeza, tronco y caderas, que se articulan para simular el movimiento de baile al ritmo de papayeras. Son levantadas por dos hombres que se turnan para sostenerlas. A lo largo de las décadas, Altamiranda perfeccionó su técnica hasta consolidar un diseño original con más de 60 años de tradición, creando "Las Gigantonas" que bautizó con nombres propios como Timotea (la rubia) y Fedora (la morena), inspiradas en la belleza de las reinas del carnaval.
Los investigadores del Carnaval, como César Martínez y Danny González, han destacado el valor cultural de las Muñeconas, al señalar que estas creaciones no solo son un disfraz colectivo, sino también una puesta en escena de lo popular. Sus influencias pueden rastrearse en tradiciones europeas de gigantes y cabezones, como los de las fiestas ibéricas, La Gigantessa del cine de Fellini o los personajes literarios de Los viajes de Gulliver. En este sentido, su aporte es doble: rescatan y transforman imaginarios universales al tiempo que exaltan la exuberancia de la mujer costeña. En palabras de Altamiranda: “Este es mi homenaje monumental a la exuberancia de la mujer de la Costa y con ellas he sido muy feliz”.

Teatro de Títeres

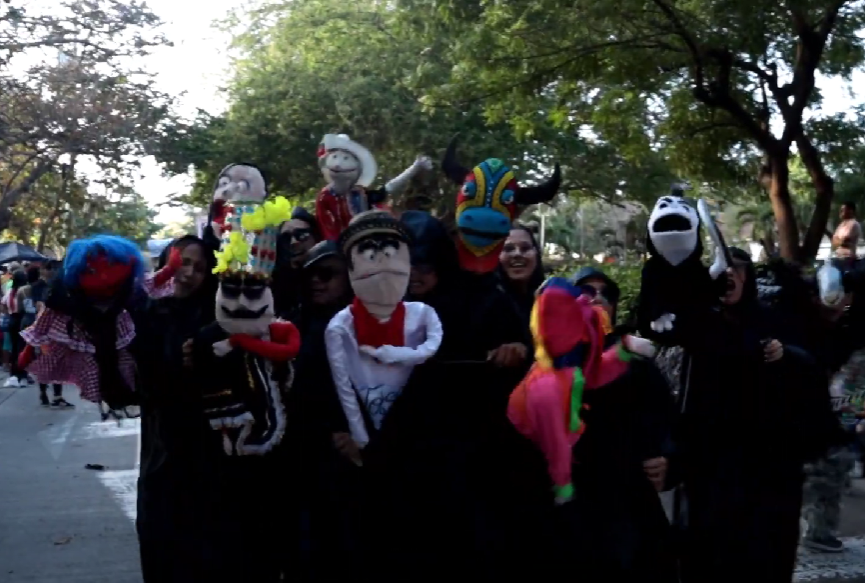
Teatro de Títeres durante el desfile de El entierro de Joselito.

A esta tradición de muñecos gigantes y cabezones se suma, en los últimos años, una apuesta escénica del Teatro de Títeres, que ha buscado narrar la historia del Carnaval y transmitirla a nuevas generaciones. El montaje del Teatro de Títeres varía dependiendo de si es estático, sobre un escenario, o es móbil, desplazándose por un desfile. Cuando es estático puede combinar diferentes técnicas —títeres de guante, de mesa y teatro de sombras— para recrear desfiles, danzas y escenas tradicionales del carnaval, invitando a la audiencia a reflexionar sobre el sentido de la fiesta. Cuando es móbil, los titiriteros visten de negro y llevan gafas oscuras con el fin de darle protagonismo a los títeres. Un ejemplo de montaje sobre escenario es la obra creada en 2021 durante la Pandemia del Coronavirus "Checho: Un baile de Carnaval", producida por la corporación Baúl Polisémico, ganadores del Congo de Oro. Concebida primero en formato virtual, y luego llevada a escena en 2022, la obra cuenta la historia de un niño foráneo que debe descubrir por qué el Carnaval de Barranquilla es Patrimonio Oral e Inmaterial de la Humanidad, misión que solo puede cumplir viviendo y gozando la fiesta. En esta puesta en escena, títeres como Checho, la Reina del Carnaval, Joselito, el Congo, la Marimonda y figuras de Danzas de Relación buscan generar un puente entre tradición y pedagogía.
La experiencia del Teatro de Títeres no solo rescata personajes icónicos, sino que también integra un componente de formación ciudadana: enseñar a los niños y niñas el valor histórico y cultural del carnaval, a la vez que se fomenta la creatividad y la apropiación de la fiesta. La iniciativa refleja cómo el Carnaval de Barranquilla, en su carácter vivo y dinámico, abre espacio a propuestas innovadoras que enriquecen sus formas de expresión. Los títeres y marionetas, ya sea en los desfiles callejeros o en el teatro popular, consolidan un patrimonio visual, escénico y pedagógico, que conecta generaciones, inspira a la comunidad y reafirma la vitalidad inagotable de la fiesta.

## Personajes emblemáticos
La Monarquía Carnavalera
En el Carnaval de Barranquilla, la fiesta no se entiende sin su corte real: un conjunto de personajes que, con sus coronas y bandas, representan distintas tradiciones, públicos y escenarios de la celebración. Esta Monarquía Carnavalera reúne soberanos que reflejan diferentes rostros del carnaval: la majestuosidad y brillo de la Reina de las Carrozas, la cercanía y complicidad de la Reina del Bordillo, la tradición y la experiencia del Rey Momo, la innovación y la fuerza del Rey del Asfalto, la pluralidad y el arraigo de las Reinas Populares y la resistencia y transgresión de los Reyes LGBTI. Todos comparten la misma picardía, el talento desbordante y un compromiso genuino con la comunidad.
La corte se completa con los Reyes Infantiles, encargados de contagiar a las nuevas generaciones con la alegría y el amor por la tradición. Juntos conforman una estructura simbólica que refleja la riqueza cultural del carnaval, donde tradición y cambio, calle y escenario, se funden en un mismo reinado.
- Reinas del Carnaval

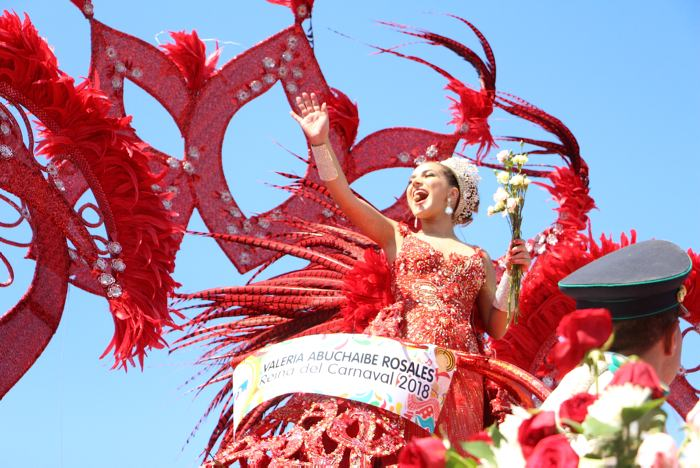
Reina del carnaval 2018 Valeria Abuchaibe Rosales

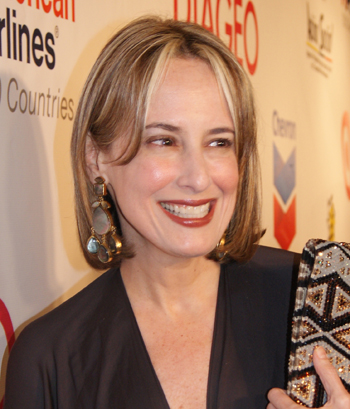
La diseñadora de modas barranquillera Silvia Tcherassi, reina del carnaval de Barranquilla del año 1986.

En el vasto universo del Carnaval de Barranquilla, la figura de la reina no es única ni homogénea. La fiesta cuenta con dos grandes soberanas que, aunque comparten el mismo espíritu de liderazgo y alegría, representan escenarios y formas distintas de vivir el carnaval. Por un lado, está la Reina oficial, conocida como Reina de las Carrozas, símbolo de la pompa y la proyección internacional de la celebración; por el otro, la Reina del Bordillo, heredera de la tradición popular que late en las calles del Carnaval de la 44. Esta dualidad no es fruto de una división artificial, mucho menos de una disputa como ha afirmado a veces, sino el resultado de dinámicas naturales propias de una fiesta en constante evolución, que ha buscado abarcar nuevos espacios ante el creciente número de visitantes y las diversas maneras de apreciar y participar en el Carnaval. Juntas, estas reinas conforman un espejo dual donde se reflejan tanto el brillo institucional como la fuerza viva de la fiesta callejera.
La Reina de las Carrozas es la soberana oficial del Carnaval de Barranquilla, elegida anualmente por la Junta Directiva de la Fundación Carnaval de Barranquilla, entidad organizadora de una gran parte del carnaval. Su designación se anuncia en el segundo semestre del año, normalmente entre agosto y septiembre, y marca el inicio de la expectativa por la temporada festiva. Mediante la tradicional Lectura del Bando, realizada a mediados de enero, la Reina promulga la única “ley” que rige durante las fiestas: bailar y gozar hasta que el cuerpo aguante. Durante el Carnaval, su presencia se impone en la Vía 40, arteria principal donde se desarrolla el desfile de la Batalla de Flores el sábado de carnaval, encabezando la procesión desde lo alto de su carroza, rodeada de cumbiambas, comparsas y grupos folclóricos. En los precarnavales participa en actos como la Danza del Garabato, la Guacherna y las verbenas populares, y en los días centrales preside la Gran Parada, el Festival de Orquestas y el entierro simbólico de Joselito Carnaval. Más allá de su papel en las calles de Barranquilla, la Reina de las Carrozas cumple una función clave como embajadora cultural del Carnaval a nivel internacional. Representa la fiesta en ferias de turismo, encuentros culturales, embajadas y eventos diplomáticos, llevando el mensaje de la tradición barranquillera a escenarios de todo el mundo.  Embajadora cultural y rostro visible del evento, la Reina de las Carrozas representa la tradición oficial, la proyección mediática, la elegancia, la pomposidad, la grandeza y el brillo escénico del carnaval.  Su imagen y su agenda oficial son parte de la estrategia de posicionamiento del Carnaval como patrimonio cultural de la humanidad, fortaleciendo el turismo cultural y proyectando la identidad caribeña en contextos globales. Entre las reinas del Carnaval de Barranquilla que se han convertido en referentes de la cultura barranquillera se encuentran la diseñadora de modas Silvia Tcherassi, las señoritas Colombia Martha Ligia y Luz Helena Restrepo, y la escritora feminista Marvel Moreno. La historia, los atuendos y demás material sobre las Reinas de las Carrozas pueden conocerse visitando el Museo del Carnaval, administrado por la Fundación Carnaval de Barranquilla. 
Por su parte, la Reina del Bordillo es la soberana del Carnaval de la 44 o simplemente Carnaval del Bordillo, considerado el carnaval “de abajo” por su carácter eminentemente popular y comunitario. Esta figura surge como una respuesta y complemento al carnaval oficial, reivindicando las raíces callejeras de la celebración barranquillera. Su historia está ligada al movimiento cultural que en las décadas de 1970 y 1980 buscó rescatar el carnaval de barrio, cuando grupos comunitarios y gestores culturales decidieron organizar desfiles independientes en la carrera 44, lejos de la formalidad y los costos de la Vía 40. Con el tiempo, la Reina del Bordillo ha tomado fuerza, y su finalidad no es competir con la Reina de las Carrozas, sino impulsar el carnaval desde otras miradas, desde la cercanía, la complicidad y la sencillez. La Reina del Bordillo recorre las calles sobre el asfalto, sin carrozas que la separen del público, avanzando entre comparsas, cumbiambas, letanías y disfraces elaborados de forma artesanal. Más que presidir, acompaña a su comunidad, compartiendo bailes y risas con quienes se agolpan en las aceras para verla pasar. En ella se sintetiza el espíritu democrático del carnaval: la celebración como patrimonio vivo, construido desde la gente para la gente, con el mismo fervor que en los grandes desfiles, pero con el sabor irrepetible de la calle.
- Reyes del Carnaval

El Rey Momo es una de las figuras centrales del Carnaval de Barranquilla, considerado la contraparte masculina de la Reina y compañero inseparable en las actividades y desfiles más importantes. Su figura hunde sus raíces en la mitología griega, donde Momo era el dios de la burla, la sátira y el sarcasmo, hijo del Sueño y de la Noche, encargado de recordar que incluso en los momentos solemnes hay espacio para el humor y la crítica. En la tradición barranquillera, el Rey Momo es elegido cada año, casi siempre entre personalidades que han estado profundamente ligadas a la fiesta, ya sea por su trayectoria artística, cultural o su compromiso con el folclor. Generalmente se trata de un hombre mayor, cuya experiencia y carisma lo convierten en un referente para la comunidad carnavalesca. Su coronación se oficializa durante la Lectura del Bando, cuando, junto a la Reina, recibe simbólicamente las llaves de la ciudad y queda investido como soberano del festejo. Desde ese momento, su misión es encarnar la alegría, el ingenio y el espíritu irreverente que dan vida al carnaval.
El Rey Momo, elegido anualmente por la Fundación Carnaval de Barranquilla,  es la contraparte masculina de la Reina del Carnaval y una de las figuras centrales de la fiesta oficial. Su designación se hace normalmente entre agosto y septiembre, junto con la designación de la Reina (de las Carrozas). Generalmente se trata de una personalidad reconocidacon gran trayectoria y estrechamente vinculada a la cultura popular, el folclor, la música o la historia de la ciudad. Su coronación oficial se realiza durante el Bando, acto en el que junto a la Reina recibe las llaves de la ciudad y queda investido como soberano de la fiesta. Durante los cuatro días de Carnaval, el Rey Momo acompaña a la Reina en todos los grandes eventos de la Vía 40, encabezando la Batalla de Flores, la Gran Parada y otros desfiles oficiales. Además, cumple una función diplomática: representar el humor, la alegría y la identidad del barranquillero en eventos nacionales e internacionales, fortaleciendo la imagen del Carnaval como patrimonio de la humanidad y generando vínculos culturales con otras celebraciones del mundo. El Rey Momo apareció por primera vez en 1881 con José Enrique De la Rosa, “El Pobre”, como antecedente de esta figura masculina que complementa a la Reina del Carnaval, aunque pronto cayó en el olvido durante gran parte del siglo XX. Su resurgimiento se dio en 1995 con Enrique Salcedo, artista y diseñador de disfraces, lo que marcó la revitalización de un personaje que desde entonces volvió a ocupar un lugar central en la fiesta.
Por su parte, el Rey Momo del Asfalto o simplemente el Rey del Asfalto es el soberano masculino del Carnaval de la 44, una figura que, al igual que la Reina del Bordillo, encarna el espíritu callejero, popular y participativo de la fiesta. Esta figura no busca competir con el Rey Momo oficial, sino ofrecer otra mirada sobre el liderazgo festivo, más próximo a la comunidad y libre de la formalidad institucional. A diferencia del Rey Momo, el Rey del Asfalto suele ser un hombre joven que ha demostrado un gran compromiso con caranval. Su juventud lo convierte en un referente de renovación e innovación, capaz de aportar nuevas ideas sobre la manera de vivir y proyectar la fiesta, en contraste con el carácter más ceremonial y tradicional del Rey Momo, ambos elementos fundamentales del carnaval.Su figura es particularmente especial porque podría aportar a la fiesta reviviendo viejas tradiciones que se han perdido o incluso creando nuevas, con propuestas innovadoras en muchos sentidos: desde la reflexión sobre cómo debe ejercerse un carnaval que mantiene a su público “en el bordillo”, hasta los temas que se abordan en sus desfiles o el papel que tienen elementos como las flores en el desfile inaugural. Todo ello aprovechando el carácter vivo y dinámico del Carnaval de Barranquilla, que recibe con los brazos abiertos nuevas propuestas y la innovación.
Reinas populares
Estas soberanas emergen del corazón de los barrios, veredas y comunidades de la ciudad y su área metropolitana. Cada reina popular encarna el espíritu de su vecindario, convirtiéndose en portavoz de las alegrías, luchas y orgullos colectivos. Su elección no solo es un acontecimiento cultural, sino también social: las candidatas organizan comparsas, bazares y presentaciones para demostrar su talento, su compromiso con el carnaval y, sobre todo, su capacidad de movilizar a la comunidad que las respalda. Entre ellas se escoge finalmente a la Reina Popular, coronada por la Reina de las Carrozas, y recibe un premio que normalmente es económico.
Más que portadoras de coronas y vestidos, las reinas populares son gestoras culturales que animan a sus barrios a mantener viva la tradición. Ellas rescatan danzas, apoyan a los grupos folclóricos, promueven la música de tambora, cumbia, mapalé y garabato, y mantienen encendida la llama de la fiesta en los espacios donde el carnaval es vivido con mayor autenticidad: las calles, los bordillos, las esquinas y los patios. Su protagonismo en la agenda oficial se consolida con la Coronación de la Reina Popular, un evento que reconoce a la ganadora como “embajadora del pueblo” dentro del carnaval. Pero, más allá del título, lo que permanece es la huella que dejan en su comunidad: son símbolo de resistencia cultural, de organización barrial y de la alegría colectiva que hace del Carnaval de Barranquilla una celebración incluyente y diversa. En ellas se refleja la esencia de la fiesta: un carnaval que no solo se baila en los grandes desfiles, sino que se sueña, se organiza y se vive en cada barrio, en cada esquina, en cada familia.  Cabe destacar que este reinado popular fue inicialmente patrocinado por la desaparecida cadena de grandes superficies "Almacenes Vivero".
- Rey Momo y Reina LGBTI

Desde hace algunos años, el Carnaval de Barranquilla abrió un espacio especial para visibilizar la diversidad sexual y de género con las figuras del Rey Momo y la Reina LGBTI. Esta corona representa la inclusión, la creatividad y la irreverencia, valores que ya son parte natural de la fiesta, pero que aquí se hacen explícitos como gesto de reconocimiento hacia la comunidad LGBTI. Estos personajes convocan a gran cantidad de personas sobre todo en el Carnaval Gay, que es uno de los desfiles del precarnaval más concurridos. Por lo general, el Rey Momo es un hombre homosexual y la reina es una mujer transexual. Hasta el momento, no se han destacado mujeres lesbianas como Reina LGBT (o simplemente Reina Gay).
La elección del Rey Momo y la Reina LGBTI no solo es un certamen de belleza y talento, sino un acto de afirmación política y cultural. Quien recibe este título se convierte en vocera de la diversidad, utilizando el lenguaje del carnaval —el disfraz, la danza, la fantasía, la parodia— para celebrar identidades que históricamente fueron marginadas. Así, el Rey Momo y la Reina LGBTI son símbolo de resistencia y visibilidad y de un carnaval abierto, plural y en constante transformación, donde el orgullo se mezcla con el goce y donde la calle se convierte en escenario de libertad.
- Reyes Infantiles

Los Reyes Infantiles -Rey Momo infantil y Reina infantil- son la semilla del Carnaval de Barranquilla y el reflejo de cómo la tradición se proyecta hacia el futuro. Con sus coronas y disfraces coloridos, encarnan la alegría genuina de la niñez y transmiten la magia de la fiesta a las nuevas generaciones. Su papel no se limita a desfilar: los pequeños soberanos se convierten en embajadores de la tradición en colegios, comparsas y actividades culturales, animando a niños y niñas a participar activamente en el carnaval. Bailan cumbia, mapalé y garabato con la misma entrega que los mayores, mostrando que el amor por la fiesta se aprende desde temprano y se comparte en comunidad. 
Los Reyes Infantiles recuerdan que el carnaval no es solo herencia, sino también promesa: en cada sonrisa, en cada paso de danza y en cada grito de ¡Que viva el Carnaval!, aseguran que la celebración seguirá viva en el tiempo, renovándose con la frescura y la creatividad de la infancia. Los reyes infantiles cumplen la función de convocar a los niños durante las actividades del Carnaval de Barranquilla. Tienen un papel muy importante durante el Carnaval de los Niños, ubicado durante el Precarnaval. 
Joselito Carnaval
Es uno de los personajes más queridos y emblemáticos del Carnaval de Barranquilla, cargado de simbolismo y de humor popular. En la tradición carnavalesca, Joselito representa al parrandero empedernido, alegre, mujeriego y festivo, que “resucita” el Sábado de Carnaval para disfrutar a plenitud de la fiesta, y “muere” el último día, exhausto y enguayabado (con resaca), para volver a renacer el año siguiente. Su figura está presente en diferentes puestas en escena y comparsas, pero el momento central es su entierro simbólico el martes de carnaval. Ese día, las calles se llenan de cortejos fúnebres satíricos en los que viudas inconsolables —interpretadas tanto por mujeres como por hombres disfrazados— lloran a gritos su partida, mientras músicos, danzantes y vecinos acompañan el féretro en un ambiente de luto festivo.
Joselito cumple una doble función:
- Cierre de la fiesta – marca el final del Carnaval, mezclando la alegría de los últimos bailes con la nostalgia por el fin de la celebración.
- Ritual de renovación – simboliza el ciclo vital del carnaval: vida, disfrute, muerte y resurrección, recordando que la fiesta siempre volverá.

Joselito es, en el fondo, una alegoría del alma y la resiliencia cultural de Barranquilla: por más que la rutina y las responsabilidades “maten” la fiesta, el espíritu carnavalero siempre renace con la misma fuerza cada año. 

## Letanías

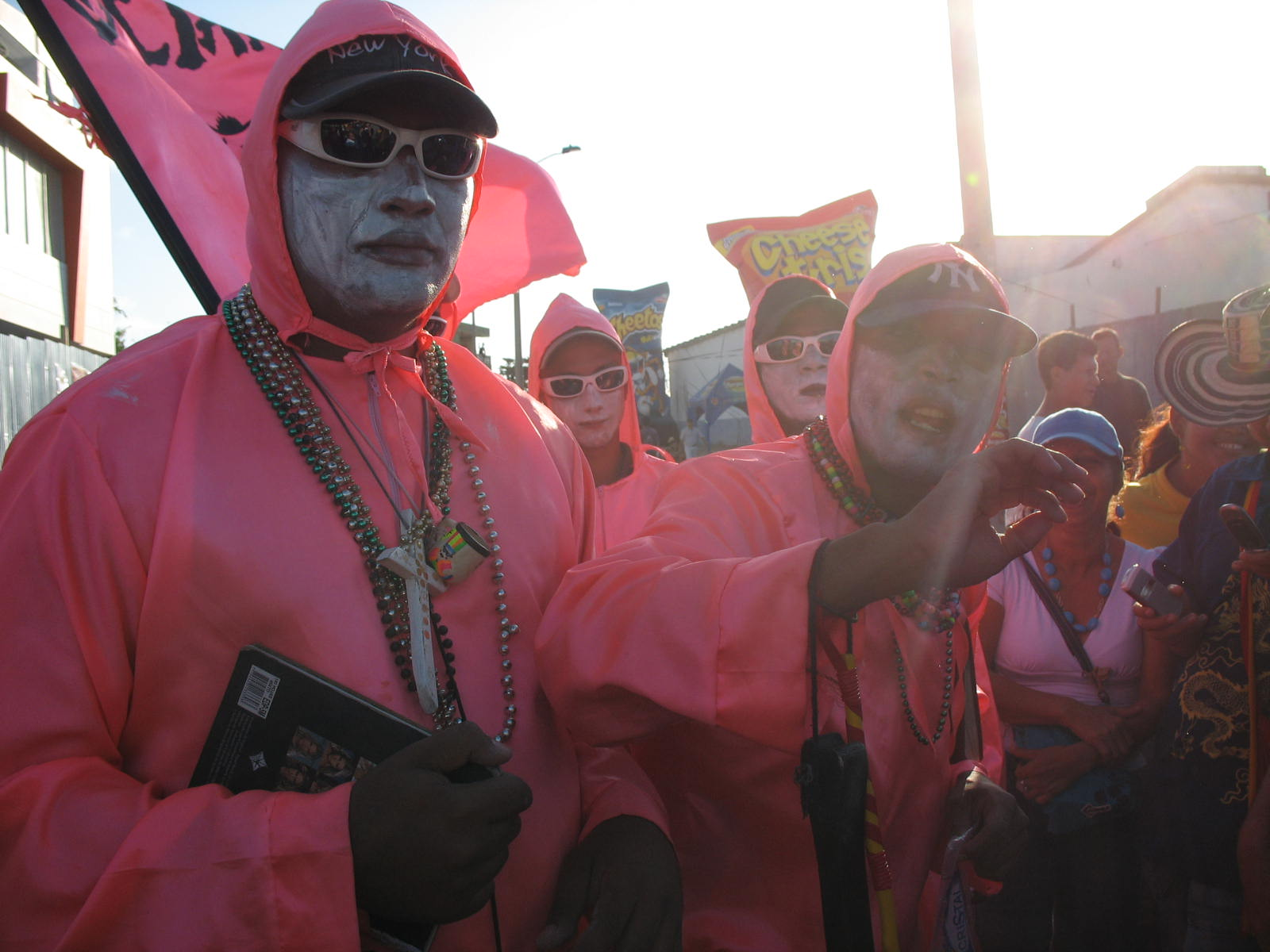
Grupo de letanías.

Las letanías del carnaval de Barranquilla son versos sencillos de característica entonación de rezo católico con los cuales se satirizan, ventilan, critican y se hace burla de temas y personajes de la actualidad local, nacional e internacional durante la celebración.
Las letanías del Carnaval de Barranquilla son una parodia o contraposición a las oraciones católicas con que se invocan a Jesucristo, a la Virgen o a los Santos como mediadores.
Las letanías constan de dos partes. La primera es el rezo que consta de cuatro versos, y es entonado por solo uno de los integrantes del grupo de letanías. Cuando este termina, viene el coro y lanza una sentencia de 2 versos.
El siguiente es un ejemplo de letanía:
- REZO: Si tú te quieres casar // porque dicen que eres macho // lo primero que debes comprar // es un serrucho pa' los cachos.
- CORO: Quien pone la nota // son Los lengua mocha.[84]

## Otras influencias
Desde sus inicios, el carnaval de Barranquilla se ha caracterizado por ser una festividad que involucra corrientes de diversas procedencias. 
Estas influencias han sido consecuencia de la inmigración que ha recibido Barranquilla a lo largo del tiempo. 
Colonias como la árabe, la china y la judía han mostrado propuestas cuya finalidad es verse representados dentro de este carnaval incluyente. 
Estas otras influencias, han colaborado de alguna u otra manera en la consolidación del carnaval y en la creación de nuevas propuestas folclóricas producto de la mezcla con las tradiciones ya existentes.

### Influencia alemana

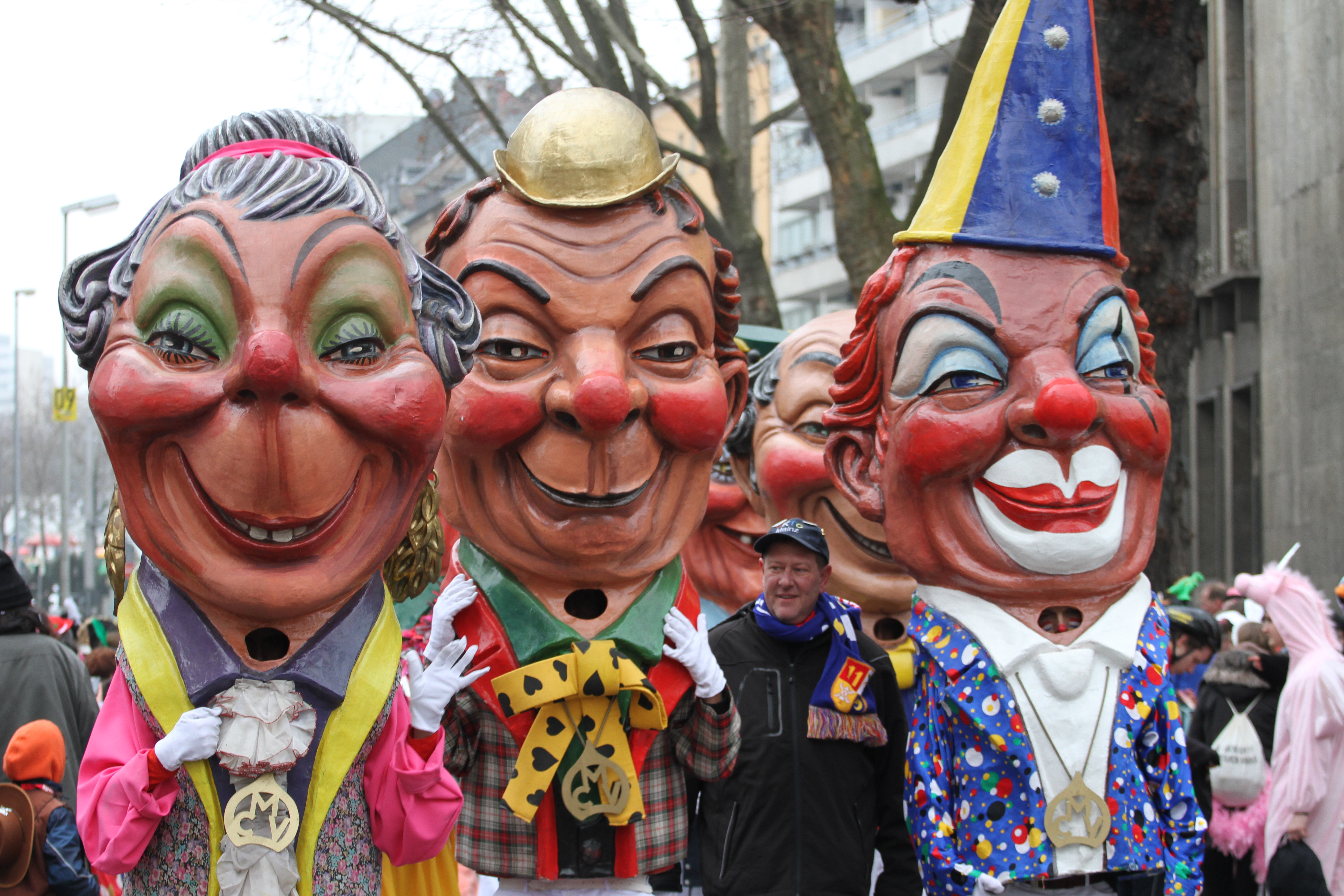
Disfraces de "Schwellköpp" en Maguncia (Alemania) inspiración para el disfraz utilizado por la danza de los Cabezones.

Se dice que el disfraz de los Cabezones nace luego de que Celio Villaba Rodríguez regresara de su viaje de Alemania en 1930 en busca de nuevos mercados para la Cafetería Almendra Tropical, empresa de la que él era dueño. El viaje del empresario coincidió con los carnavales de ese país en los que vio desfilar a personas disfrazadas con cabezas gigantes que le llamaron bastante su atención. 
Hoy en día, estos disfraces son llamados en Alemania "Schwellköpp" (que traducido al español sería como "cabeza hinchada") y son bastante comunes en el "Rosenmontagszug", que es el desfile final de algunos carnavales de Alemania. Al igual que el disfraz alemán, los Cabezones están hechos con la técnica de papel maché, pueden llegar a pesar alrededor de 25 kilogramos y muestran, satíricamente exageradas, las fisonomías típicas de personajes conocidos o ficticios.

### Influencia árabe
La contribución de la comunidad árabe (principalmente libaneses, sirios y palestinos) al carnaval ha sido constante desde el mismo momento en el que las migraciones los trajeron a las tierras barranquilleras. 
Prueba de esto es la participación de la reina del Club Alhambra, Evelyn Deccarett, durante los desfiles del carnaval de 1953. A saber, el Club Alhambra fue uno de los espacios más importantes para esta colonia:

"El Club Alhambra, fundado el 20 de abril de 1945, tenía su sede en el barrio El Prado y gozaba de una admirable arquitectura orientalista. El club fue constituido por libaneses y palestinos, y posteriormente, sería transformado en el Club Campestre del Caribe, el cual albergó en sus inicios a más de mil familias árabes y que aún hoy sigue en pie."

Uno de los elementos a resaltar sobre los aportes de los árabes al carnaval se centra en la adquisición de telas para algunos de los disfraces. Esto debido al talante empresarial que siempre caracterizó a esta colonia. También es importante mencionar que la primera reina del carnaval es de origen árabe.

### Influencia china

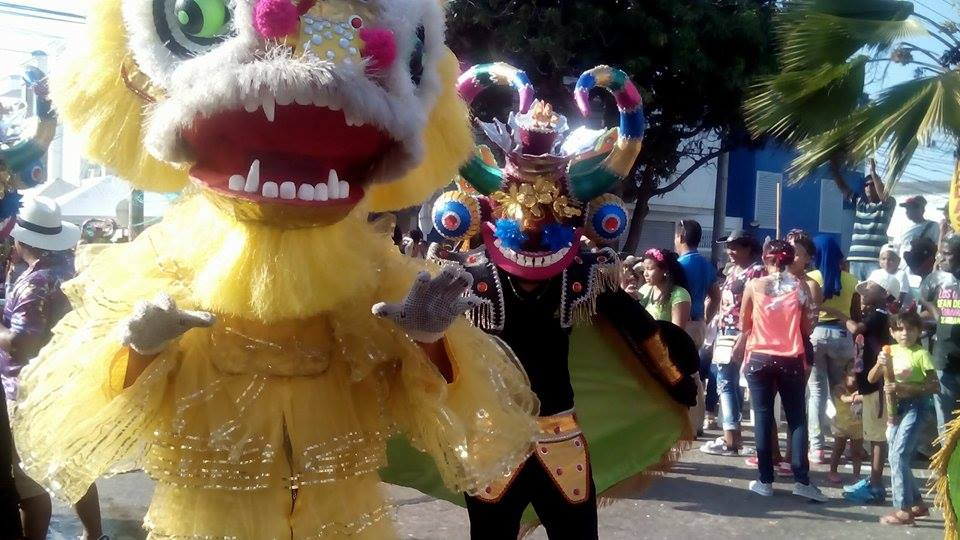
León y dragón chinos en el carnaval de Barranquilla.

Para el año 2016, la colonia china, apoyada por la embajada de este país y su consulado en Barranquilla, se propuso traer danzas y disfraces típicos del país oriental para que participaran en el carnaval. 
De esta manera, emigrantes chinos y su descendencia que viven en Barranquilla -que se calcula son aproximadamente unas 1000 personas- participaron en este festejo con danzas que rendían culto a dragones y leones asiáticos, aprovechando que este año coincidían las fiestas de carnaval con el Nuevo Año Chino. 
En esta ocasión, la firma china de tecnología Huawei dispuso de una carroza.

"El tambor chino competía con el ritmo de la champeta que interpretaban en el tráiler pero, una vez pasaba este, todas las miradas las acaparaba el dragón dorado que se contorsionaba en el aire siguiendo a un hombre que portaba una esfera sobre un palo, elemento simbólico que representa Perla de la Sabiduría, en la cultura china."

No obstante, esta no fue la primera aparición de la colonia china en un carnaval. Fue de hecho la cuarta vez que este país tuvo presencia en la Batalla de Flores, porque la primera carroza china que desfiló en el carnaval lo hizo en el año 1975, la segunda en 2007 y la tercera en 2012. Roberto Stand Tang, un miembro de esta comunidad comenta:

"La idea es que esto se traslade a las familias que siguen naciendo aquí. Yo soy descendiente y aquí estoy con mi esposa [...] Es la primera vez [2016] que la nueva generación de la colonia china reafirma su cultura en esta ciudad.”

### Influencia judía
El aporte judío en el Carnaval de Barranquilla se manifiesta de maneras diversas, sin embargo hay que destacar el apoyo económico que su comunidad ha otorgado, sobresaliendo el de la familia Caridi. Puntualmente se resalta su labor en brindar apoyo a la comparsa de las Marimondas del Barrio Abajo, quizás hoy la comparsa más grande y una de las más famosas del Carnaval de Barranquilla. Este apoyo nace en el año de 1990 cuando el disfraz de Marimonda que lucía César Morales ‘Paragüitas’, el creador de la comparsa, cautivó a León Caridi Anav (1951-2006), quien era un industrial exitoso de origen judío propietario de Industrias Cannon de Colombia y directivo de varias entidades empresariales. Cabe resaltar que este apoyo fue importante para la preservación no solo de la comparsa, sino del disfraz de Marimonda, que en aquel entonces estaba casi desaparecido. El patrocinio a la comparsa de las Marimondas del Barrio Abajo por parte de la familia continua vigente. Este apoyo incluye la Quinta de Turín, una casona rescatada en 1999 por la familia Caridi para ser la sede de las Marimondas del Barrio Abajo y que hoy funciona como la Casa del Carnaval de Barranquilla. Por todo lo anterior, a León Caridi y a su esposa Elsa Mitrani se les suele apodar "Los mecenas del Carnaval". 
También hay que destacar que dos de las mujeres más importantes de la historia barranquillera fueron reinas del Carnaval de Barranquilla y son de origen judío. La primera es la diseñadora de modas Silvia Tcherassi (1965-), cuyo apellido Tcherassi procede de su abuelo Samuel Tcherassi Behar, judío sefardí emigrado de los Balcanes. La segunda es Marvel Luz Moreno (1939-1995), escritora escogida por la revista Cromos como una de las cien mujeres más influyentes de la historia de Colombia. En su novela más famosa "En diciembre llegaban  las brisas" ella describe en unos pasajes el Carnaval de Barranquilla, siendo esta quizás la obra literaria más importante del país en retratar al carnaval. 

## Institucionalización
Según las investigaciones realizadas por María M. Escobar Ramírez, el Carnaval de Barranquilla se institucionaliza en el año 1959 a través de estas organizaciones: 
- A comienzos del siglo XX funcionaban las llamadas Comisiones organizadoras del Carnaval
- Hacía 1938 existía la Junta de Festejos del Carnaval, establecida por decreto expedido por la Alcaldía. Por otra parte, se integró el Comité Femenino de Festejos, conformado por distinguidas damas, con la finalidad de darle a las fiestas mayor esplendor y entusiasmo.
- La Gobernación del Atlántico crea en 1941 la Junta Organizadora del Carnaval de Barranquilla.
- En 1946 existe la Junta Organizadora del Carnaval.
- En 1947, mediante acuerdo, se crea la Junta Municipal del Carnaval, integrada por tres miembros del Consejo Municipal.
- En 1958 se crea la Junta Organizadora del Carnaval de Barranquilla, la cual se adiciona al departamento del Atlántico.
- En 1959 se creó la Junta Permanente del Carnaval.
- A principios del año 1990 se crea la Fundación Carnaval de Barranquilla, ente que regula el Carnaval hasta la fecha.
- El 18 de diciembre de 2019 se inaugura el Museo del Carnaval de Barranquilla, ubicado en Barrio Abajo.

## Industria del carnaval
A lo largo de toda su evolución, el carnaval de Barranquilla ha tenido la financiación de la empresa pública y privada, además se destaca con la creación de las artesanías que en diversos géneros le dan vistosidad y elegancia a la fiesta, dándole un entramado de cultura y tradición, con la creación de suntuosos vestidos, creación de máscaras, disfraces, mochilas, instrumentos musicales, etcétera.
Los artesanos provenientes de diferentes municipios se reúnen en ferias artesanales y comercializan sus productos. 
Sus creaciones artísticas son realizados en diferentes materiales: cerámica, madera, conchas, caracoles, fique, pita, bisutería, tela, lentejuelas, entre otros, donde se destaca lo característico de nuestra fiesta y nuestra región Caribe.
Muchos de los productos originales alusivos al carnaval de Barranquilla se encuentran de venta en los diferentes almacenes de arte, misceláneas e incluso en puestos de venta ambulantes. 
Durante la temporada del carnaval estos productos son muy vendidos y forman parte del albor y dinámica comercial citadina.
La variedad de productos es exótica, hay desde miniaturas de máscaras, muñecos y accesorios hasta lo más completo de disfraces, instrumentos musicales, adornos y utensilios para alegrar la fiesta carnavalera.
Según Fundesarrollo, en el periodo 2002-2008, los grupos (comparsas, cumbiambas, danzas, etcétera) pasaron de 350 a 539, con una tasa de crecimiento geométrica promedio anual del 11.8% y sus participantes de 17.231 a 29.870 con una tasa de crecimiento geométrica anual del 9.6%. 
En relación con el año 2003, año en que la Unesco proclamó al Carnaval de Barranquilla como obra maestra del patrimonio oral e intangible de la humanidad, en 2008 se logró un crecimiento de 56.9%. Del 2008, los hacedores del Carnaval (músicos, confeccionistas de trajes y disfraces, auxiliares, etc.) pasaron de 11.633 en 2002 a 22.715 en 2008, con una tasa de crecimiento geométrico promedio anual del 11.8%. 
En relación con el 2003, el crecimiento en 2008 fue de 62.6%. Esto muestra un nivel importante de ocupación de gran número de personas, generalmente pobres, la mayoría desempleados. 
A valores reales del 2008, en el periodo analizado 2002-2008, la inversión social fue de $23.130.000.000, con una tasa de crecimiento geométrico anual del 18.2%; si se compara el crecimiento de la misma con relación al 2003, esta fue de 68.6%. 
Esto respalda la idea de que gran parte del desarrollo que ha tenido la industria del Carnaval se ha dado gracias a la proclamación del Carnaval de Barranquilla por parte de la Unesco como obra maestra del patrimonio oral e inmaterial de la humanidad en el año 2003.
El carnaval de Barranquilla genera ganancias brutas calculadas en $13.473 millones de pesos (2001-2007), a través del aumento de la actividad comercial, como venta de comidas, bebidas alcohólicas y refrescantes, telas, pasamanería, papelería, sombreros y tocados, transporte e instrumentos, y la publicidad que comercializan los operadores, sin contar con los servicios de hotelería que sirven a los múltiples turistas.
En 2024 hubo 34 grandes eventos, participaron más de 2 millones de espectadores, 28 mil hacedores de 845 grupos folclóricos. También se presentaron más de 100 artistas musicales locales, nacionales e internacionales.Los ingresos generados a la ciudad por el evento fueron de 850 mil millones de pesos, se generaron 53 mil empleos directos, llegaron 710 000 visitantes y hubo y una ocupación hotelera del 80%.

## En la literatura
Las siguientes son algunas obras literarias (novelas, cuentos, crónicas, entre otras) donde se aborda o se recrea en su narrativa al carnaval de Barranquilla:
Novelas
- La desposada de una sombra, 1903, de Abraham Zacarías López-Penha
- Fruta tropical, 1919, de Adolfo Sundheim
- El cadáver de papá, 1978,  Jaime Manrique Ardila
- Los domingos de Charito, 1986, Julio Olaciregui
- En diciembre llegaban las brisas, 1987, Marvel Moreno
- La última batalla de flores, 1993, Hipólita Palencia
- La noche de la Guacherna, 1993, Alfonso Hilarión Sánchez
- El pez en el espejo, 1994, Alberto Duque López
- Disfrázate como quieras, 2002, Ramón Illán Bacca
- Esa gordita sí baila - Sancocho de Capuchón y arroz de Monocuco, 2004, Lya Sierra
- La muerte de Joselito Carnaval,  2017, Adolfo Urbano Orozco Ortiz
- Joselito Carnaval, 2017, Pierre Béguin

Cuentos
- "Desolación", 1947, Olga Salcedo de Medina
- "Un viejo cuento de escopeta", 1950, José Félix Fuenmayor
- "Domingo de carnaval", 1966, Néstor Madrid-Malo
- "El emperador africano", 1974, Álvaro Medina
- "Algo tan feo en la vida de una señora bien", 1980, Marvel Moreno
- "La noche feliz de Madame Yvonne", 1977, Marvel Moreno
- "A lo oscuro metí la mano", 1996, Guillermo Henríquez
- "Rebolo en carnaval", 1999, Fabio Osorio
- "Tras el antifaz hay un aroma", 2003, Guillermo Tedio
- "Canción de carnaval", 2021, César Mora Moreau

Teatro
- La muerte no triunfó aquí, 1995, Mario Zapata

Otros
- "Carnaval sabroso y ardiente" [relatos de Carnaval y de barrio], 2001, Fabio Osorio
- "Carnaval que corre por las venas" [relato autobiográfico], 2004, Fabio Osorio